# Arthur Verona
Arthur Garguromin Verona (nume la naștere Arthur Petre Anton Bartolomeu Francisc Maria Verona, n. 24 august/5 septembrie 1867, Brăila, România – d. 26 martie 1946, București, România) a fost un pictor român de origine aromână. A făcut studii militare în cadrul Academiei Militare Tereziene de la Wiener Neustadt pe care a absolvit-o în anul 1891, devenind ofițer în Armata Comună. Datorită vocației sale artistice manifestate încă din copilărie și-a continuat studiile, de această dată în domeniu artelor plastice, începând din anul 1895 la Academia de Arte Frumoase din München ca elev al lui Fritz von Uhde. Acolo s-a dedicat exclusiv picturii și a intrat sub influența mișcării seccesioniste, apropiindu-se mai ales de maniera pictorilor Fritz von Uhde și Simon Hollósy. Pentru Arthur Verona, vizita din capitala Bavariei din anul 1895, a avut ca rezultat o confruntare a propriilor calități de exprimare plastică cu noile modalități de primenire și de înnoire a limbajului. La München nu l-a atras rigiditatea academismului de sorginte istorică care promova portretistica monumentală și scenele eroice, ci noile concepte ale plein - airismului, promovat de Fritz von Uhde și Simon Hollósy. Conform unor mărturii documentare destul de lacunare și disparate se pare că Arthur Verona ar fi participat la primele două tabere de creație organizate de Simon Hollósy, cu Școala de pictură de la Baia Mare. La îndemnul lui von Uhde, artistul a studiat la Academia Julian începând din anul 1889. Aici s-a aflat sub influența lui Jean-Paul Laurens. Parisul i-a adus lui Arthur Verona un plus de libertate și o mai bună tradiție a picturii de tip plein-air.
Arthur Garguromin Verona s-a afirmat ca pictor în România începând cu ultimul deceniu al secolului al XIX-lea, în momentul în care realizările lui Nicolae Grigorescu au început să se impună în pictura românească. Absolvent al marilor Academii de la München și din Paris, el s-a dovedit a fi un bun cunoscător al artelor occidentale. A fost un mare admirator al Renașterii și a fost atras prin educație și structură de pictura clasică. Pictorul a fost de asemenea atras și de farmecul operei lui Grigorescu, dar s-a străduit pe parcursul celor cincizeci de ani de activitate să găsească o formulă care să împace viziunea academică a unor mari compoziții pe care le-a făcut cu spontaneitatea de care a dat dovadă pictura de plein-air. A reținut de altfel, tematica grigoresciană, dar nu a putut renunța niciodată la apetența sa spre compoziția de atelier. El a fost considerat la un moment dat ca fiind un continuator al operei lui Nicolae Grigorescu, dar opera sa apare astăzi într-o imagine eclectică revendicată de către istoria picturii românești, datorită modului entuziast și plin de conștiinciozitate cu care s-a manifestat Arthur Verona ca organizator și ca dascăl.
Verona nu a renunțat nici la formă nici la linie și a fost incapabil să picteze altceva decât ceea ce a văzut, astfel el nu și-a putut însuși o rețetă anume. Ca urmare, chiar dacă în lucrările pe care le-a realizat se poate vedea o puternică influență impresionistă prin strălucirea luminii redate, prin cromatica desfășurată sau prin folosirea tuturor elementelor derivate din avantajele picturii de plein-air pe care a agreat-o cu predilecție, el nu a rămas istoriei ca un impresionist. Realizările sale artistice se pot cataloga a fi clasicizante în compoziție și portret, iar peisajele lui au păstrat o armonie a culorilor și o consistență a formelor care le apropie mai mult de tendințele realiste ale postimpresionismului, mai mult decât de o orice altă viziune. A fost mândru de legătura pe care a găsit-o cu arta italiană și a fost animat de poezia senină a lui Nicolae Grigorescu. A fost atras prin aspirațiile sale către pictura monumentală și a iubit pitorescul peisajului românesc și a ceea ce are țăranul român mai prețios în tradiția sa seculară. A învățat permanent și a dovedit că era posesorul unui meșteșug plin de virtuozitate cu care s-a îndreptat spre mari compoziții murale laice sau bisericești. A pictat portrete scânteietoare prin eleganță, sau sobre cu amprente melancolice ori triste și a fost fără îndoială pictorul peisajelor calde, iluminate de prezența oamenilor veseli, frumoși și sănătoși.
Celebre au rămas lucrările în frescă pe care le-a realizat la Palatul Regal (Apoteoză), la Palatul lui Gheorghe Cantacuzino, la Palatul lui Ioan Kalinderu, la Capela Cimitirului Bellu, la Capela Castelului Bran, la Turnul lui Țepeș și picturile monumentale Valea Oltului de la Ministerul Lucrărilor Publice din București (frescă) și Cosașii (pe pânză) aflat la Muzeul de Artă din Botoșani. Ca un demn urmaș al lui Nicolae Grigorescu, tematica idilic rurală a rămas istoriei prin picturile În codrii Herței, Între nalbe, Floarea soarelui, Petrecere câmpenească, Culesul merelor, Fete în Bucovina, Două fete, Spartul horei, Pâinea cea de toate zilele, Țăran prânzind, La vatră, Secerători, Ciobănaș, Drum de țară, Fii pădurii, Nuntă în Moldova, La iarbă verde, Zi de sărbătoare, Ursarii și o serie lungă de peisaje din Bucovina intitulate Toamna sau Hore. În pictura religioasă a executat în plus față de cele enumerate, pictura murală din Capela de la Olmutz și de la Biserica Preany Kattor din Iugoslavia. În pictura de șevalet a rămas din creația sa Isus și samariteana, Isus potolind valurile, Sfântul Gheorghe. Din tematica istorică pot fi enumerate Judecata boierilor înainte de moartea lui Ștefan cel Mare, Portretul lui Mihai Viteazul și studii pentru portretele lui Bogdan I, Carol I și Neagoe Basarab.
A fost inițiatorul înființării unei Academii Libere de Pictură în anul 1919, ca o ripostă la academismul lui G.D. Mirea de la Școala de Belle Arte din București și în anul 1940 a devenit profesor la Școala superioară de pictură și sculptură bisericească aflată pe lângă Arhiepiscopia Bucureștilor, care a fost înființată de către Patriarhul Nicodim. Aici a predat cursuri tehnice de pictură de icoane și a condus atelierul de lucrări practice. A fost medaliat de către statul român cu o mulțime de decorații în plan profesional și militar, ca urmare a participării sale ca voluntar la primul război mondial. Nu în ultimul rând, este de menționat că Arthur Verona a îndeplinit funcția de președinte al Societății Tinerimii artistice în perioada 1910 - 1912.

## Biografie

### Vocația
Arthur Verona s-a născut la Brăila în ziua de 24 august 1867 (vezi secțiunea Controverse, incertitudini) în familia de origine dalmată a lui Francesco Spiridon-Verona și al Amaliei Lukovici. Între anii 1896 - 1902, Arthur a folosit și numele de Garguromin cu care-și completa semnătura, nume care provenea de la familia tatălui care avea filiații macedoromâne, după adnotările lui Ary Murnu.

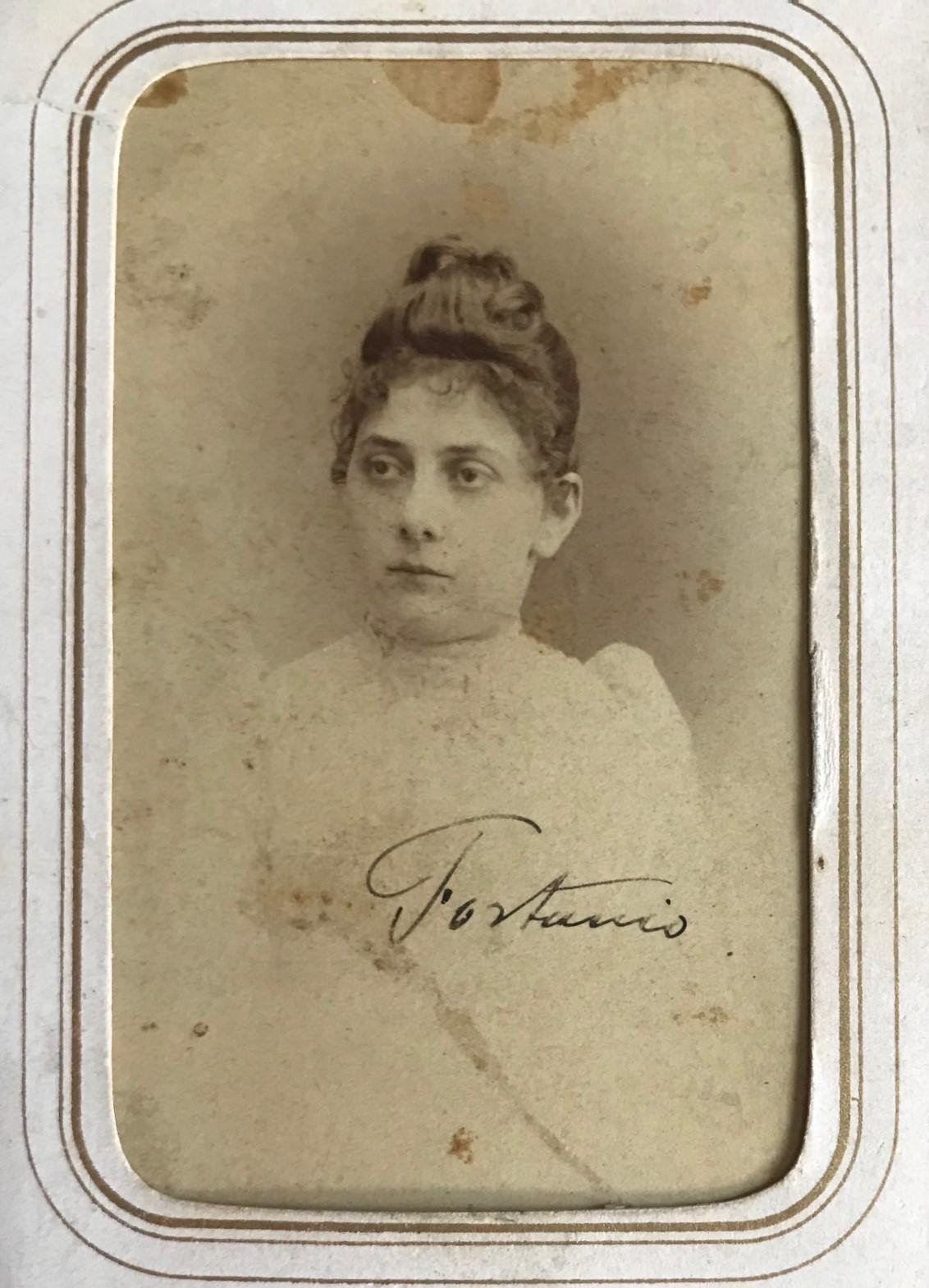
Ida Verona

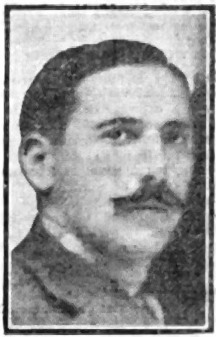
Arthur Verona

Înclinația spre pictură s-a manifestat încă din copilărie, talentul său fiind descoperit de către Nicolae Henri, fratele lui mai mare care l-a încurajat să urmeze o carieră pe acest drum. Nicolae Henri a fost și el un pictor talentat care a absolvit o școală de arte aplicate la Paris. Cu toate că au crescut într-o familie care avea în casă o mulțime de tablouri valoroase, părinții acestora au fost neînțelegători și chiar potrivnici manifestărilor artistice pe care fiii lor le aveau. Ca urmare, tatăl lui Arthur l-a îndemnat să urmeze o școală militară. După ce a absolvit șase clase la cursurile liceale din Cernăuți, Arthur a fost trimis de părinți în anul 1888 la Academia din Viena, pentru a studia artele militare. De la Viena, în timpul vacanțelor, pictorul a făcut adesea scurte vizite în Italia pentru a studia operele marilor maeștri. În acestă perioadă a realizat lucrări a căror tematică predominată a fost viața militară. Din acești ani a rămas un Autoportret în care s-a înfățișat în uniforma unității sale și o reproducere sub care scrie Nachrichten-Patrouille - Arthur Verona—în limba română Patrula mesageră. Cea din urmă, a fost prima lucrare a viitorului pictor care a fost expusă la Viena în anul 1889. În aceasta apare figurată o patrulă de ulani într-un peisaj definit de un dâmb verde mărginit stânga - dreapta de câte un arbore. Se poate observa în acest tablou meticulozitatea aproape naturalistă de execuție, în care atenția este reținută de siguranța cu care sunt desenați caii precum și prospețimea realizării care apropie tematica de canoanele peisajului.
Artistul a absolvit Academia Militară Tereziană de la Wiener Neustadt în anul 1891 și a devenit ofițer de dragoni în Armata Comună. Ca urmare a succesului pe care l-a avut cu pictura Patrula mesageră, el participă în anul 1893 la salonul Seccesioniștilor de la München cu o nouă lucrare. După trei ani de serviciu militar, în anul 1894, dându-și seama că înclinația sa pentru pictură este o certitudine, Arthur Verona și-a dat demisia și s-a întors în România unde Nicolae Henri l-a invitat în locuința sa din Herța pentru a-și amenaja un atelier. Aici, în ținutul Herței, artistul a realizat o mulțime de tablouri cu care a participat în același an la expoziția Salonului Oficial din București.
Arthur, a mai avut o soră mai puțin cunoscută, Ida Verona. A fost o talentată scriitoare în limba franceză. A scris romane, piese de teatru și poezii, primul volum publicat in 1882 "Quelques fleurs poétiques". Cel de-al doilea volum de poezii "Mimosas" a fost publicat în 1885, la Paris, iar manuscrisul se regăsește la Biblioteca Națională a Franței. A avut o interesantă corespondență cu scriitori ai vremii precum Anatole France sau Paul Bourget.

### Studiile
Ca urmare a revenirii în România, după ce și-a dat demisia din armată în anul 1894, Arthur Verona a lucrat intens în atelierul din Herța al fratelui său Nicolae Henri Verona. Picturile pe care le-a realizat în acel an i-au întărit convingerea că trebuie să se dedice mai atent studiului. Acesta a fost motivul pentru care în anul 1895 a plecat din nou la München, care era în acele vremuri unul din cele mai importante centre artistice din Europa. Pentru toți artiștii acelor timpuri, vizitarea Münchenului era un deziderat obligatoriu, deoarece doar acolo se putea întâlni o atmosferă impregnată de valorile clasice dominate de niște principii pedagogice care în final adunau prin ele însele tineri artiști de pe întreg mapamondul. Din România se pot enumera pictori importanți așa cum au fost Ipolit Strâmbu, Kimon Loghi, Ștefan Luchian, Octav Băncilă, Camil Ressu, Nicolae Tonitza, Lascăr Vorel, Ștefan Popescu, Cecilia Cuțescu Storck și mulți alții. Acolo s-a dedicat exclusiv picturii și a intrat sub influența mișcării seccesioniste apropiindu-se mai ales de maniera pictorilor Fritz von Uhde și Simon Hollósy.

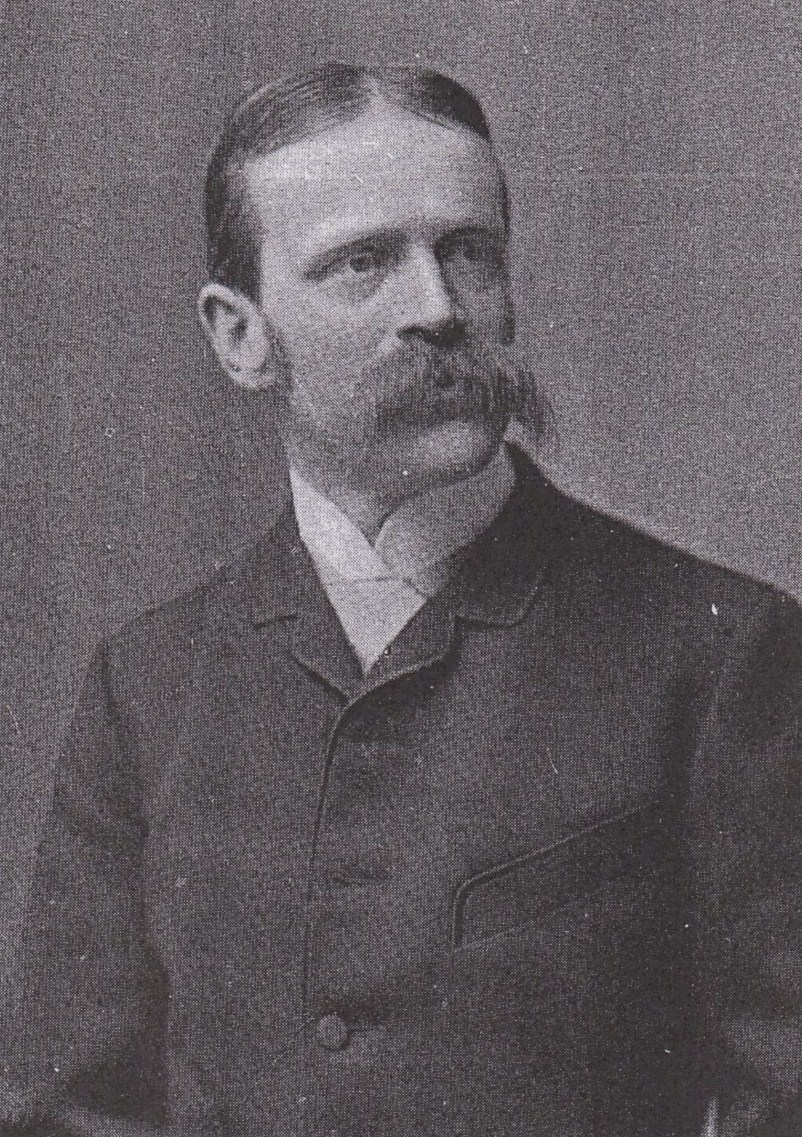
Fritz von Uhde (foto.1880)

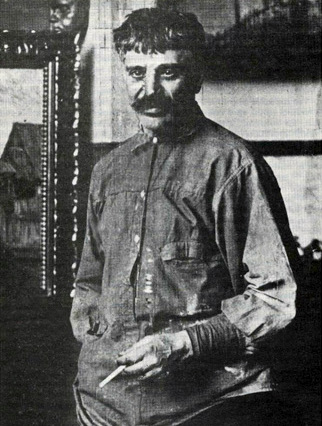
Simon Hollósy (foto.~1880)

Pentru Arthur Verona, vizita din capitala Bavariei din anul 1895 a avut ca rezultat o confruntare a propriilor calități de exprimare plastică cu noile modalități pe care le-a găsit în primenirea și înnoirea limbajului. La München nu l-a atras rigiditatea academismului de sorginte istorică care promova portretistica monumentală și scenele eroice, ci noile concepte ale plein - airismului promovat de Fritz von Uhde și Simon Hollósy. Pictorul român, ca orice artist autodidact a debutat în pictură cu o abordare realistă, astfel încât un contact ca cel pe care l-a avut cu Simon Hollósy a fost unul important. Ca un scurt istoric se poate menționa că în Germania s-a instalat un impresionism de tip local doar după anul 1880 prin picturile realizate de Max Liebermann și Fritz von Uhde. Simon Hollósy, mai modern decât predecesorii săi, a afirmat o cale a căutării realului folosind mijloacele picturii luminoase. El a ajuns în scurt timp un stindard al antiacademismului münchenez. Mai mare ca vârstă cu zece ani ca Verona, Hollósy era adeptul emanicipării artistului printr-o atitudine de frondă față de arta oficială, totul fiind centrat pe îndreptarea atenției asupra naturii.
Hollósy a fost, după cum se știe, fondatorul Școlii de Pictură de la Baia Mare; el era moldovean de origine armeană, poreclit Corbul. Károly Lyka a afirmat că Simon Hollósy, precum și discipolii săi de la Baia Mare, nu aveau nimic în comun cu școala müncheneză. Ca mulți elevi de-ai săi, Hollósy s-a pronunțat pentru abolirea oricăror norme și pentru creație artistică în numele naturii. Prin atitudinea sa față de artă, el nu încerca la rândul lui să stabilească noi norme care să le înlocuiască pe cele de dorit a fi abolite. Simon Hollósy a pornit de fapt un proces de primenire a limbajului artistic încă din anul 1890 în propria-i pictură. Arthur Verona a spus de altfel, că ... tot ce este nou și promițător se află la Paris. A studiat, începând cu 1895 la Academia de Arte Frumoase din München, ca elev al lui Fritz von Uhde. După câteva luni de la venirea sa la München, Verona l-a întrebat pe von Uhde care ar fi drumul pe care trebuie să meargă. Acesta l-a sfătuit să-și întrerupă studiile prin atelierele din München sau Paris și l-a îndemnat ... să facă o lucrare în plin aer, de mărime naturală, cu două-trei figuri, indiferent de subiect. Artistul român și-a dat seama de riscurile care decurgeau din urmarea sfatului lui Uhde de către un începător ca el într-ale picturii și, totuși, s-a întors în România. Aici, a realizat peisajul intitulat Codrul Herței unde a figurat un grup de nouă plugari care ascultă povestea unui chihaia. Anul 1897 îl găsește alături de Simon Hollósy, la Baia Mare - devenită în acele vremuri Barbizonul Ungariei, iar în același an a participat la Paris la Salonul Oficial cu lucrarea „În codrii Herței”, care a apărut în catalogul oficial al salonului la poziția 701 și pentru care a obținut Mențiunea juriului. Conform unor mărturii documentare destul de lacunare și disparate se precizează că Arthur Verona ar fi participat la primele două tabere de creație organizate de Simon Hollósy cu Școala de pictură de la Baia Mare. Există și o confesiune a artistului despre acea perioadă prin care a spus:
„Hollósy a purtat de grijă lecturilor mele, mi-a atras atenția asupra lui Zola și Tolstoi, îmi împrumuta cărți și îmi cerea să-i vorbesc despre cele citite. M-a avertizat asupra inutilității dexterității în sine, care îi părea o primejdie. Mi-a atras atenția asupra acumulărilor de observații la anumiți scriitori și mi-a îndreptat privirea asupra naturii și oamenilor. Datorită lui mi s-au deschis ochii să văd realitățile lumii, și datorită lui am investit totdeauna simțire în ce făceam: compoziție, peisaj, figuri umane... Tot el m-a îndemnat să încerc a înțelege interiorul oamenilor...”—Raoul Șorban: O viață de artist. Între München și Maramureș, București, 1986, p. 63

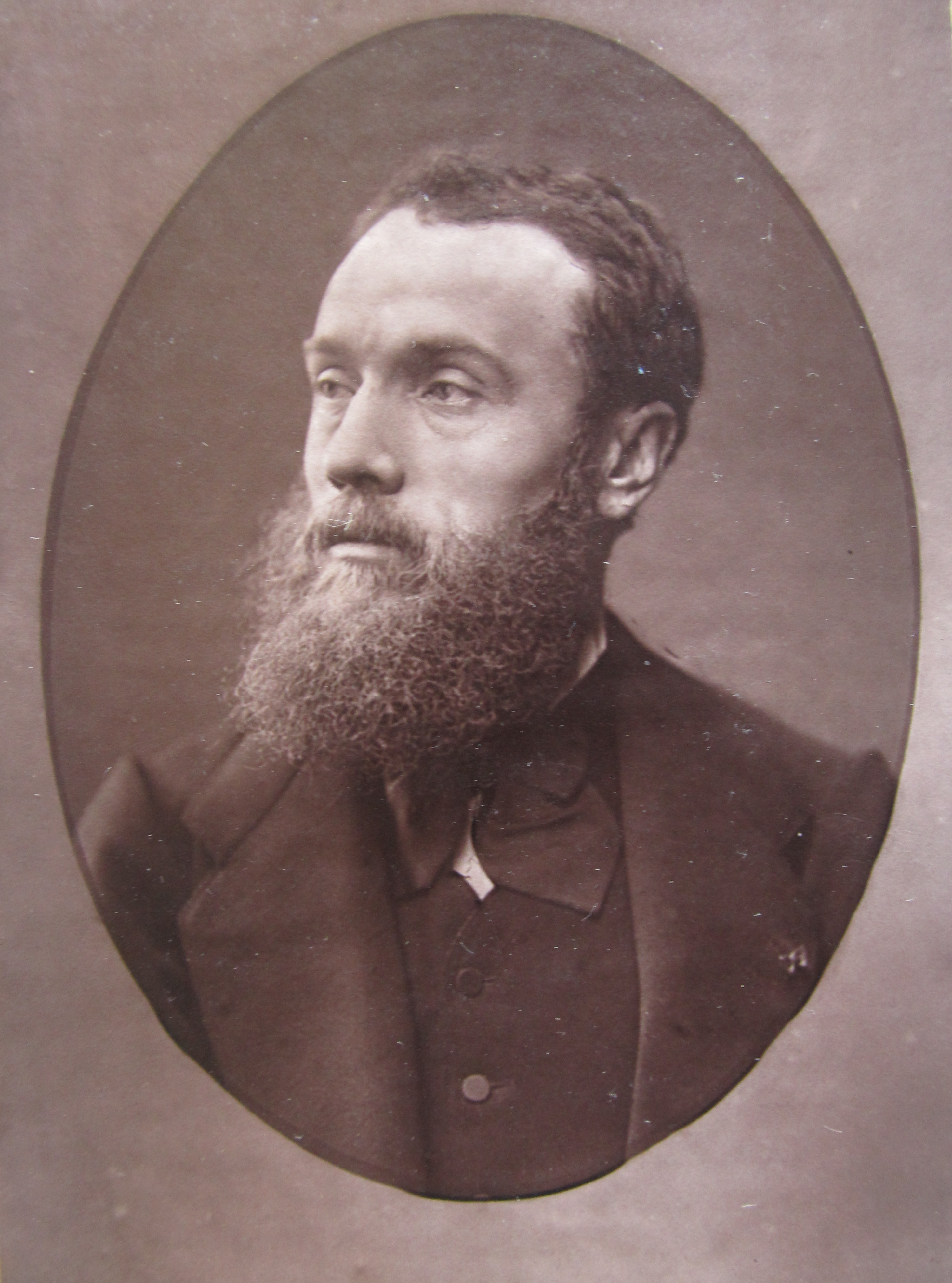
Jean-Paul Laurens (foto. 1878)

La Paris, artistul a studiat la Academia Julian începând din anul 1889. Cu toate că Verona apare în catalogul expozanților la Salonul din Champs Elisées ca elev al lui William Bouguereau și Gabriel Ferrier, el a povestit în amintirile publicate într-un interviu, mai ales despre Jean-Paul Laurens. Acesta din urmă era în opinia pictorului român un artist puțin desuet ca viziune plastică și chiar rece ca realizare, dar era un deținător absolut al tainelor meșteșugului. Cu toate acestea Jean Paul-Laurens prin autoritatea pe care o avea la Academie a fost unul din artiștii de mare succes ai secolului al XIX-lea, era ofițer al Legiunii de Onoare, autor al multor decorațiuni murale monumentale și autor de compoziții istorice. Peste toate acestea el s-a dovedit a fi un bun pedagog care avea la baza concepțiilor sale artistice un desen impecabil, gândit într-o bună tradiție a școlii neoclasice. Parisul i-a adus lui Arthur Verona un plus de libertate și o mai bună tradiție a picturii de tip plein-air. A participat la tabere organizate unde motivele alese nu erau impuse. Practic, Verona a asistat la Paris la o perioadă în care impresionismul, vechi deja de un sfert de secol, începea să-și impună propriile reguli. După un an de cursuri la Paris, timp în care Codrul Herței a fost reprodus în Revista L'Illustration, Arthur Verona s-a întors din nou acasă. În România se declanșase deja - din anul 1896, momentul zero de reformare a artei plastice românești prin inițiativa lui Ștefan Luchian care a fondat Societatea Ileana și care, a organizat în acel an prima Expoziție a artiștilor independenți. Cu toate că Arthur Verona a revenit în România în anul 1898 și nu era membru al Ilenei, el a împărtășit năzuințele generoase ale acesteia. El s-a simțit puternic atras de opera lui Nicolae Grigorescu, cu toate că era tributar prin prisma educației sale, de linia impusă de către clasicismul academic. De asemenea, atenția i-a fost atrasă de tendința unei exprimări cât mai sincere și mai realiste, astfel că pendularea sa între academism și impresionism a determinat ca opera sa să fie caracterizată de un eclectism vizibil.

### Cariera artistică
În anul 1898, Verona a participat la Salonul Oficial (Expoziția artiștilor în viață) unde a expus Codrul Herței și un Portret de femeie. În anul 1899 a participat din nou la Salonul Oficial cu peisajul Portul Brăilei noaptea, Portretul d-ului L. C. și compoziția Speranța omenirii. Speranța a fost înfățișată sub chipul unei tinere fermecătoare drapată în alb și înconjurată de chipurile și brațele oamenilor care par că se îndreaptă spre lumina pe care ea o reprezintă. Se poate vedea în lucrările pe care le-a expus, că tendința pictorului pentru depășirea tematicii religioase sau istorice și evitarea abordării subiectelor sociale poate fi amendată de un public educat în spiritul academismului sau al lirismului artificial reprezentat. Pictorul nu s-a lăsat impresionat de critica fantezistă și nici de elogiile de natură superficială care i s-au adus, ci el a căutat cu înfocare apropierea de natură și aprofundarea compoziției monumentale. Datorită acestor preocupări a realizat o mulțime de peisaje din Herța sau din Bălțile Brăilei. Tot în această perioadă de creație a fost făcută și lucrarea monumentală intitulată Amza Pașa.

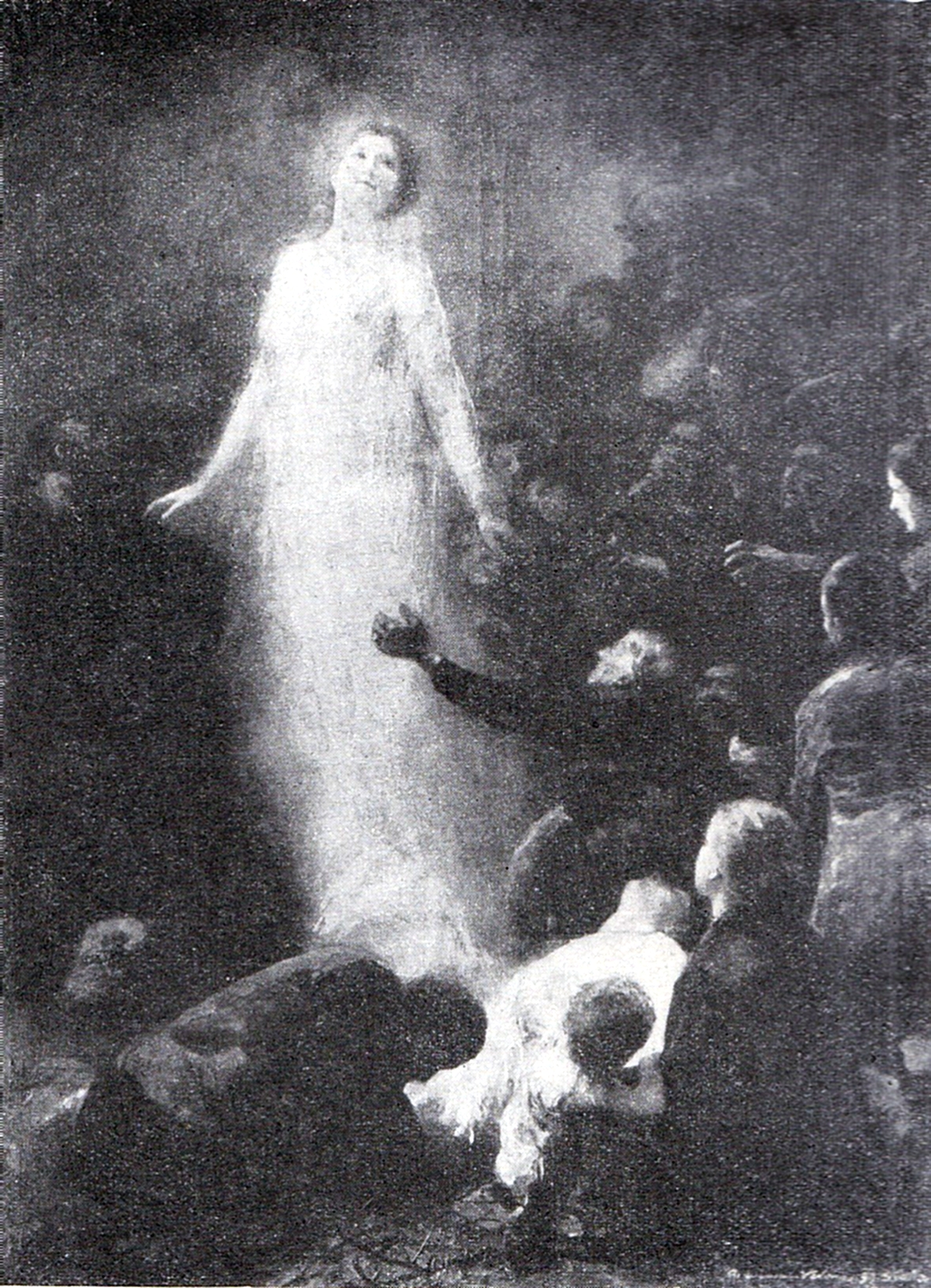
Speranța omenirii

În anul 1900 a expus pictura Pâinea cea de toate zilele în care a înfățișat un plugar așezat șă-și consume merindele sărăcăcioase în nemărginitul câmpului pârjolit de soare. În peisajul Înmormântarea unui grănicer subliniază prin contrast, drama umană într-o natură răvășită de furtună. Prin simplitatea cu care a reprezentat elementele de compoziție a reușit să pună în valoare măreția momentului de tipică tristesțe, printr-o luminozitate și o cromatică caldă dublată de o tușă liberă care aduce un plus de elocvență fără a deveni ostentativă. În această lucrare, pictorul s-a dovedit a fi un bun realist însă el a dat naștere unui lirism grav prin discreția cu care a înfățișat scena pe care criticii acelor vremuri au considerat-o una a picturii sociale.

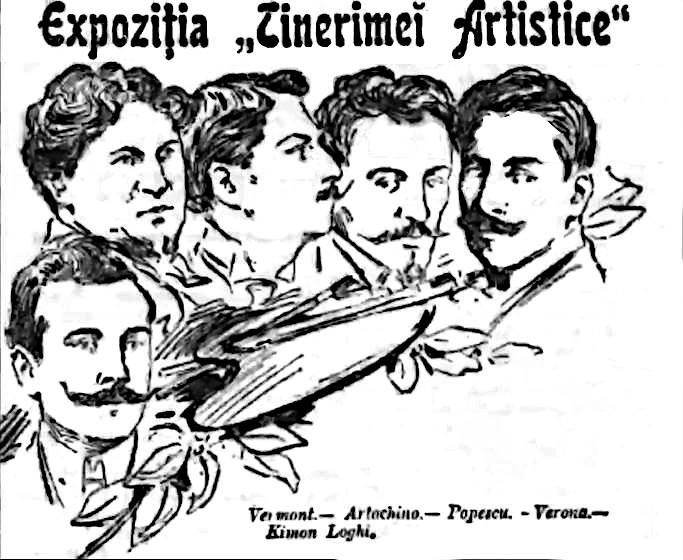
Tinerimea artistică - Un grup de artiști

Arthur Verona a fost deranjat de diferențele de organizare ale Salonului Oficial din București prin comparație cu manifestarea similiară pariziană din anii 1899 și 1900. Astfel în anul 1899 la București au lipsit Ion Andreescu și Nicolae Grigorescu, cu toate că ultimul se afla la Paris cu patruzeci de lucrări. La manifestarea din anul 1900 când pictura românească era reprezentată de doar trei nume consacrate și alte opt-nouă tinere speranțe, la Salonul Oficial au fost selectați treizeci și opt de pictori mediocri aleși pe favoritisme clientelare. Premiile și medaliile acordate de către oficialii români cu o mare larghețe comercială, au determinat înființarea Societății Tinerimea artistică în anul 1901 de către un grup de membri fondatori din care făcea parte și Arthur Verona. La prima expoziție a Tinerimii artistice din 1902 cronica plastică a menționat că: ... deși făcută fără pregătiri îndestulate, prima expoziție a Tinerimii artistice se prezintă bine și e aranjată cu mai mult gust decât toate expozițiile anterioare: ea aduce în același timp un mare serviciu publicului nostru... Cel dintâi pas serios este că, de la un capăt la altul, nu mai întâlnești ca altădată erudități de culori și greșeli elementare de linii care răneau ochii privitorului și dovedeau că cei ce le făceau n-aveau decât veleități de artiști.
Pictorul a fost stimulat de aprecierile pozitive pe care le-a obținut în cadrul expoziției Tinerimii artistice din anul 1902 și, ca urmare, a început să lucreze la o mare compoziție intitulată Judecata boierilor înainte de moartea lui Ștefan cel Mare. Pentru realizarea tabloului, artistul s-a documentat pe teren, făcând o călătorie de la Cazane (Turnu Severin, n.r.) până în codrul Herței, pentru a vedea peisajele României și pentru a putea surprinde elementele necesare realizării unei compoziții monumentale. Fiind convins că ceea ce a realizat a fost rezultatul unui moment de inspirație, dublat de avantajele întregii sale capacități tehnice pe care o câștigase ca experiență de necontestat, pictorul a căutat mereu să-și adâncească cunoștințele într-ale picturii și a fost permanent atent la adaptarea compozițiilor pe care le-a creat. Artistul a expus mai mereu în expoziții personale sau de grup, fiind mai receptiv la observațiile consumatorilor de artă decât la cele ale criticii de artă din acele vremuri care era făcută de multe ori de veleitari în domeniu.

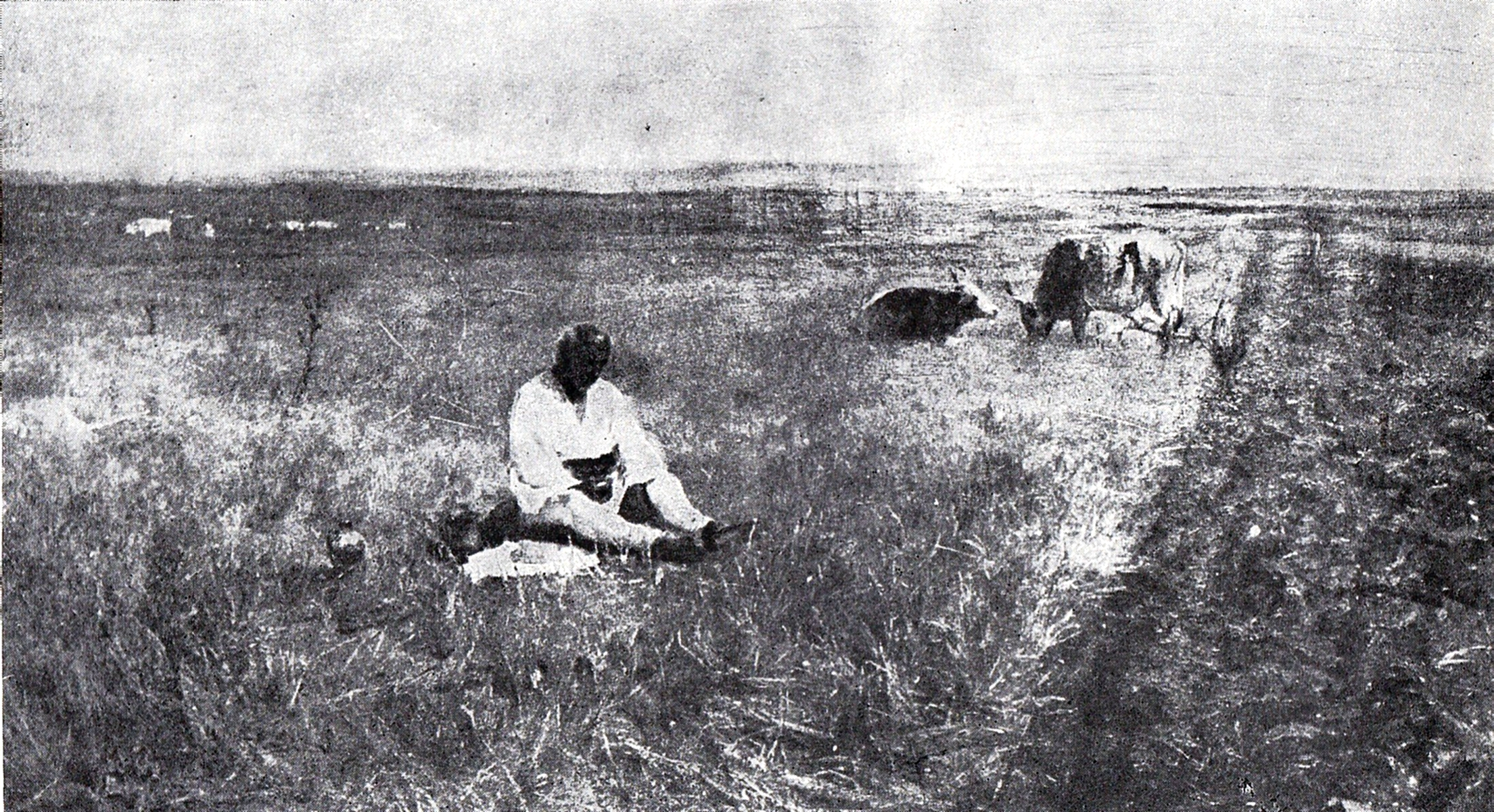
Pâinea cea de toate zilele
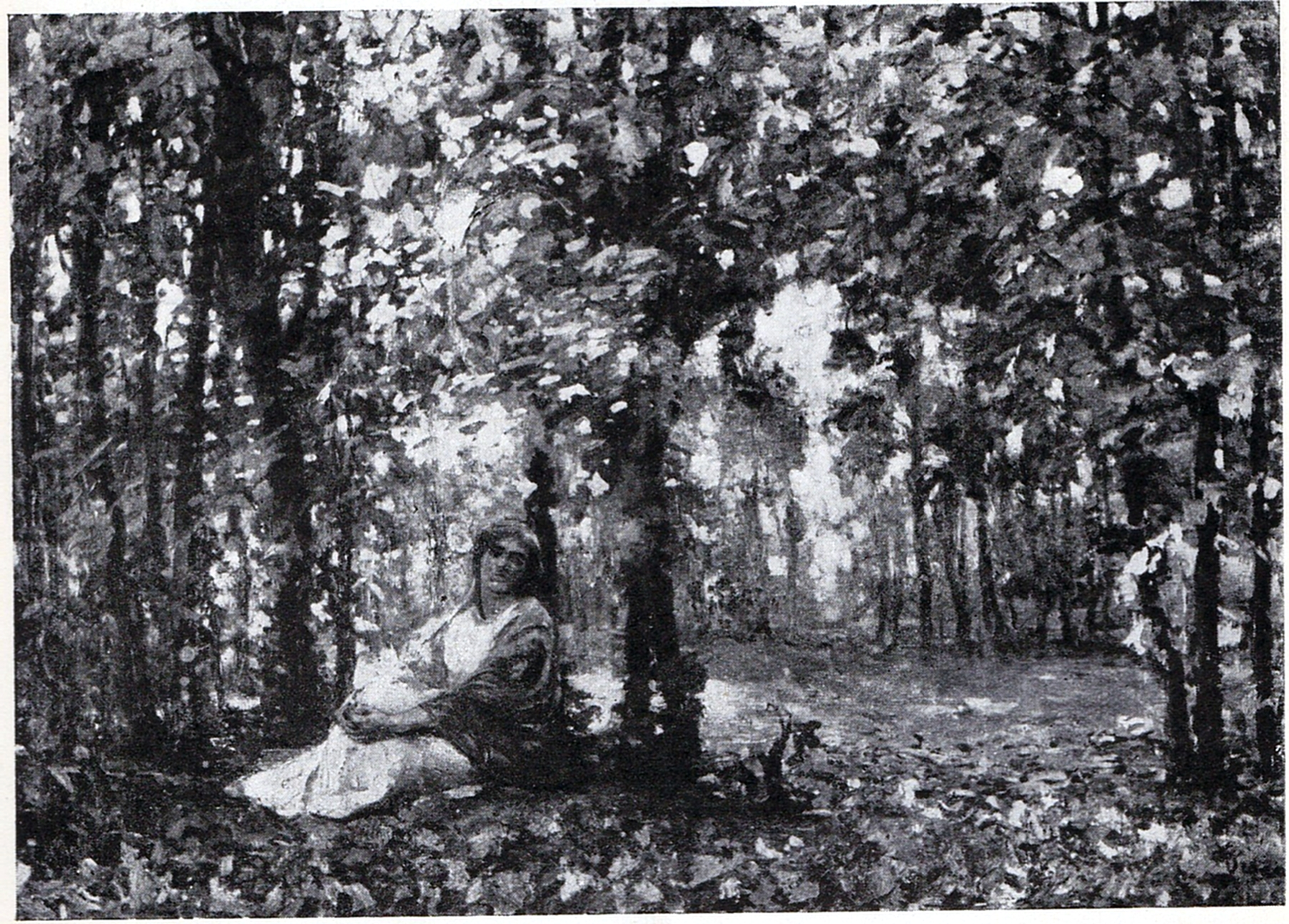
Toamna (1)
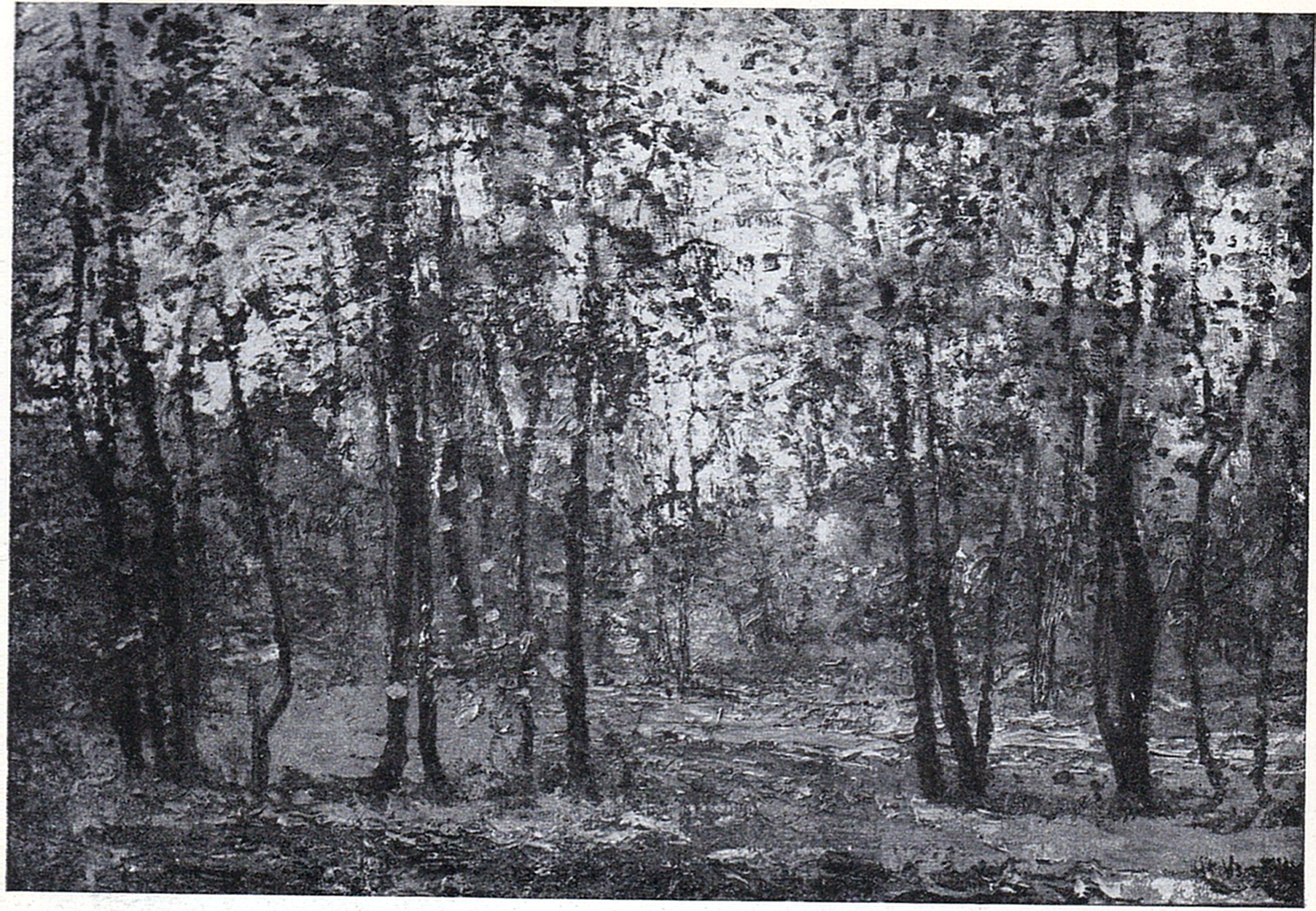
Toamna (2)
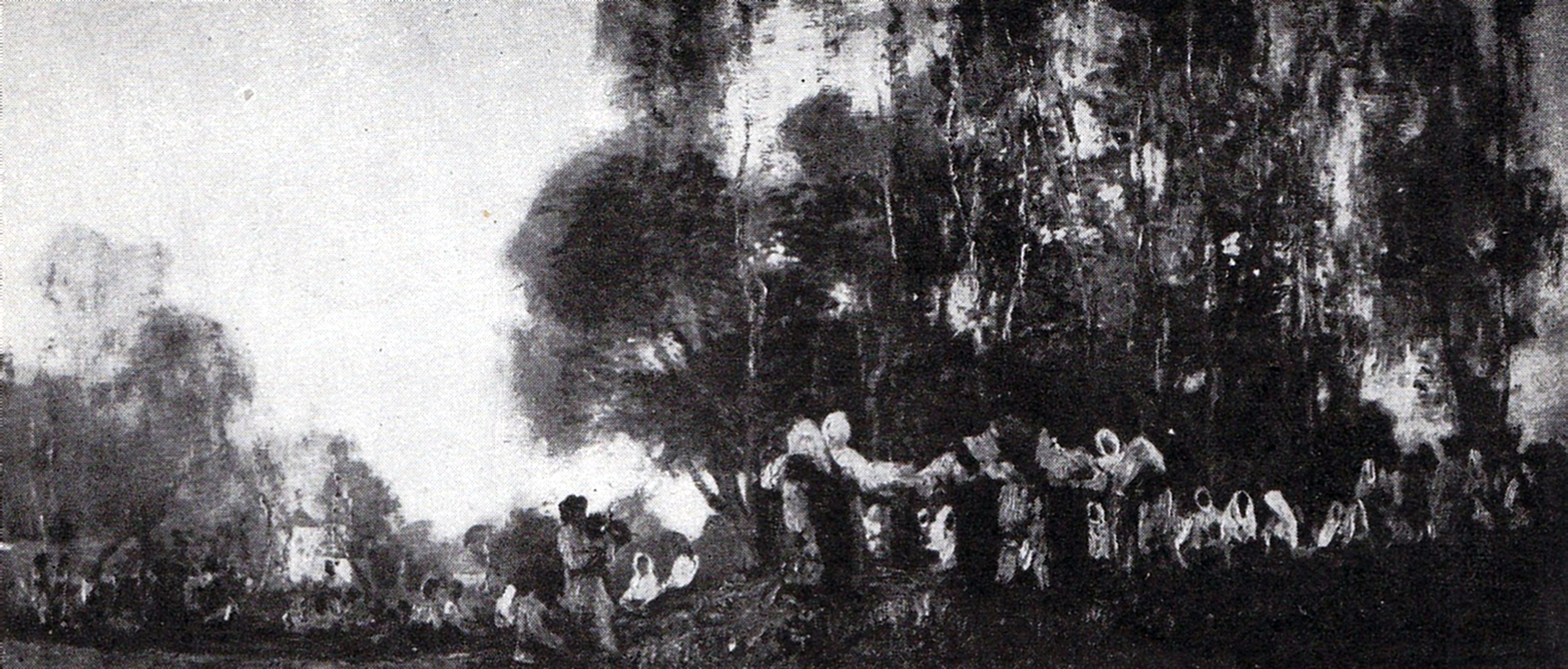
Hora

A expus din nou la Viena, la Salonul Oficial. În 1902, și-a organizat prima expoziție personală. Lucrările sale au fost remarcate de către Nicolae Grigorescu, care i-a adus aprecieri laudative și din motivul că în lucrările Toamna, Hora, Pâinea cea de toate zilele sau Între nalbe a văzut influența sa asupra lui. În toate aceste tablouri, Verona a fost atras de tematica lui Grigorescu, dar el nu a renunțat la obișnuința de a-și plasa compoziția de atelier în peisaj. El era conștient că subiectele grigoresciene au în ele un lirism rustic specific și autentic românesc, care duce în final la o creștere a prestigiului său în fața privitorului din acele vremuri.

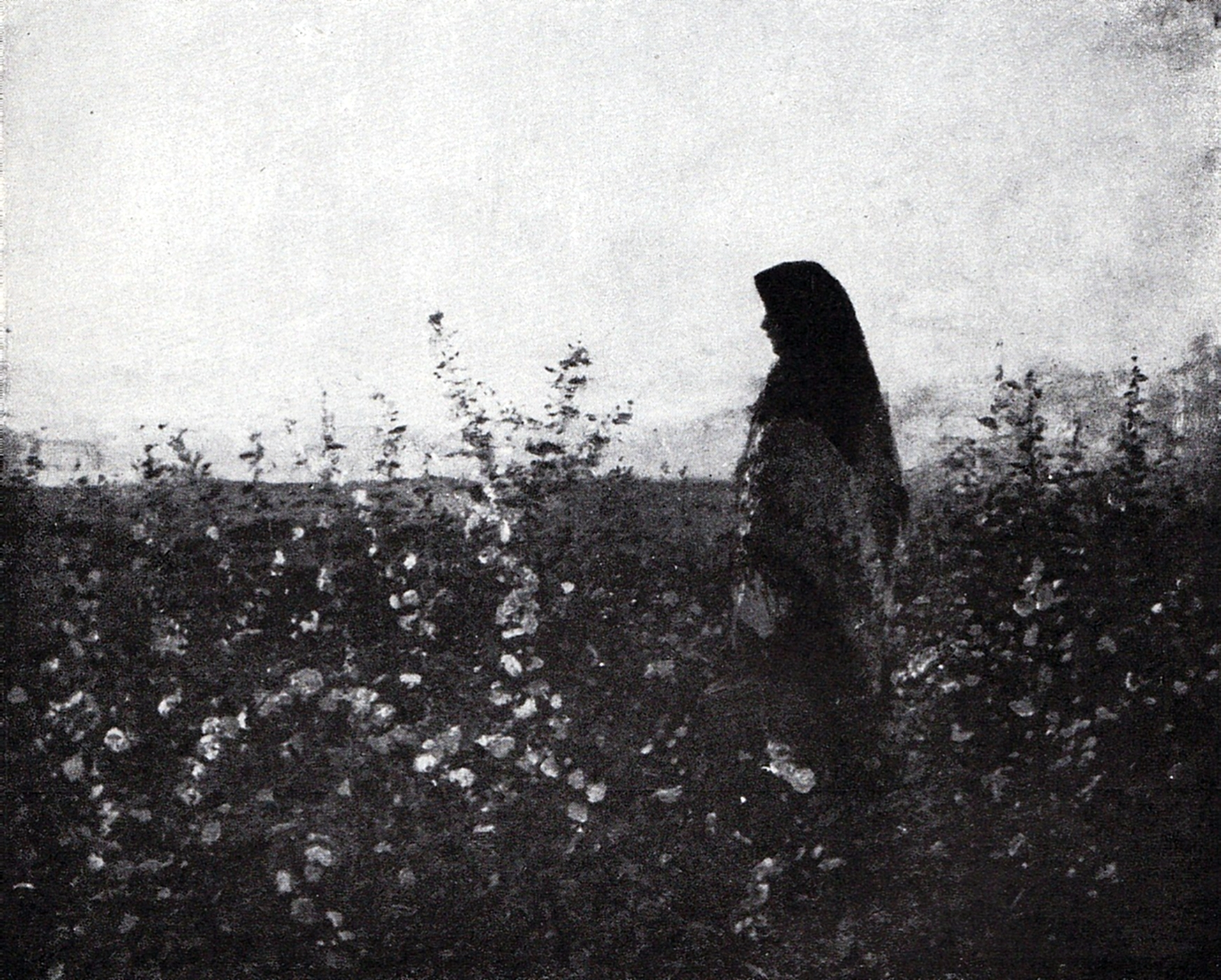
Între nalbe

În anul 1903 - 1904 (vezi capitolul Controverse, incertitudini) s-a căsătorit cu Maria Zerman și s-a hotărât să se stabilească la București. În acest an, atelierul lui din Piața Victoriei a fost mistuit de un incediu și o mare parte a lucrărilor au fost distruse. Familia nu a putut să-l ajute și pentru acoperirea cheltuielilor a fost nevoit să se împrumute de la un cămătar cu o sumă mare de bani, oferindu-i în contrapartidă disponibilitatea ca până la sfârșitul anului 1903 să-i furnizeze creditorului contravaloarea tuturor lucrărilor pe care le va picta. Acest episod a fost menționat de familia și soția sa. Salvarea financiară a fost datorată unui „binevoitor” discret și iubitor de artă. Ion Zurescu a fost de părere că așa s-ar explica faptul că Verona a fost prezent cu peste douăsprezece lucrări numai la Expozitia „Tinerimii artistice” din acel an.
Momentul 1903 este cel în care pictorul s-a considerat a fi un impresionist. A realizat mai multe  peisaje, în special din Moldova, Brăila și Herța. A făcut și desene. Impresionismul picturii lui a dobândit o notă particulară, lipsită de spontaneitate. În paralel, Verona a fost preocupat de pictura monumentală și a studiat tehnica frescei, o primă lucrare fiindu-i atribuită la decorarea Culei românești în anul 1905. A participat în 1903 la expozițiile Tinerimii artistice organizate la București, dar și la Atena și mai apoi (1905) la München. În anul 1906 a deschis o Expoziție Jubiliară, a participat la Salonul Oficial și la Tinerimea artistică. În anul 1906 a realizat lucrarea de artă monumentală Cosașii, iar în 1907 a participat la a V-a expoziție a societății „Tinerimea artistică”.

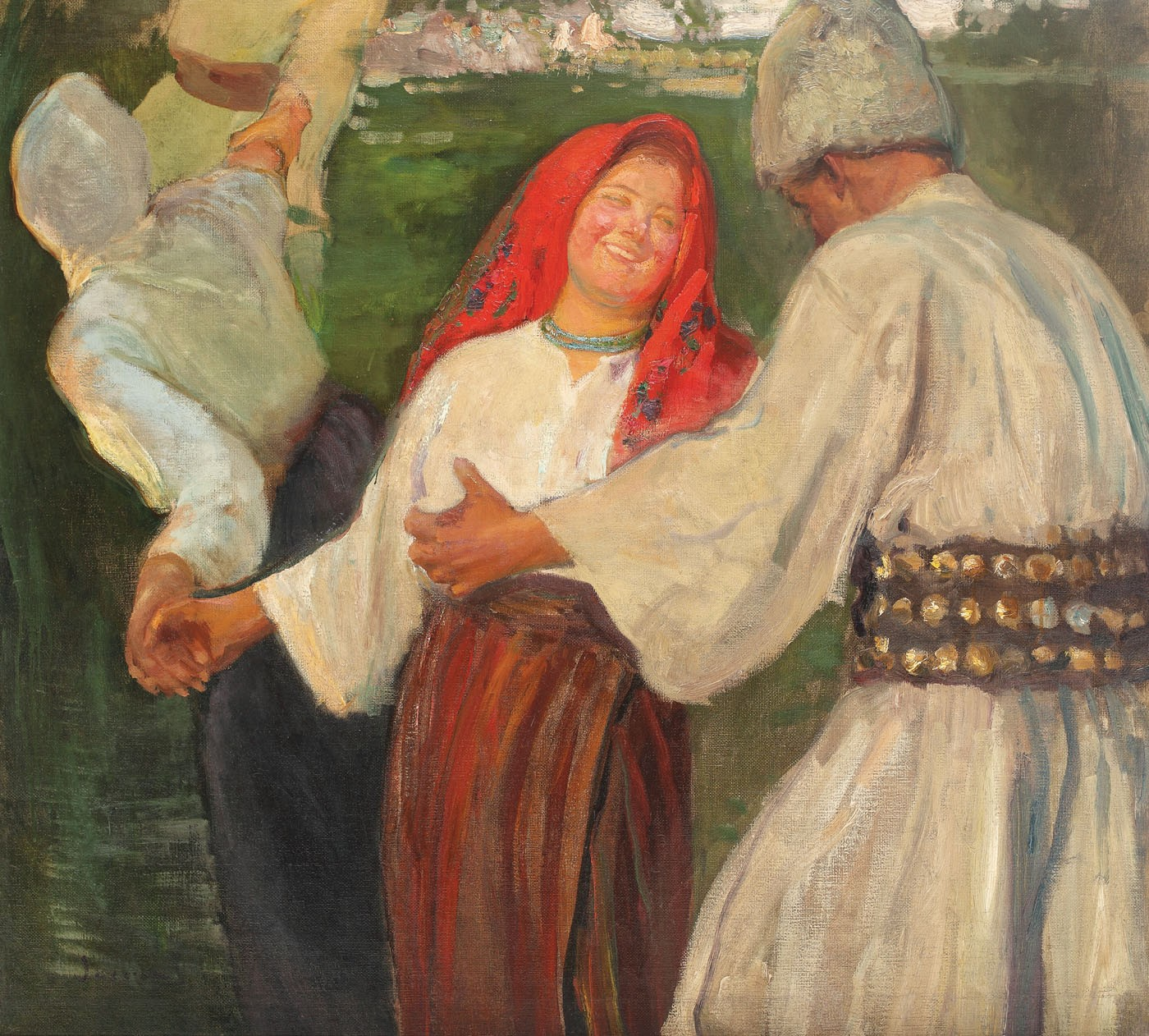
Spartul horei

Criticul de artă Apcar Baltazar l-a considerat pe Verona alături de George Demetrescu Mirea, ca fiind unul dintre cei mai buni portretiști români. Conștient de înclinația sa academică, Apcar Baltazar (sub pseudonimul Spiridon Antonescu) s-a indignat împotriva celor care s-au opus ca Arthur Verona să ocupe o catedră la Școala de Belle Arte, concurs desfășurat în perioada 10-18 septembrie 1908 și câștigat în final de Costin Petrescu. Această poziție pe care Baltazar a luat-o în mod oficial în presa vremii, nu a fost una izolată. Admiratorii lui Verona, care nu erau puțini, îl considerau pe acesta ca un demn urmaș al lui Nicolae Grigorescu. Așa se explică, a fost de părere Ion Zurescu, că Gheorghe Cantacuzino al cărui palat este astăzi Muzeul Enescu și colecționarul Ioan Kalinderu i-au încredințat pentru decorare plafoanele palatelor lor.
La 7 iulie 1909 a fost distins prin decretul regal nr. 1794 cu Medalia Bene Merenti Clasa I. În urma participării la Salonul de pictură de la München din anul 1910 a fost  distins cu Medalia de Aur. Tot în acest an a fost ales ca președinte al Tinerimii artistice, funcție pe care a deținut-o până în anul 1912.
„...   Înainte de primul război mondial, vernisajele Tinerimii artistice deveniseră un eveniment monden de importanța Derby-ului român sau a balului Societății aristocratice „Obolul”. Verona, Ștefan Popescu, Sathmary, Steriadi, Späthe și alții, toți înalți și bine legați, îți făceau impresia unor heralzi, dar în special președintele societății era remarcabil. Voinic, înalt și frumos, cu figura sa energică, acest dalmatin de origină, fost ofițer de cavalerie în armata austriacă, cu înfățișarea unui patrician din portretele lui Moroni, cu numele Arthur Garguromin Verona, ce suna ca un fel de Paolo Calian Véronèse, impunea tuturor.”
--- Krikor Zambaccian: Însemnările unui amator de artă Arhivat în 4 iunie 2016, la Wayback Machine., Editura LiterNet, 2004
Cu ocazia expoziției Tinerimii din anul 1910, artistul a avut parte de o critică elogioasă din partea lui Alexandru Tzigara-Samurcaș, O. Zimbru și mai apoi în 1912 a lui A. Jeanjaquet. Între 1911-1912, a participat la diverse expoziții cu peste 25 de lucrări și a obținut la München pentru lucrarea Spartul horei a doua Medalie de Aur. Un an mai tîrziu în iunie 1913, la Expoziția internațională din München a obținut cea de a treia Medalie de Aur și a fost considerat de către critică, ca fiind urmașul lui Nicolae Grigorescu.
În cei patru ani premergători primului război mondial, Arthur Verona a pictat mai multe portrete dintre care se remarcă Portretul doamnei V, Fete din Bucovina și Cobzarul care aparține astăzi Muzeului Național de Artă al României. A făcut o mulțime de studii de flori precum și picturi în care a reprezentat momente din viața rurală, elocvente în acest sens fiind Petrecerea câmpenească, La fântână, Culesul merelor sau La vatră.

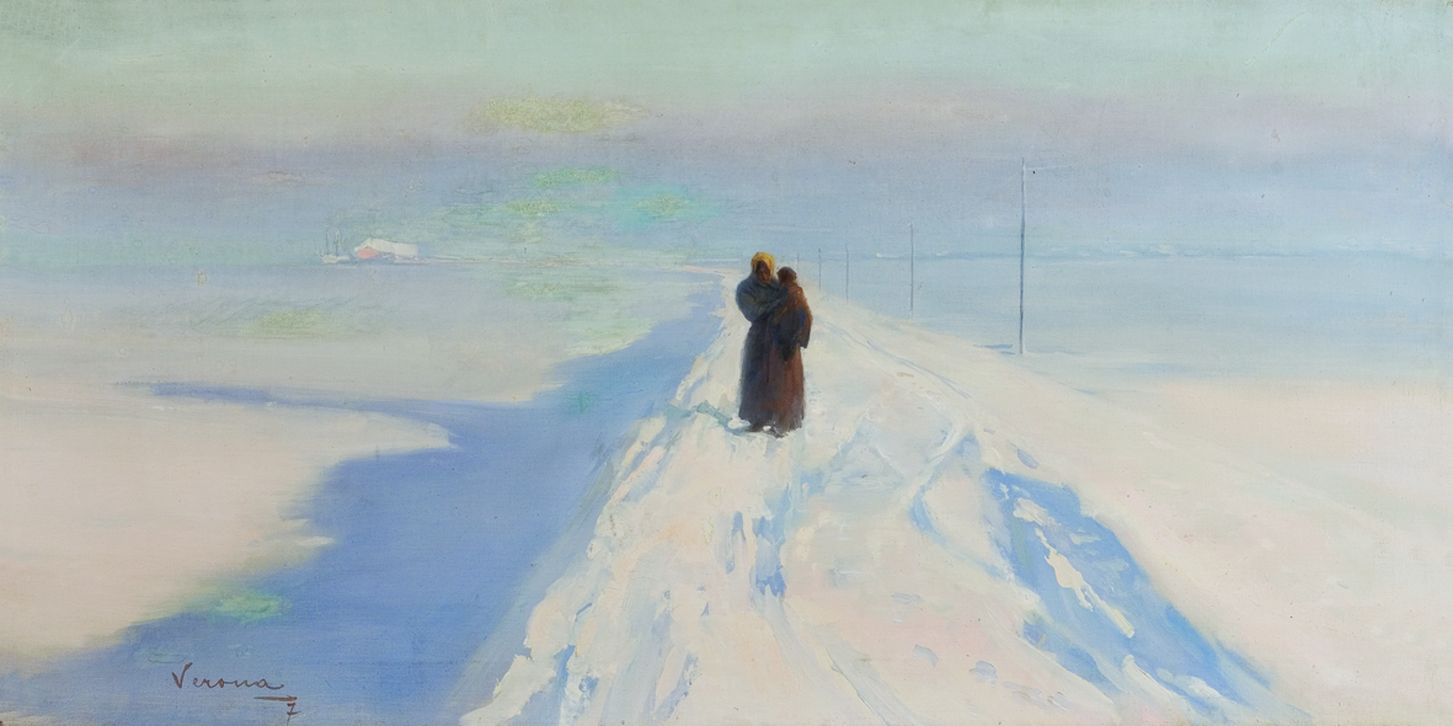
Iarna
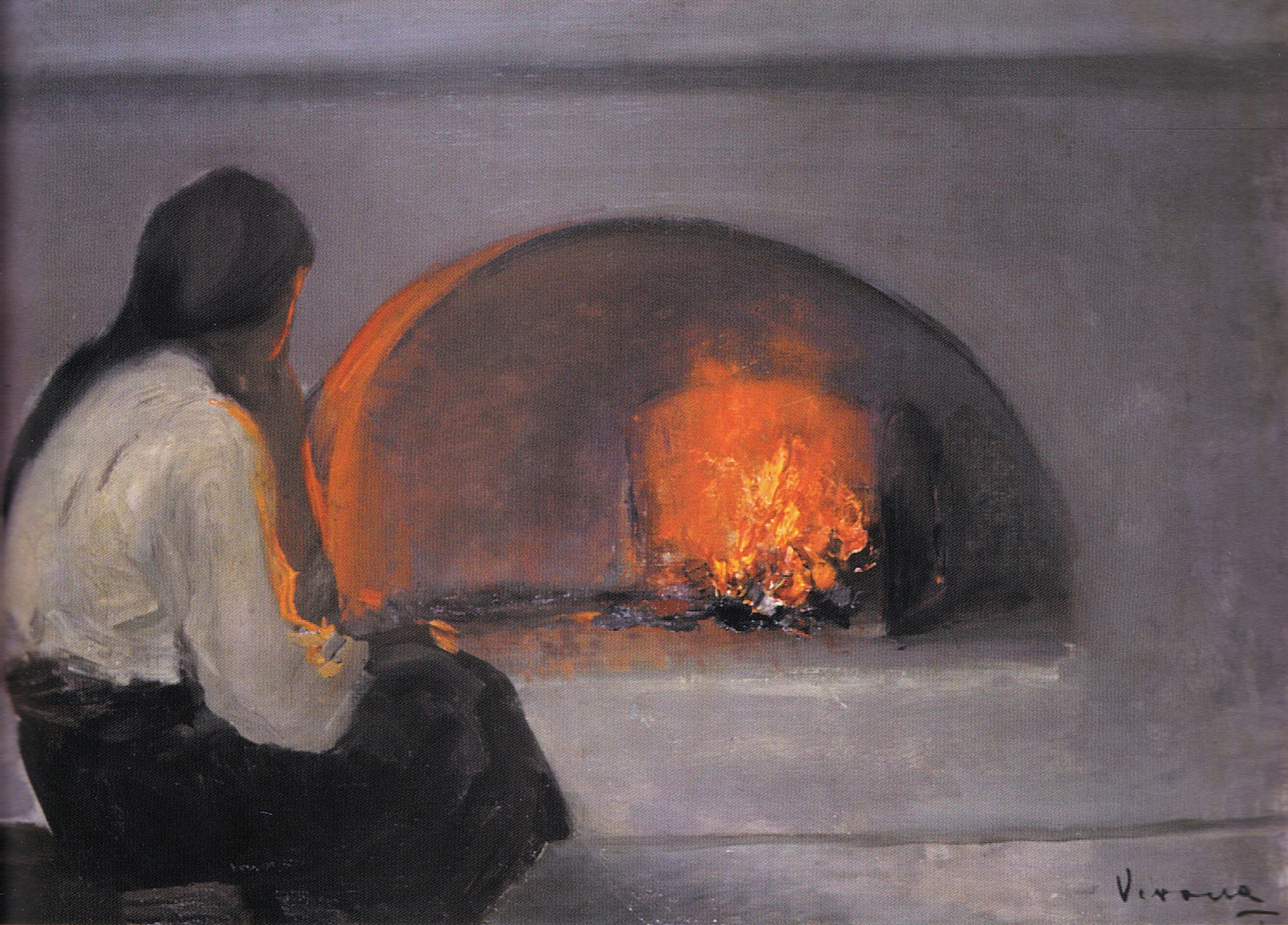
La vatră
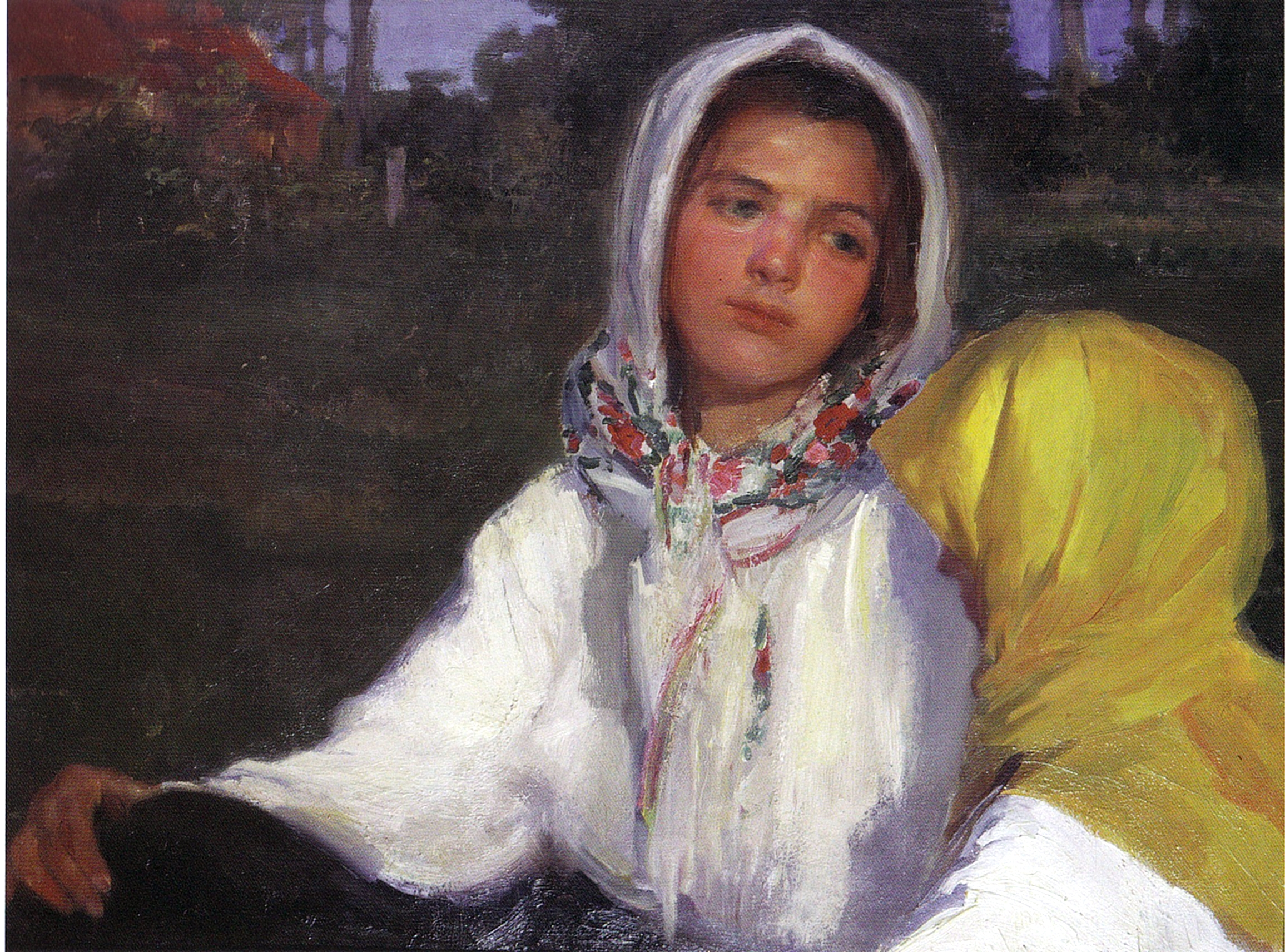
Două fete
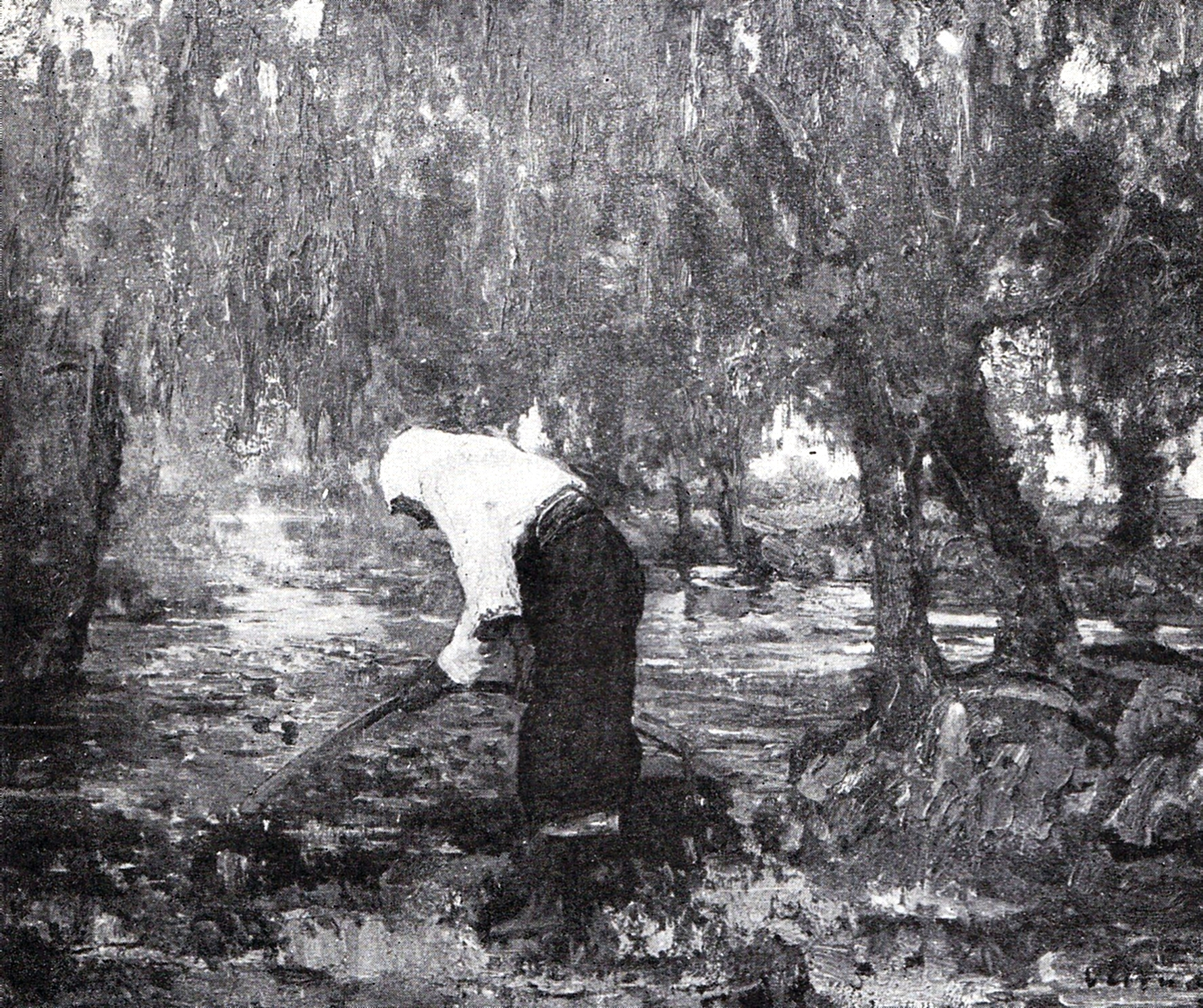
Cu cobilița la râu

A reluat de asemenea peisaje de iarnă, reprezentativă fiind Iarnă în Herța. O dată cu începerea războiului, a pictat scene specifice cum ar fi Cazaci în Bucovina și Manevre de iarnă, în care folosește negrul și cenușiul pe fondul imaculat de alb al zăpezii. Fiind locotenent în rezervă al Regimentului IX Roșiori, el a cerut să lupte ca voluntar în armata română. A fost reactivat în cadrul aceluiași regiment care făcea parte din divizia de la Cerna a generalului Ion Dragalina. Cum România a intrat în război, Verona în calitate de ofițer de cavalerie, a luat parte la luptele care s-au dat din Munții Carpați până la vărsarea Râului Olt în Dunăre. A fost luat prizonier și cu restul unității sale a fost deportat la lagărul din Sopronek din Ungaria. În lagăr, artistul a realizat schițe și picturi din viața cotidiană a taberei de detenție. Toate lucrările făcute în această perioadă diferă total de creația sa anterioară. Dacă până atunci realiza o contemplare a peisajului românesc într-o manieră lirică și în spiritul semănătorismului, acum prin faptul că a luat el însuși parte la mizeria prizonieratului, lucrările sale sunt caraterizate de un realism crud. Deși majoritatea lor au fost distruse de un incendiu în anul 1935, în cele rămase posterității se poate vedea că acest realism nu s-a datorat numai unei corectitudini care s-ar fi ivit în interiorul artistului, ci mai ales al transformărilor pe care viața de lagăr le-a produs asupra personalității sale. Tot în această perioadă, fiind cunoscut ca pictor, Verona a executat pictura murală a capelei din Olmütz.

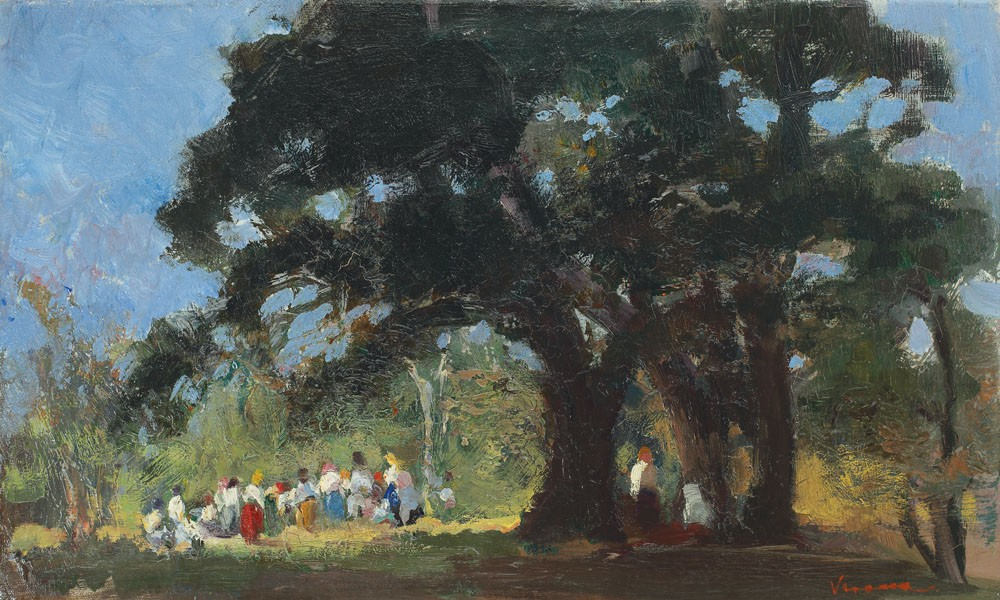
Petrecere câmpenească

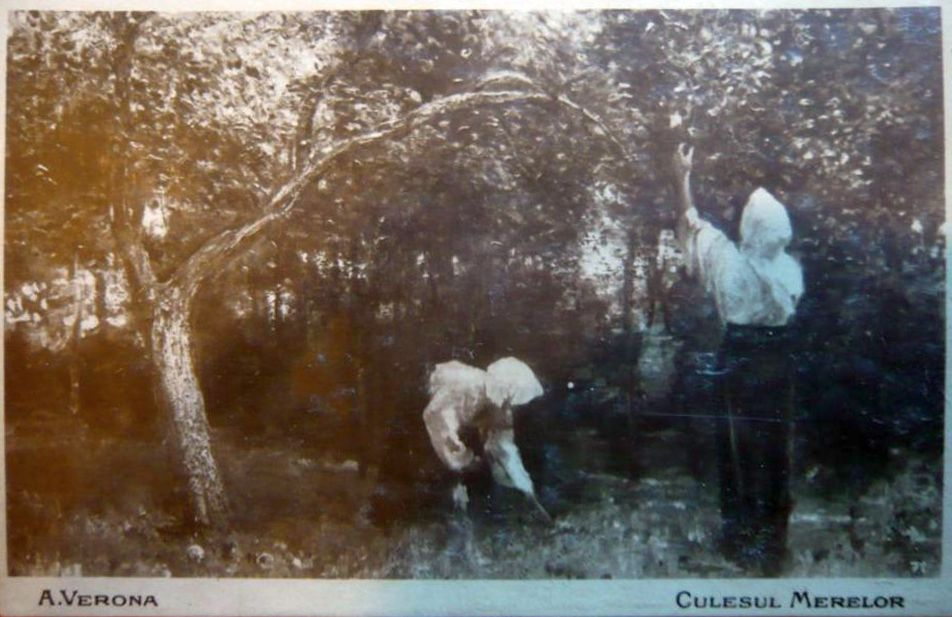
Culesul merelor - carte poștală (foto a/n)

Un număr neprecizat de lucrări realizate de Verona au plecat împreună cu Tezaurul României în Rusia în anul 1917. Din mărturiile familiei unele din ele au fost restituite în anul 1956, restituire menționată și de articolul artistului emerit Marius Bunescu aflat în numărul din 16 septembrie 1956 al ziarului Scînteia. Astfel, într-unul din articolele ziarului – dedicate reîntoarcerii unei părți din Tezaur de la Moscova, acesta a precizat că alături de alte materiale de artă plastică, respectivele lucrări ale lui Verona au fost repartizate Galeriei Naționale a Muzeului de artă al R.P.R.

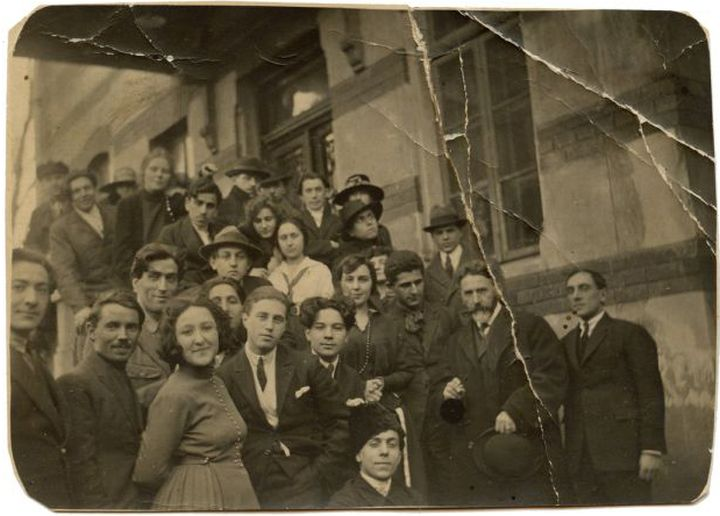
Arthur Verona și studenții de la Academia Liberă de Pictură

Reîntors în București în anul 1918, Arthur Verona a constatat o schimbare care avea să devină fundamentală în viața artistică românească. Așa cum s-a întâmplat în anul 1898 când Societatea Ileana se afirma în confruntarea cu Salonul Oficial privind primenirea și înnoirea conceptelor artistice, așa se repeta istoria cu Societatea Arta Română (înființată la Iași în iarna anului 1917) care se dorea o opoziție activă față de corifeii Tinerimii artistice. Apăruse o nouă generație de artiști care aveau o mentalitate diferită în creația și aprecierea lucrărilor de artă. Cum spiritul polemic era la ordinea zilei, critica nu l-a ocolit nici pe Verona care era perceput în acele timpuri ca un oficial cu tradiție în ale picturii. Ca urmare, pictorul Arthur Verona a înființat în anul 1919 Academia Liberă de Pictură pe care a dorit-o a fi o nouă opoziție față de G.D. Mirea care promova, încă, academismul la Școala de Belle Arte. La această academie au predat Arthur Verona, Jean Alexandru Steriadi și Gheorghe Petrașcu. Din păcate, acestă acțiune nu a reprezentat o opțiune suficientă pentru tinerii artiști care doreau să-și definească o poziție plastică și teoretică în conformitate cu tendințele acelor vremuri. Ca rezultat membrii ponderați ai Tinerimii artistice precum și noii adepți extremiști ai curentelor occidentale au contestat puternic tradiția semănătoristă și grigoresciană. Toți aceștia s-au grupat în spatele Societății Arta Română cu prilejul expoziției din anul 1920. Erau nume care avea să devină celebre în arta plastică din România: Theodor Pallady, Camil Ressu, Francisc Șirato, Dimitrie Paciurea, Marius Bunescu, Iosif Iser sau Cornel Medrea. Tudor Arghezi avea să menționeze că aceștia:
„... neașteptând să-i cotropească anchiloza reumatismelor sentimentale și diabetul psihologic de care suferă, sub pretext de rafinament și cumințenie obeză... Tinerimea, ei s-au desprins din marele partid economic și de bursă al turmei oficiale de pictori și, înlăturând cadavrele din drumul lor... s-au asociat cu un mort, cu cel mai tânăr, mai viu și mai revoluționar dintre morți, cu Ștefan Luchian”—Tudor Arghezi, citat preluat din Ion Zurescu: Arthur Verona, 1957, pag. 24

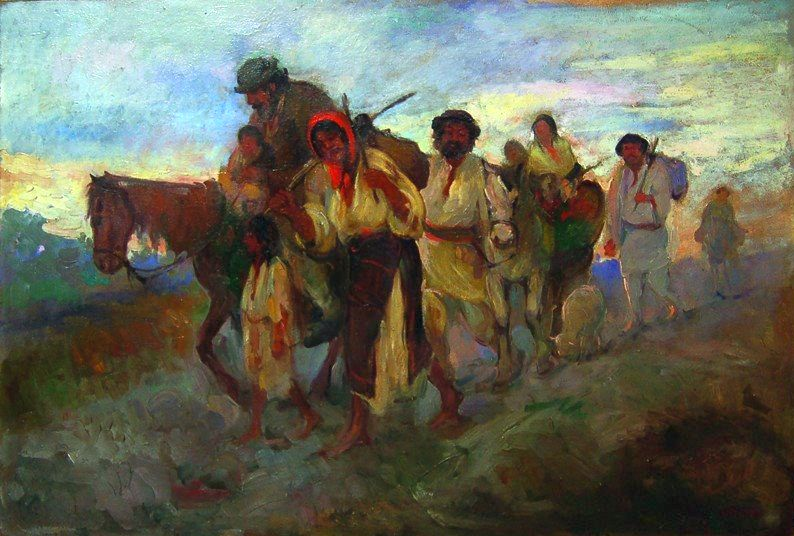
Șatra de țigani

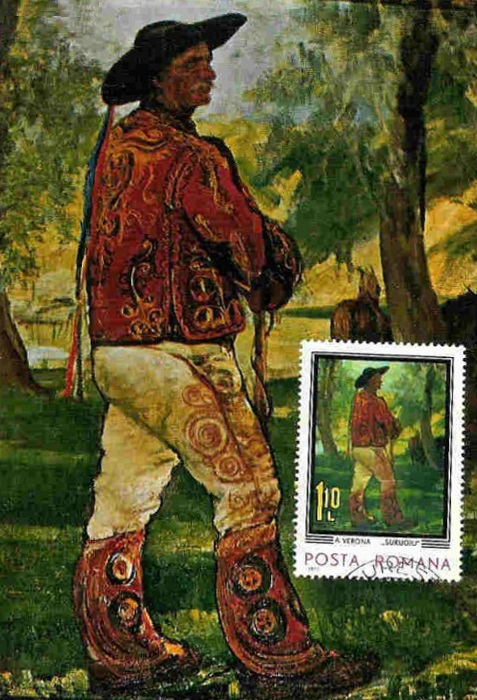
Surugiul - carte poștală

Această rupere a unei importante fracțiuni a Tinerimii artistice a marcat un moment deosebit de important în evoluția artei românești din prima jumătate a secolului al XX-lea. Verona a considerat că manifestările la care a luat parte nu erau decât niște curente sezoniere. El nu a înțeles ce anume însemna nou și vechi în artă și argumenta faptul că arta dacă este adevărată, ea aparține tuturor timpurilor. Teoriile moderniste i s-au părut cuvinte și formule goale ale neputincioșilor și a declarat că el ...regretă că avem maimuțoi la noi în țară care imită pe acești neputincioși. Declașând astfel de polemici acide, Arthur Verona s-a văzut pus în fața tirului considerațiunilor tehnico-estetice făcute de Francisc Șirato, a criticii pamfletare a lui Nicolae Tonitza sau a comentariilor critice ale lui Ion Minulescu.
În anul 1921, Verona a organizat o mare expoziție personală, iar în 1922 a participat la Salonul Tinerimii precum și la prima manifestare publică a Academiei libere. Cu aceste ocazii a constatat că are mulți admiratori care i-au apreciat o serie de tablouri cu flori, pesiajele Toamna, Joc în pădure și Lupta de la Podul Jiului care poartă în ea marca realismului dobândit în timpul prizonieratului său din război. Admiratorii s-au declarat a fi persoane care iubesc idilicul și o tematică de natură națională, mai mult decât una populară. Printre admiratori s-au numărat și reprezentanți ai oficialităților care l-au identificat pe Verona ca un apărător al tradiției grigoresciene. La zece ani de vremea când era acuzat de excentricitate și refuza să expună la manifestările Salonului Oficial, arta românească se schimbase într-o asemenea măsură încât artistul putea fi acuzat de pompierism și Tinerimea artistică era deja considerată ca o organizație care menținea o artă plastică deja stabilită. Ea care înainte se erijase în susținerea artiștilor de avangardă a devenit o societate de susținere a artei ajunsă „tradițională”.

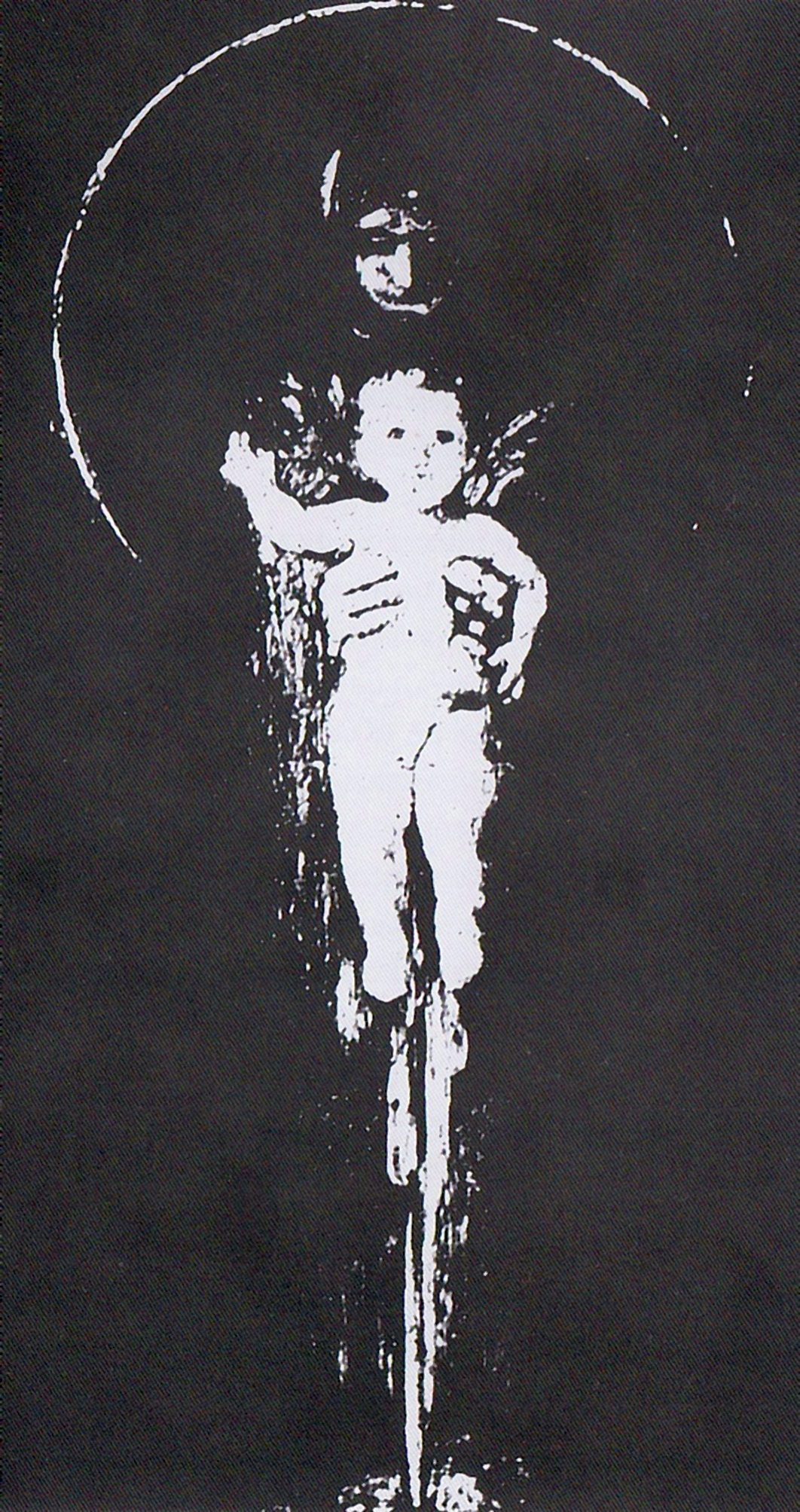
Maica Domnului - frescă în Biserica Preany Kattor din Iugoslavia

În acest moment arta oficială l-a considerat pe Arthur Verona unul dintre cei mai buni pictori și ca urmare l-a desemnat ca membru al juriului care tria lucrările românești pentru participarea la Bienala din anul 1924 de la Veneția.[B] Verona s-a comportat cu combativitate, fără a se considera vindicativ, și nu a folosit această oportunitate pentru a se răzbuna contra oponenților săi. Alegerea lucrărilor s-a făcut cu obiectivitate, dovadă stând faptul că cel mai incisiv adversar al lui, Nicolae Tonitza, a participat cu lucrări la această mare expoziție. Pe primul loc s-a aflat Verona cu tabloul Nuntă în Moldova care a fost cumpărat de regele Umberto al II-lea al Italiei, locul al doilea revenindu-i lui Tonitza.

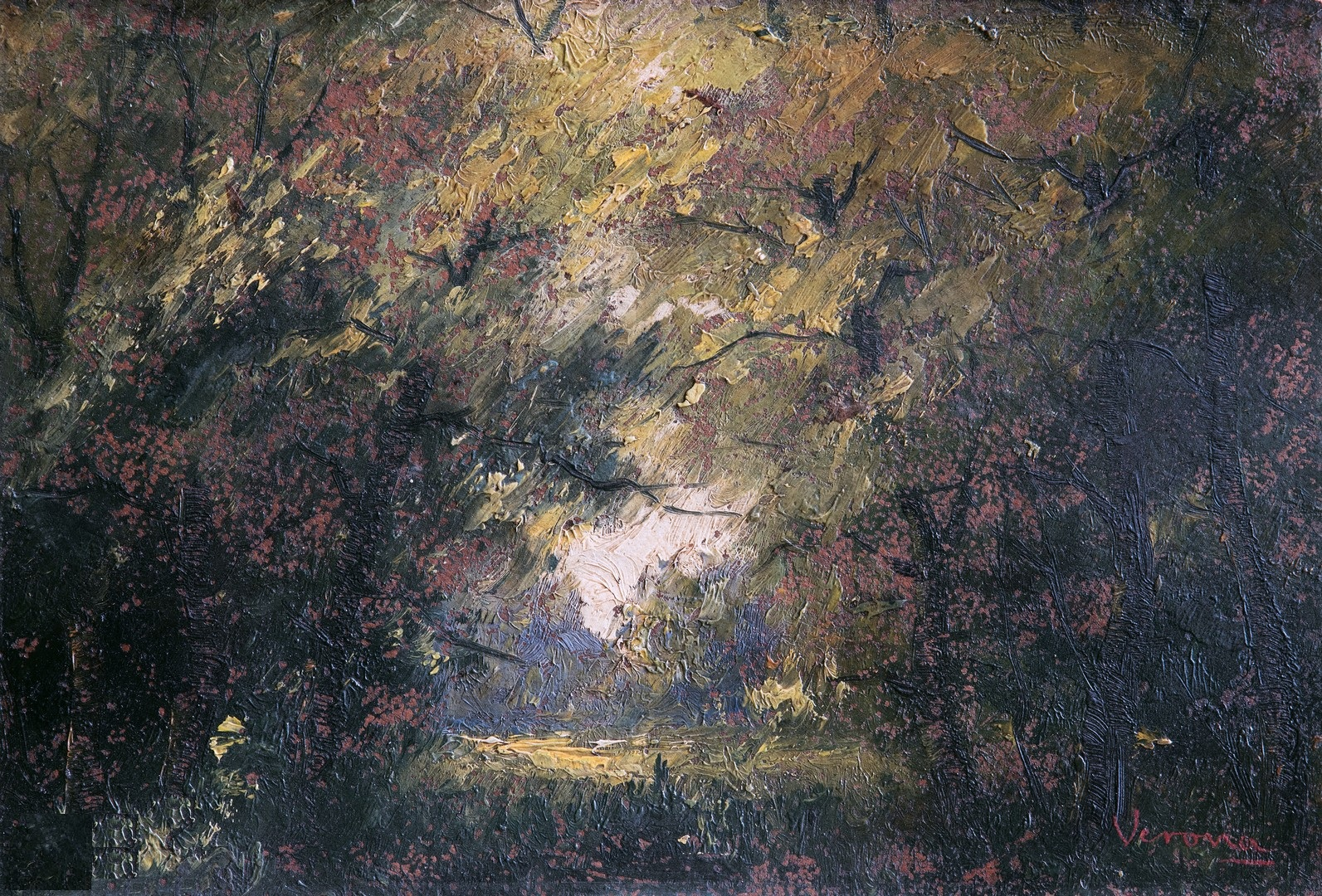
Luminiș în codrii Herței

A continuat să facă parte din jurii și a participat în anul 1925 la Expoziția internațională de la Paris cu patru lucrări, dar organizatorii au expus doar tabloul Surugiul, dar nu în condiții favorabile. Verona a fost foarte afectat de critica plastică din România care a ajuns să-i conteste nu numai vocația de pictor ci și cunoștințele tehnice acumulate de-a lungul anilor. El era convins că numai rezultatul și nu intenția contează în artă și că meșteșugul este condiția și temeiul ei. De asemenea, el era afectat și din cauză că nu numai tineretul artistic îl contesta ci și unii colegi mai vechi de ai săi. Toate aceste necazuri au fost oarecum compensate de numirea sa în anul 1926 în Secția Artistică a Ateneului Român și de numirea în juriul Salonului Oficial precum și în Comisia Monumentelor Istorice. În același an a primit și comanda pentru realizarea picturilor murale de la Capela Castelului Bran.
În 1927 a pictat fresca „Maica Domnului” pentru biserica de la Preany Kattor din Iugoslavia. A devenit membru al ordinului Steaua Roșie și a fost numit cavaler onorific „Pentru Merit”, i s-a conferit de asemenea ordinul „Meritul Cultural” în grad de Cavaler Clasa I. În 1934, bolnav de reumatism, a fost amenințat cu paralizia. Anul 1935 a adus nenorocirea asupra lui, un incediu i-a distrus pentru a doua oară atelierul, împreună cu peste 100 de lucrări. Totuși a participat la Expozitia de la Bruxelles, la reîntoarcerea în țară, Casa regală i-a oferit o nouă comandă: pictura tavanului deasupra Scării Voievozilor din Palatul Regal și a realizat fresca intitulată „Apoteoză”. În 1940 a devenit profesor la Școala superioară de pictură și sculptură bisericească de pe lângă Arhiepiscopia București.
În 1941 i s-a fixat o pensie lunară și printr-un decret semnat de generalul Ion Antonescu i s-a acordat naturalizarea. A participat la Salonul Oficial de toamnă din 1942, în anul următor, prin decizie ministerială a devenit Membru al Corpului Artiștilor Plastici. S-a stins din viață la 29 martie 1946, suferind și uitat, la București.

## Opera
Arthur Garguromin Verona s-a afirmat ca pictor în România începând cu ultimul deceniu al secolului al XIX-lea, în momentul în care realizările lui Nicolae Grigorescu au început să se impună în pictura românească. Absolvent al marilor Academii de la München și din Paris, el s-a dovedit a fi un bun cunoscător al artelor occidentale. A fost un mare admirator al Renașterii și a fost atras prin educație și structură de pictura clasică. Pictorul a fost de asemenea atras și de farmecul operei lui Grigorescu, dar s-a străduit pe parcursul celor cincizeci de ani de activitate să găsească o formulă care să împace viziunea academică a unor mari compoziții pe care le-a făcut cu spontaneitatea de care a dat dovadă pictura de plein-air. A reținut de altfel, tematica grigoresciană, dar nu a putut renunța niciodată la apetența sa spre compoziția de atelier.
Pictorul a fost considerat la un moment dat ca fiind un continuator al operei lui Nicolae Grigorescu, dar opera sa apare astăzi într-o imagine eclectică revendicată de către istoria picturii românești datorită modului entuziast și plin de conștiinciozitate cu care s-a manifestat Arthur Verona ca organizator și ca dascăl. Aflat la studii în capitala Bavariei în anul 1895, artistul s-a apropiat de operele lui Fritz von Uhde și Simon Hollósy. A înțeles pictura de plein-air de la von Uhde și a adoptat realismul practicat de către Hollosy.

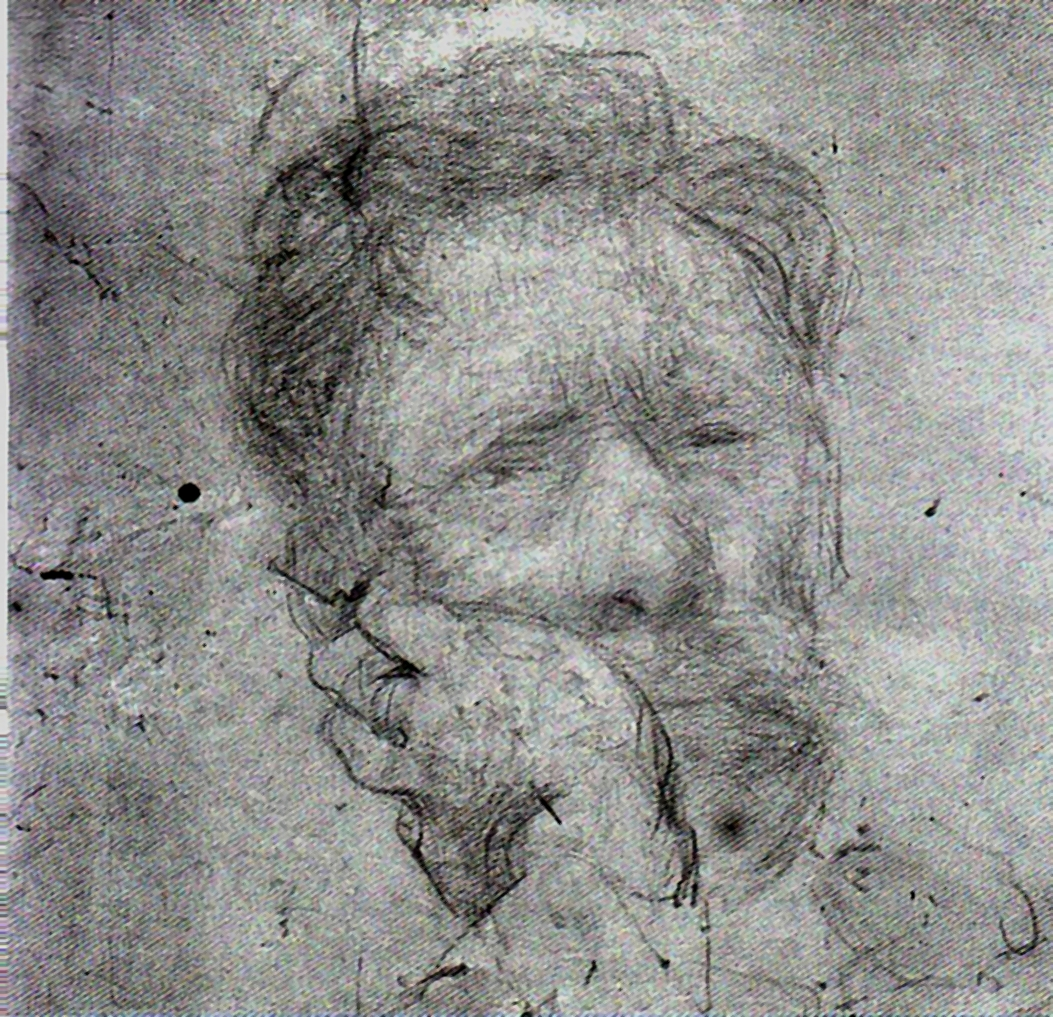
Autoportret (peniță)

Arthur Verona a fost convins că numai cine desenează bine poate picta. El nu a renunțat nici la formă, nici la linie și a fost incapabil să picteze altceva decât ceea ce a văzut, astfel el nu și-a putut însuși o rețetă anume. Ca urmare, chiar dacă în lucrările pe care le-a realizat se poate vedea o puternică influență impresionistă prin strălucirea luminii redate, prin cromatica desfășurată sau prin folosirea tuturor elementelor derivate din avantajele picturii de plein-air pe care a agreat-o cu predilecție, el nu a rămas istoriei ca un impresionist. Realizările sale artistice se pot cataloga a fi clasicizante în compoziție și portret, iar peisajele lui au păstrat o armonie a culorilor și o consistență a formelor care le apropie mai mult de tendințele realiste ale postimpresionismului, mai mult decât de o orice altă viziune. Printr-o analiză sumară sau uneori aprofundată, se poate observa că tușa pe care a practicat-o chiar în cadrul aceluiași tablou, este caracterizată de o consistență unitară, chiar și în cazul în care pasta pare a fi stropită.

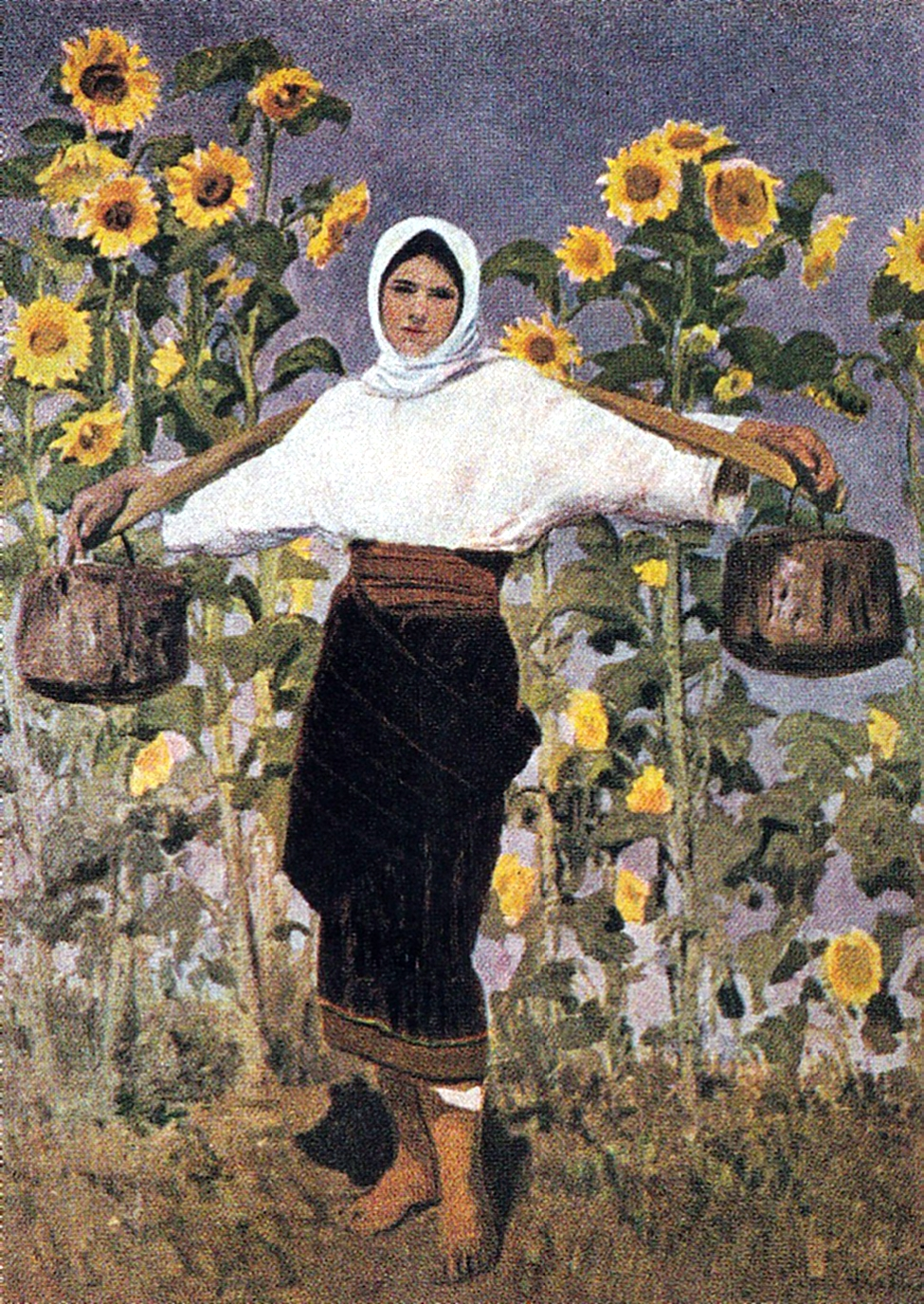
Floarea soarelui

Critica de artă a vorbit foarte mult despre peisajele sale, uneori nejustificat. Conform curentelor artistice ale vremii sale, oamenii erau atrași mai mult de literatura semănătoristă și astfel aveau tendința de a aprecia mai ales melancolia unor lucrări intitulate Toamna, lirismul fetelor pierdute Între nalbe sau optimismul debordant al Horelor pe care le-a pictat. Verona a rămas însă inflexibil la succesul de public sau al criticii de artă și și-a urmărit pasiunea în direcția picturii monumentale.
Posesorul unei firi active și entuziaste, dublate de un entuziasm exuberant, muncitor și adeseori tenace, Arthur Verona a fost atras de către artă de un puternic sentiment de dragoste spre frumos. El s-a afirmat în arta plastică românească într-un moment în care aceasta se afla la o răscruce de drumuri și a contribuit la propășirea ei nu numai prin creația sa ci și prin activitatea didactică pe care a desfășurat-o în cadrul Academiei Libere de Pictură și mai apoi la Școala superioară de pictură și sculptură bisericească. A fost mândru de legătura pe care a găsit-o cu arta italiană și a fost animat de poezia senină a lui Nicolae Grigorescu. A fost atras prin aspirațiile sale către pictura monumentală și a iubit pitorescul peisajului românesc și a ceea ce are țăranul român mai prețios în tradiția sa seculară. A învățat permanent și a dovedit că era posesorul unui meșteșug plin de virtuozitate cu care s-a îndreptat spre mari compoziții murale laice sau bisericești. A pictat portrete scânteietoare prin eleganță sau sobre cu amprente melancolice sau triste și a fost fără îndoială pictorul peisajelor calde, iluminate de prezența oamenilor veseli, frumoși și sănătoși.
În compozițiile lui Verona transpare tendința sa spre monumental și sculptural, lucru care l-a dus câteodată spre unele atitudini artificiale. În peisaje, sensibilitatea l-a dus spre lirism și dragostea spre frumos. În compozițiile cu tematică din viața oamenilor a ales îndeosebi momentele luminoase care l-a împins adesea spre idilic. Datorită îndrăznelii cu care a abordat problemele picturii murale, el a contribuit la modernizarea acestei arte în România prin urmărirea reprezentării umanului în pictura bisericească, apropiind-o în acest mod de veacul său prin pasiunea de care a dat dovadă în reprezentarea țării și a oamenilor simpli.

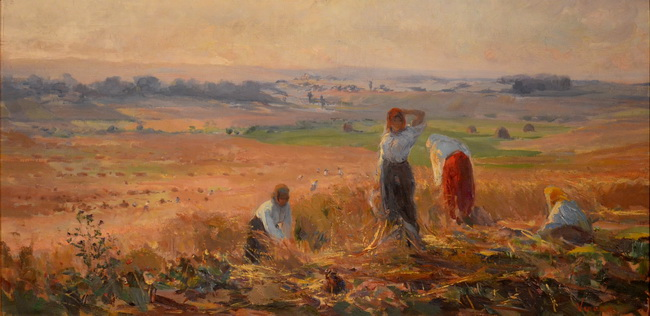
La seceriș
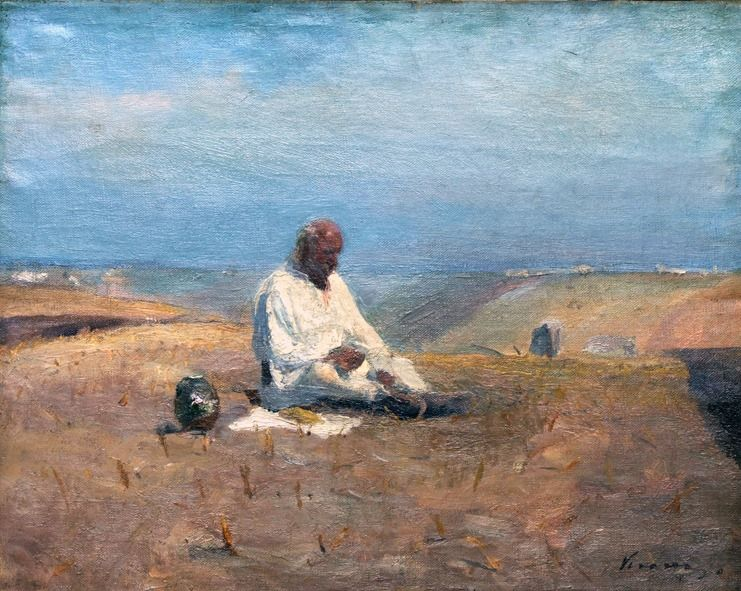
Țăran prânzind
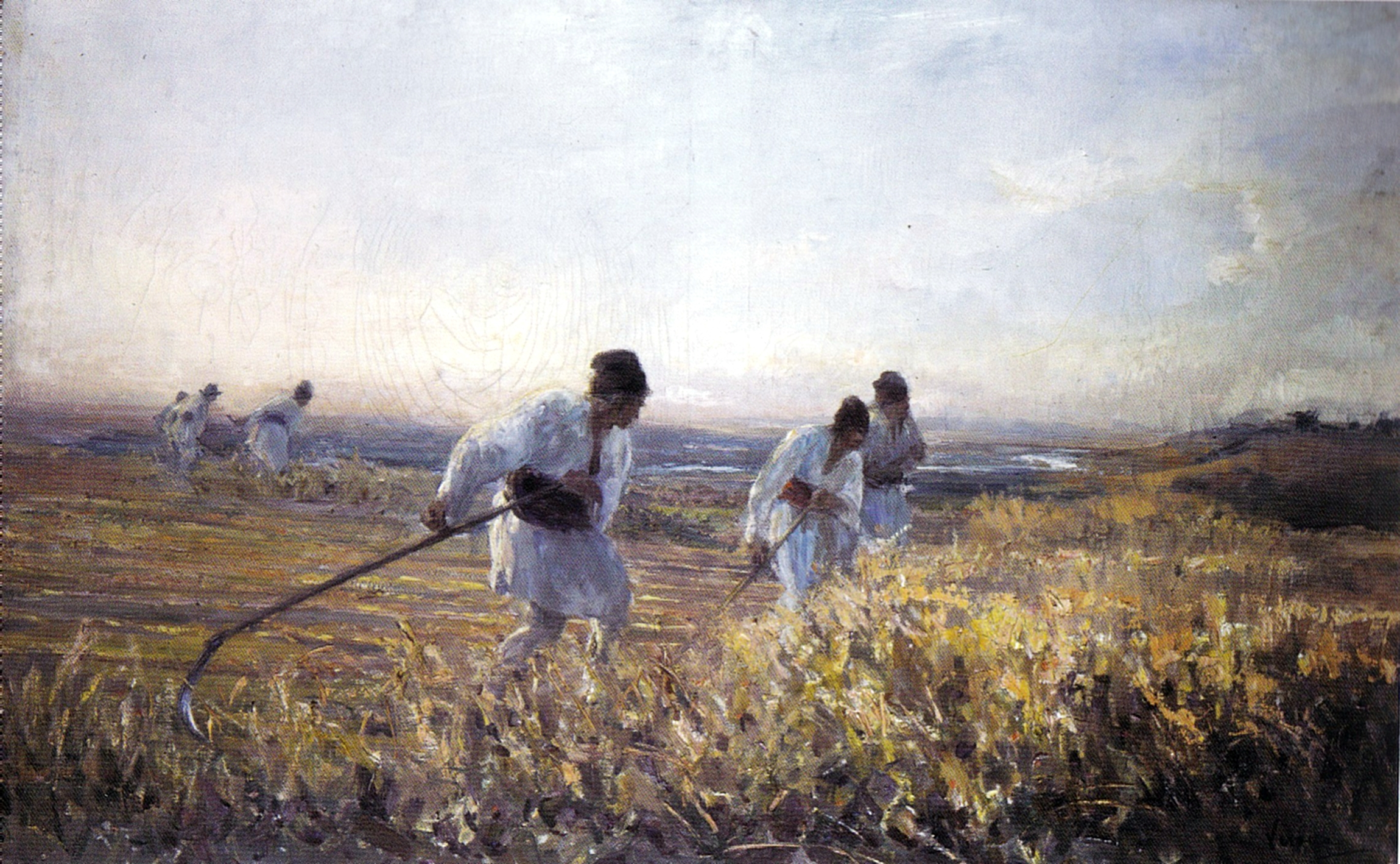
Secerători
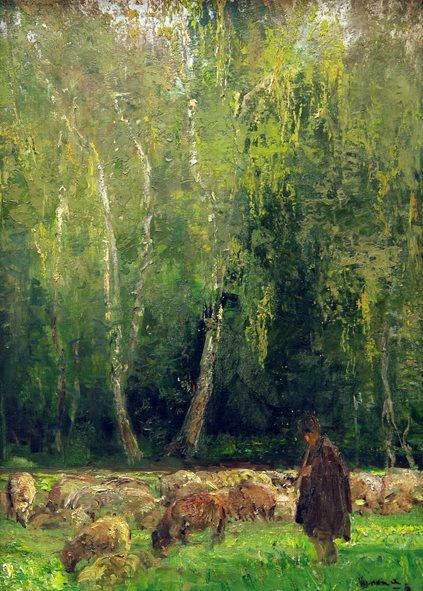
Ciobănaș
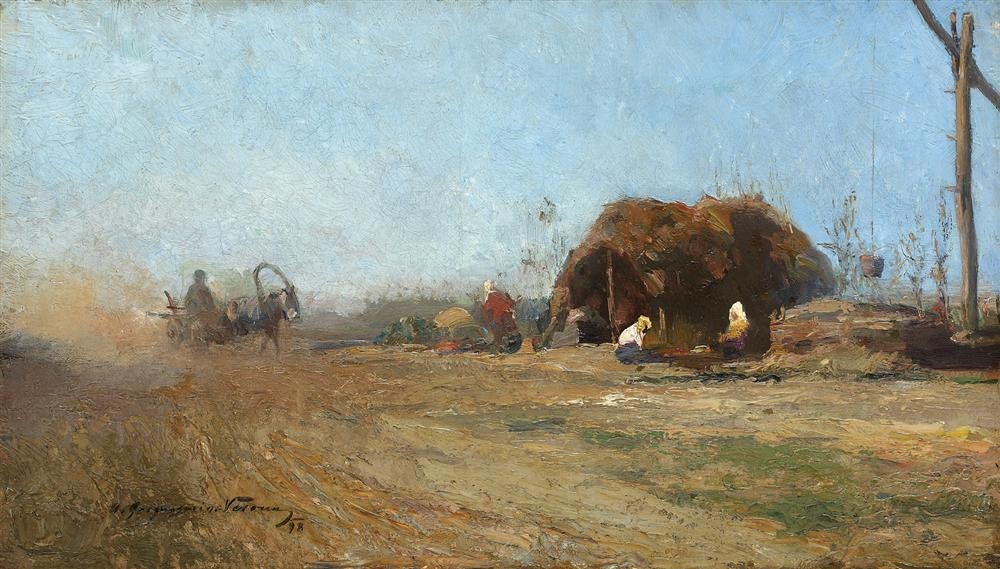
Drum de țară

Din cauza dorinței de afirmare în cât mai multe direcții, creația sa arată neputința lui de a se concentra asupra unui singur drum. A încercat soluții tehnice diferite și nu întotdeauna le-a găsit pe cele mai fericite. Nu s-a lăsat influențat de către cei care îl chemau spre orientări teoretice, dar nici de cei care-i atrăgeau atenția că aspirațiile lui erau prea ample în dauna căutării unei unități plastice. De fapt, Arthur Verona a trăit vremea în care Nicolae Grigorescu era descoperit la adevărata lui valoare și el, Verona, s-a încăpățânat să rămână ultimul artist care sa folosească tehnica și subiectele grigoresciene.

Alte lucrări cu tematică religioasă
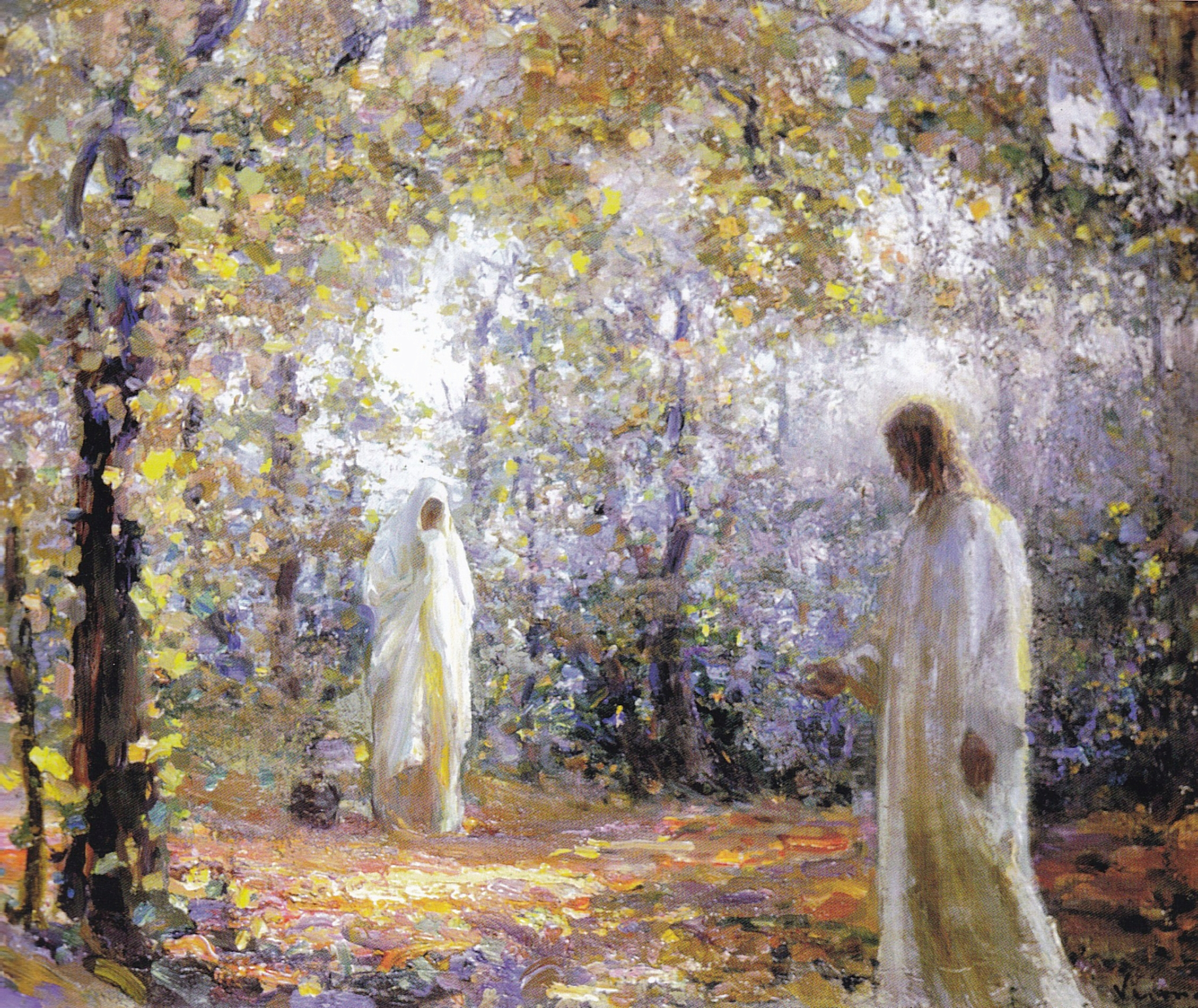
Isus și Samariteana
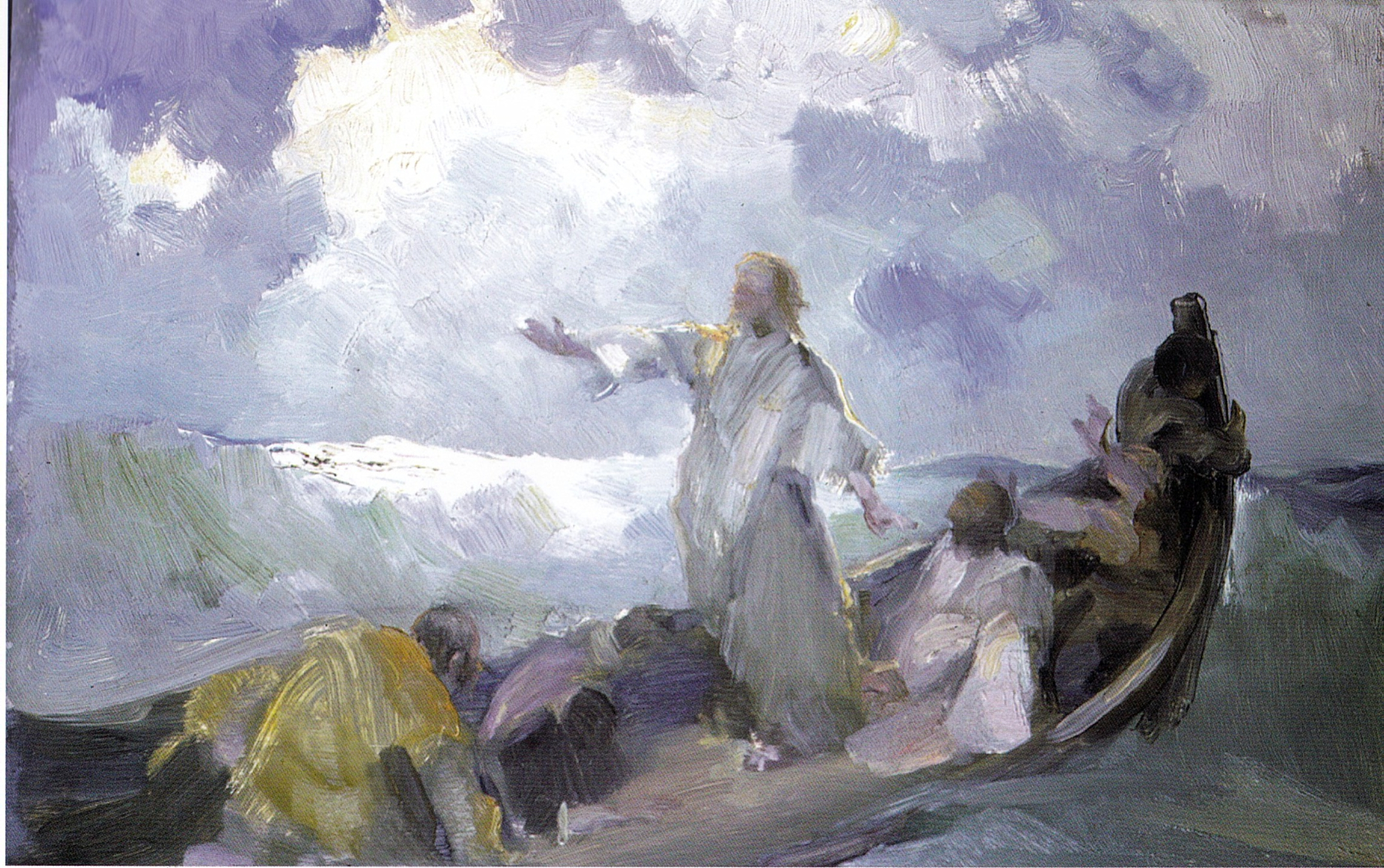
Isus potolind valurile
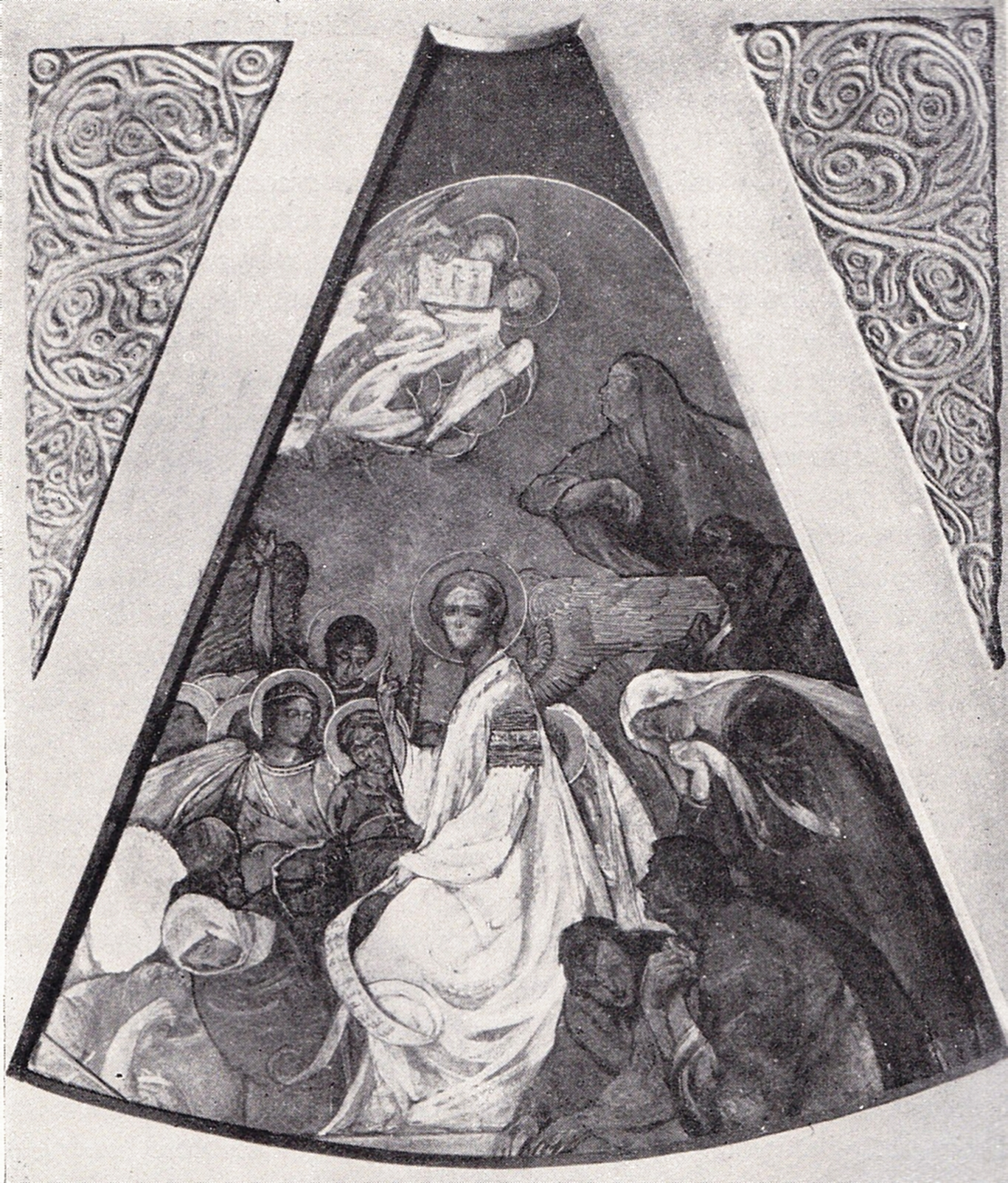
Arhanghel
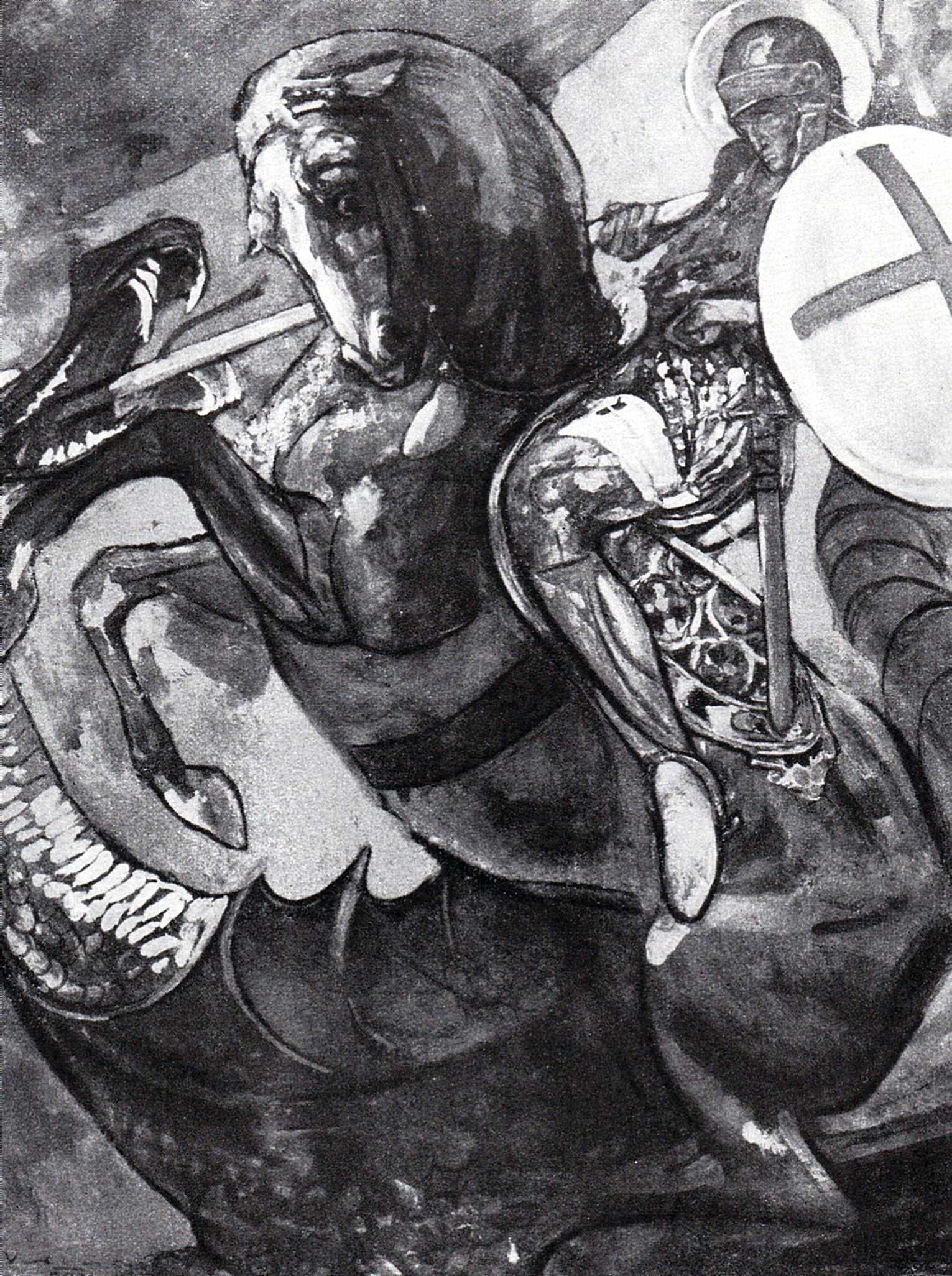
Sfântul Gheorghe
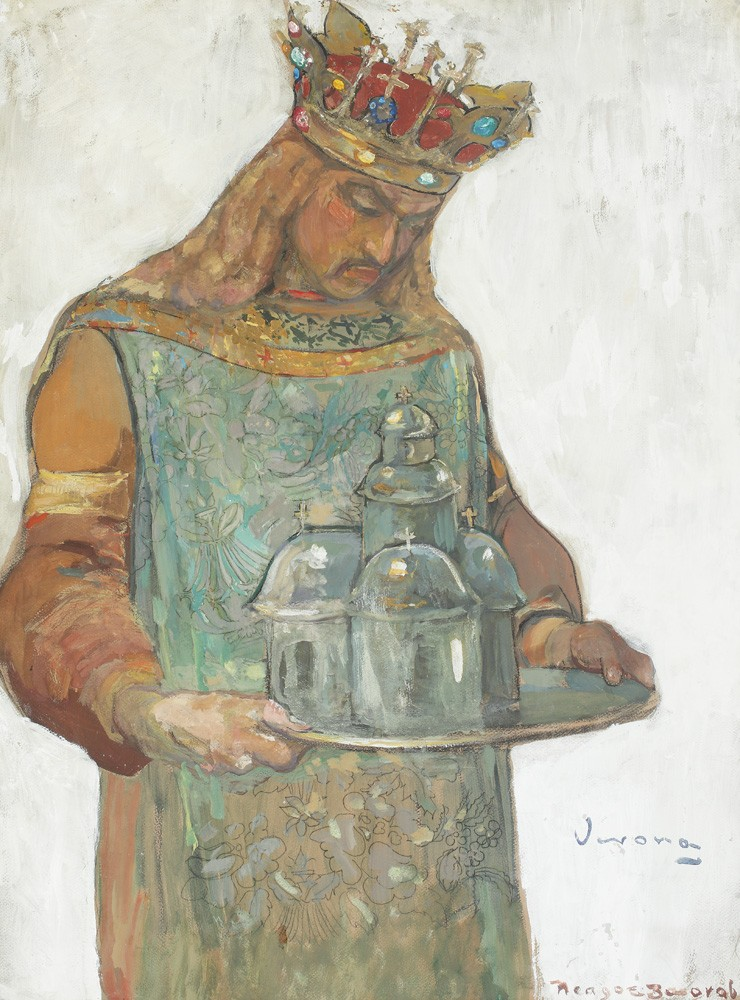
Neagoe Basarab

Celebre au rămas lucrările în frescă pe care le-a realizat la Palatul Regal (Apoteoză), la Palatul lui Gheorghe Cantacuzino, la Palatul lui Ioan Kalinderu, la Capela Cimitirului Bellu, la Capela Castelului Bran, la Turnul lui Țepeș și picturile monumentale Valea Oltului de la Ministerul Lucrărilor Publice din București (frescă) și Cosașii (pe pânză) aflat la Muzeul de Artă din Botoșani. Ca un demn urmaș al lui Nicolae Grigorescu, tematica idilic rurală a rămas istoriei prin picturile În codrii Herței, Între nalbe, Floarea soarelui, Petrecere câmpenească, Culesul merelor, Fete în Bucovina, Două fete, Spartul horei, Pâinea cea de toate zilele, Țăran prânzind, La vatră, Secerători, Ciobănaș, Drum de țară, Fii pădurii, Nuntă în Moldova, La iarbă verde, Zi de sărbătoare, Ursarii și o serie lungă de peisaje din Bucovina intitulate Toamna sau Hore. În pictura religioasă a executat în plus față de cele enumerate pictura murală din Capela de la Olmutz și de la Biserica Preany Kattor din Iugoslavia. În pictura de șevalet a rămas din creația sa Isus și samariteana, Isus potolind valurile, Sfântul Gheorghe. Din tematica istorică pot fi enumerate Judecata boierilor înainte de moartea lui Ștefan cel Mare, Portretul lui Mihai Viteazul și studii pentru portretele lui Bogdan I, Carol I și Neagoe Basarab. A pictat flori, naturi statice și moarte (vezi Sitari) precum și nuduri.

Florile în pictura lui Arthur Verona
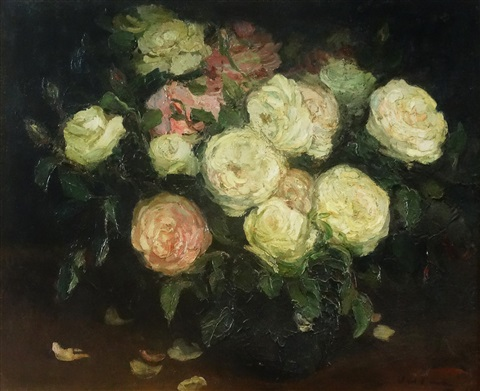
Poenies
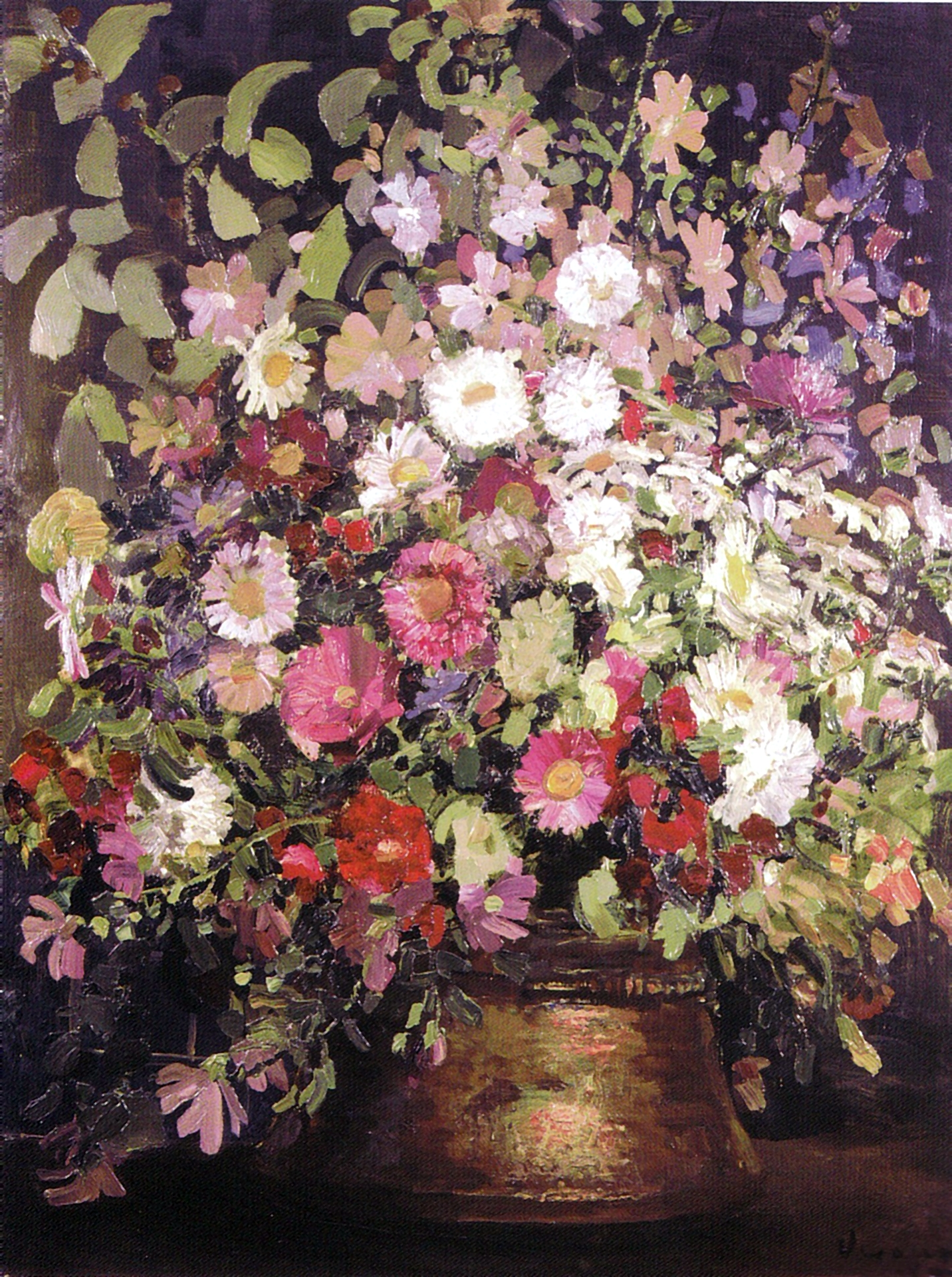
Căldare cu flori
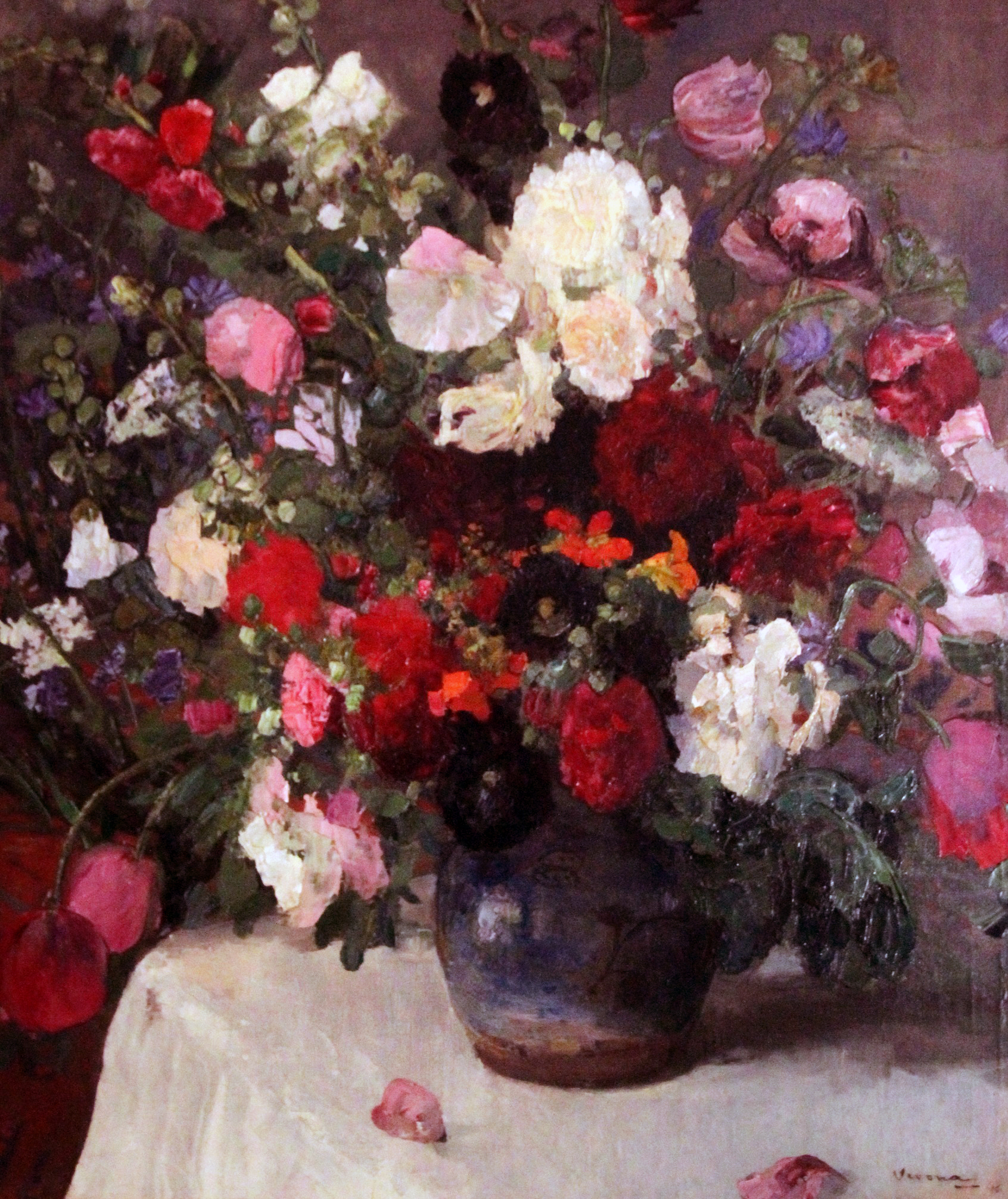
Vas cu flori
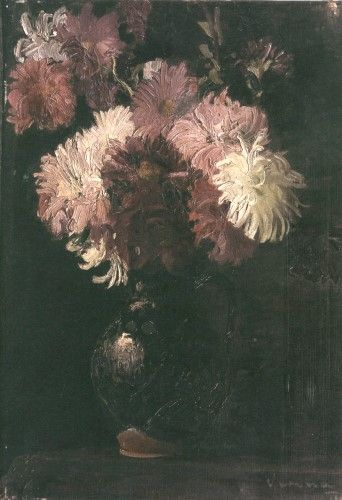
Vas cu crizanteme
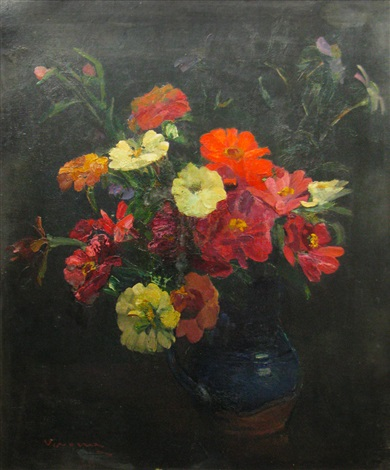
Zinnias
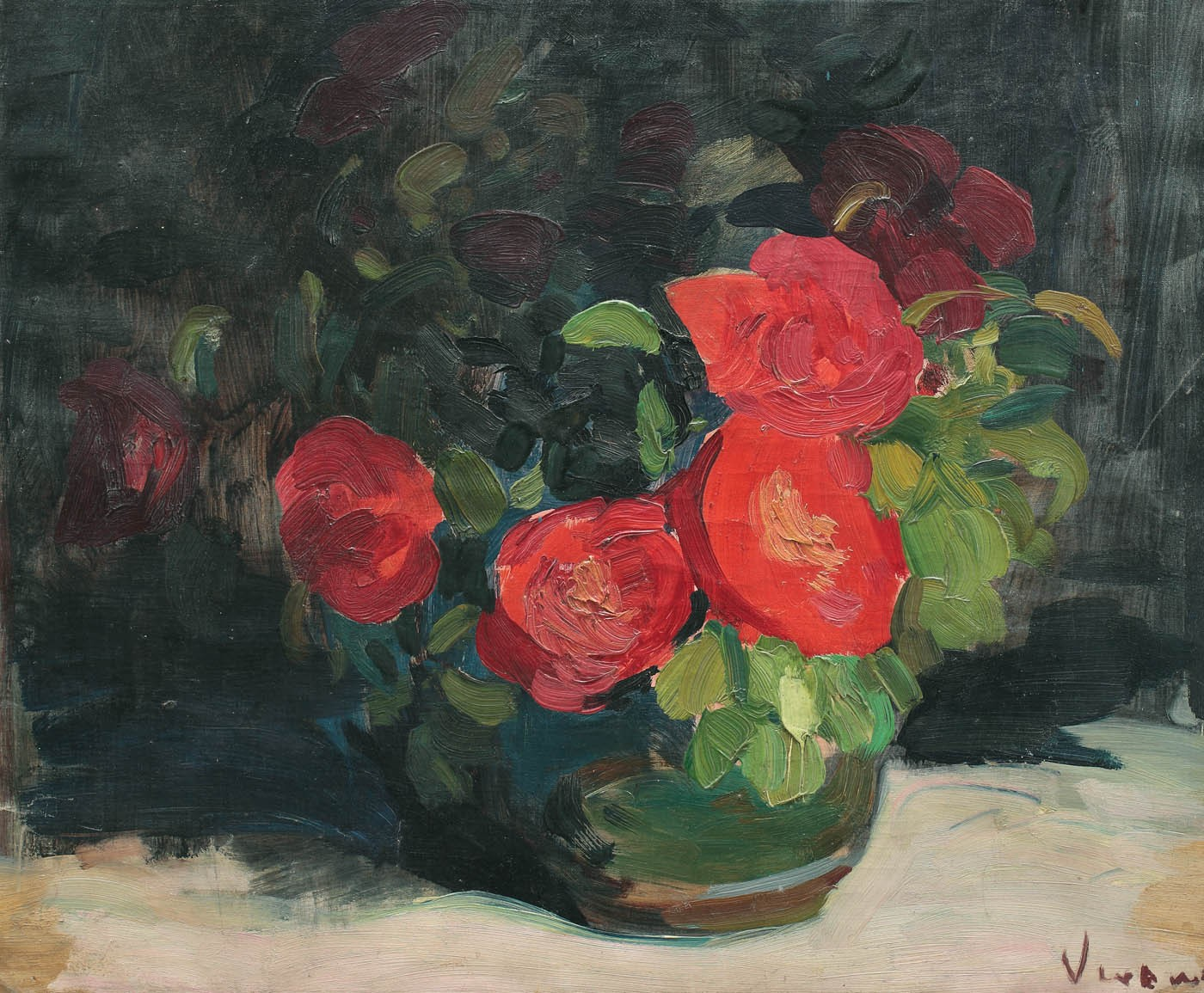
Trandafiri

Dintre portrete se remarcă Autoportret, portretul lui Nicolae Henri Verona, Emil Mihail Brancovici, Portretul d-ului L. C, Portretul doamnei V, Portretul Patriarhului Miron Cristea și cel al Ecaterinei Verona. Verona a mai pictat peisaje de iarnă și peisaje din zona Brăilei.

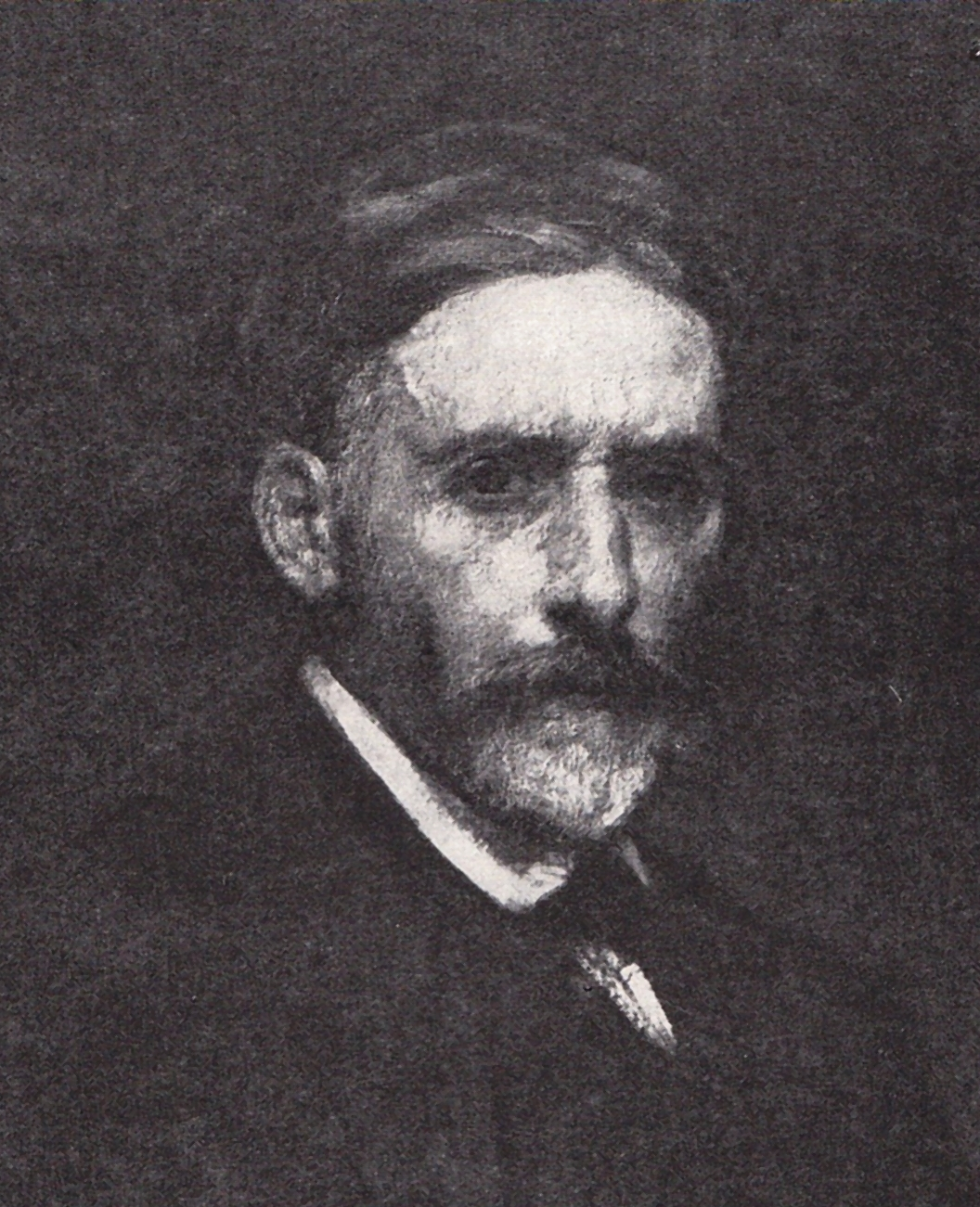
Autoportret
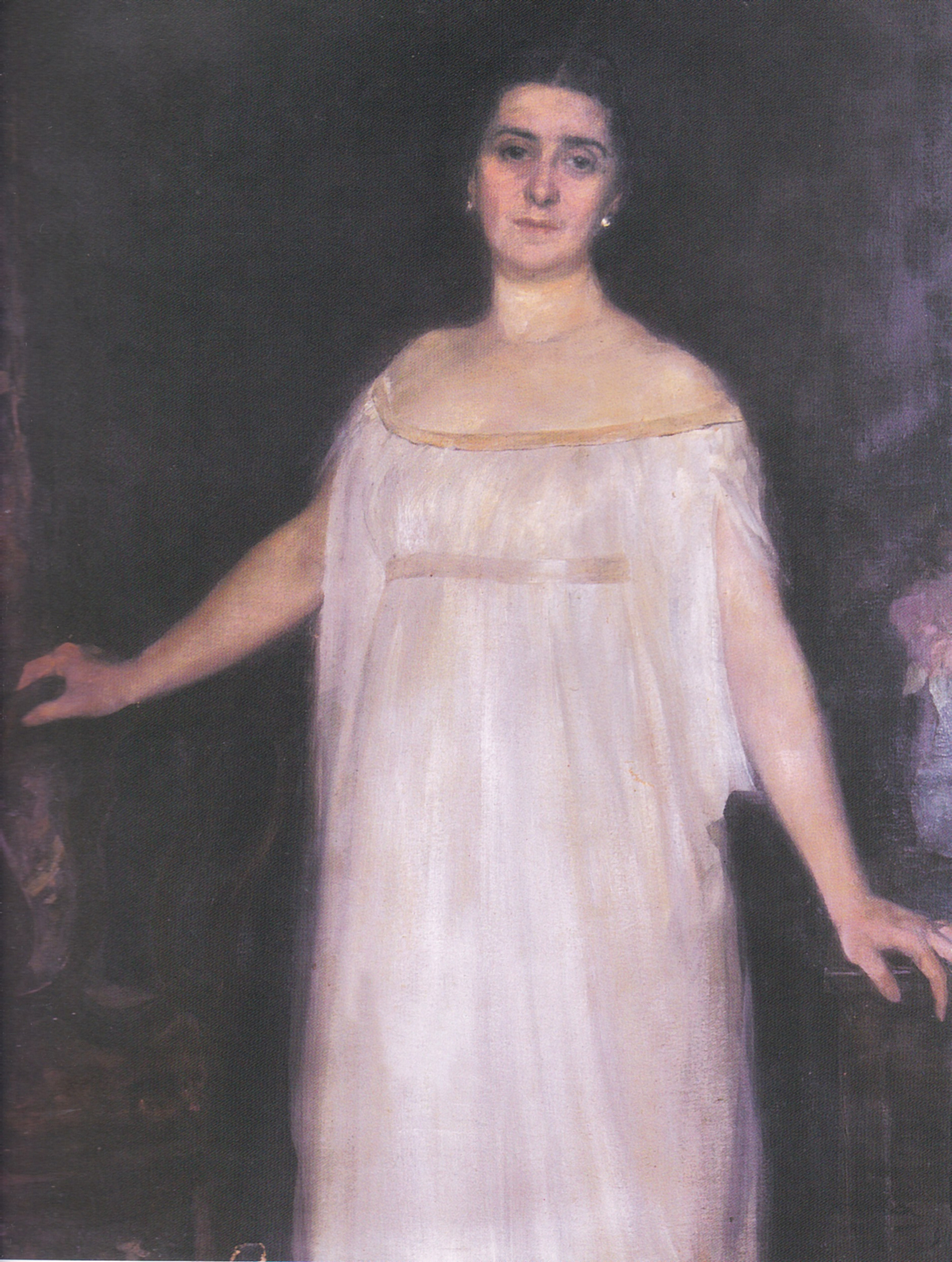
Ecaterina Verona
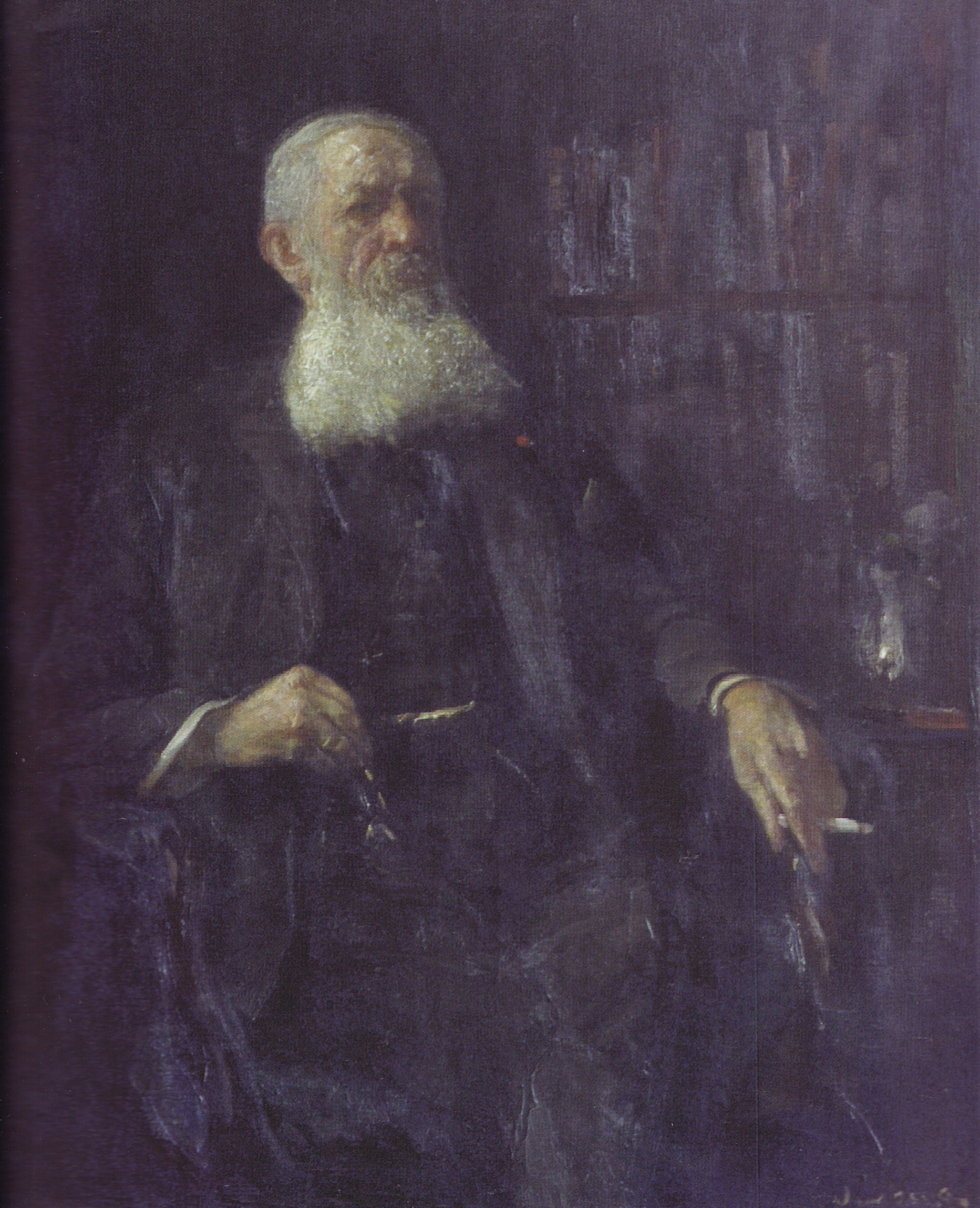
Nicolae Henri Verona
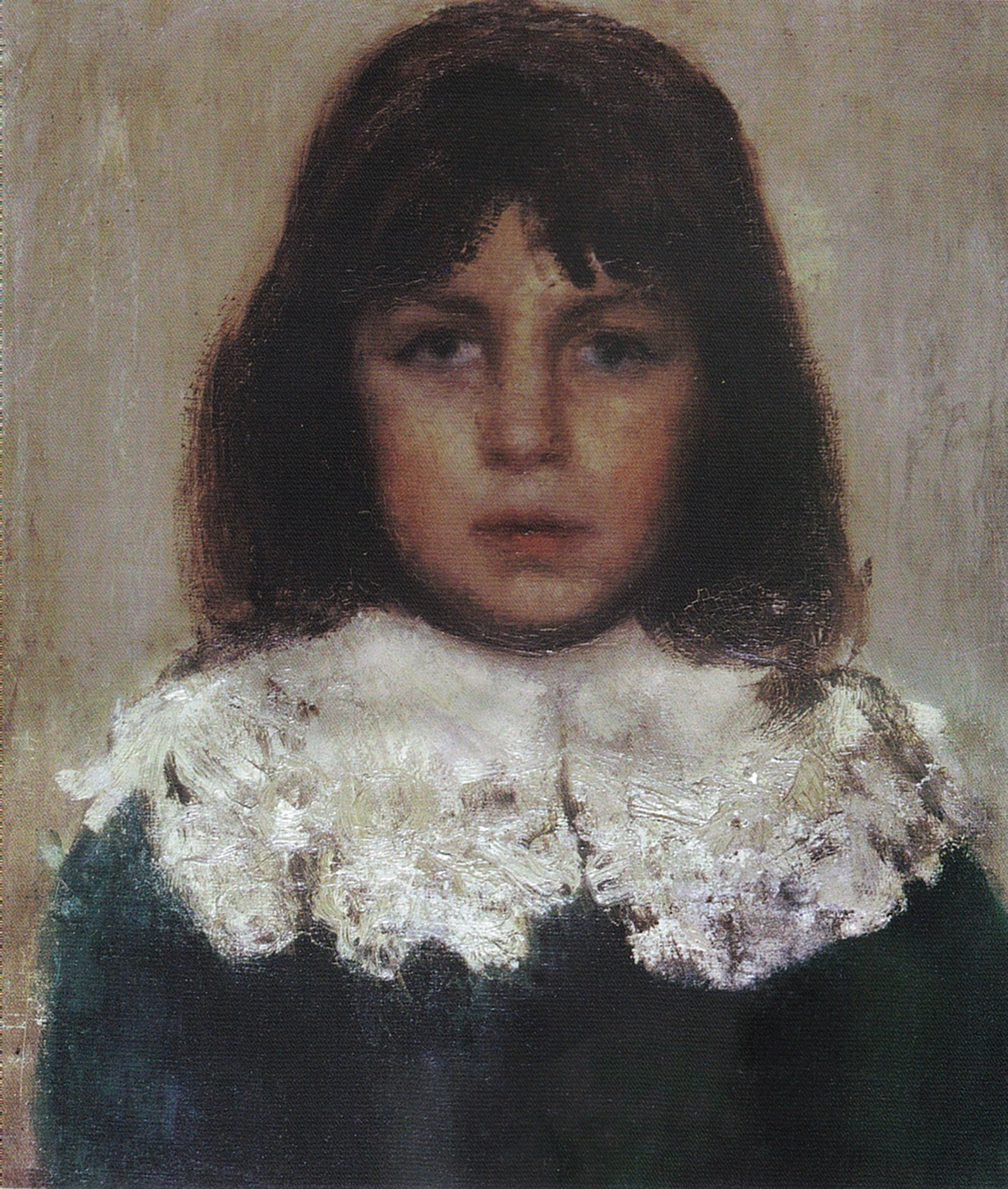
Paul Verona
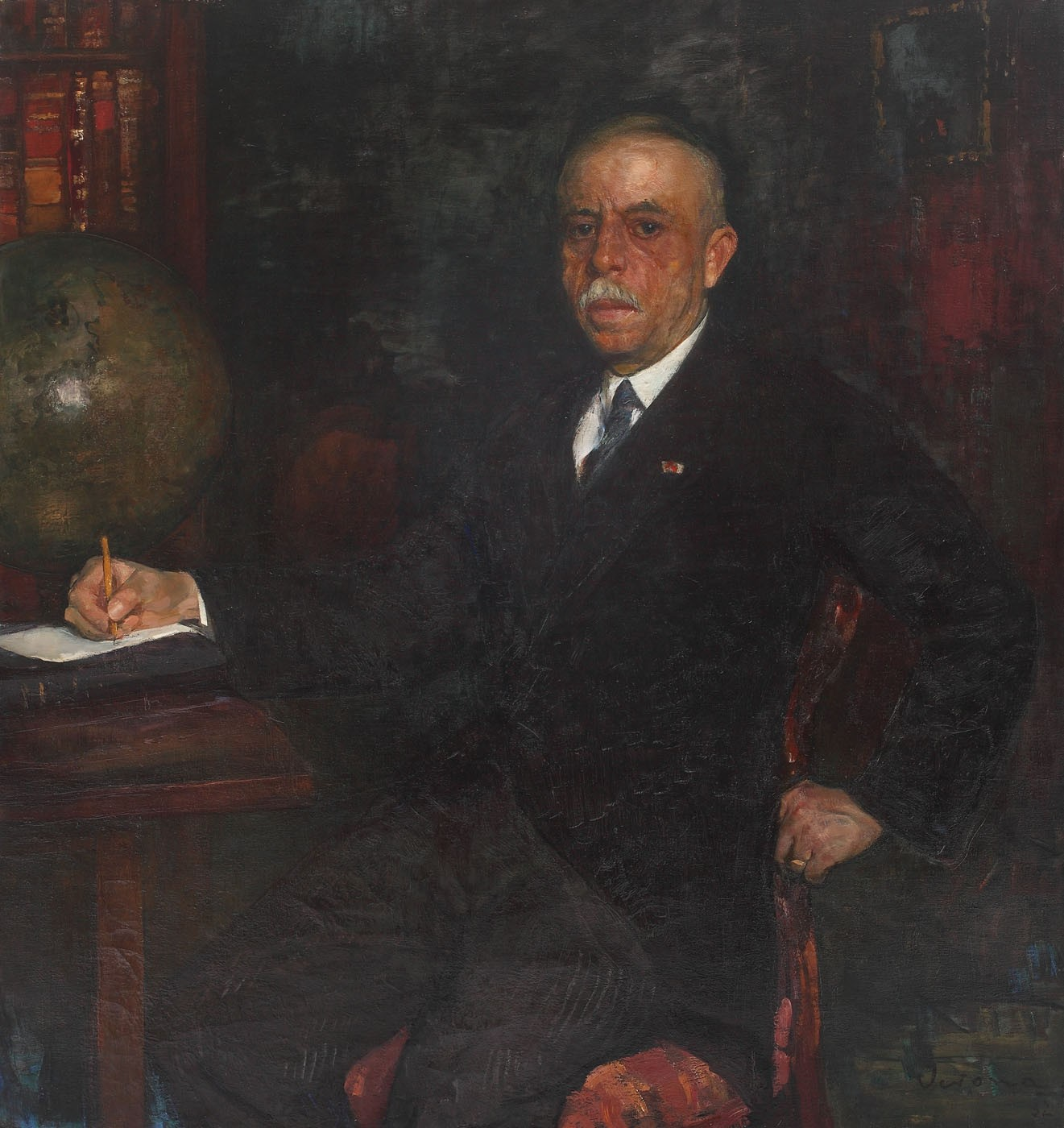
Emil Mihail Brancovici
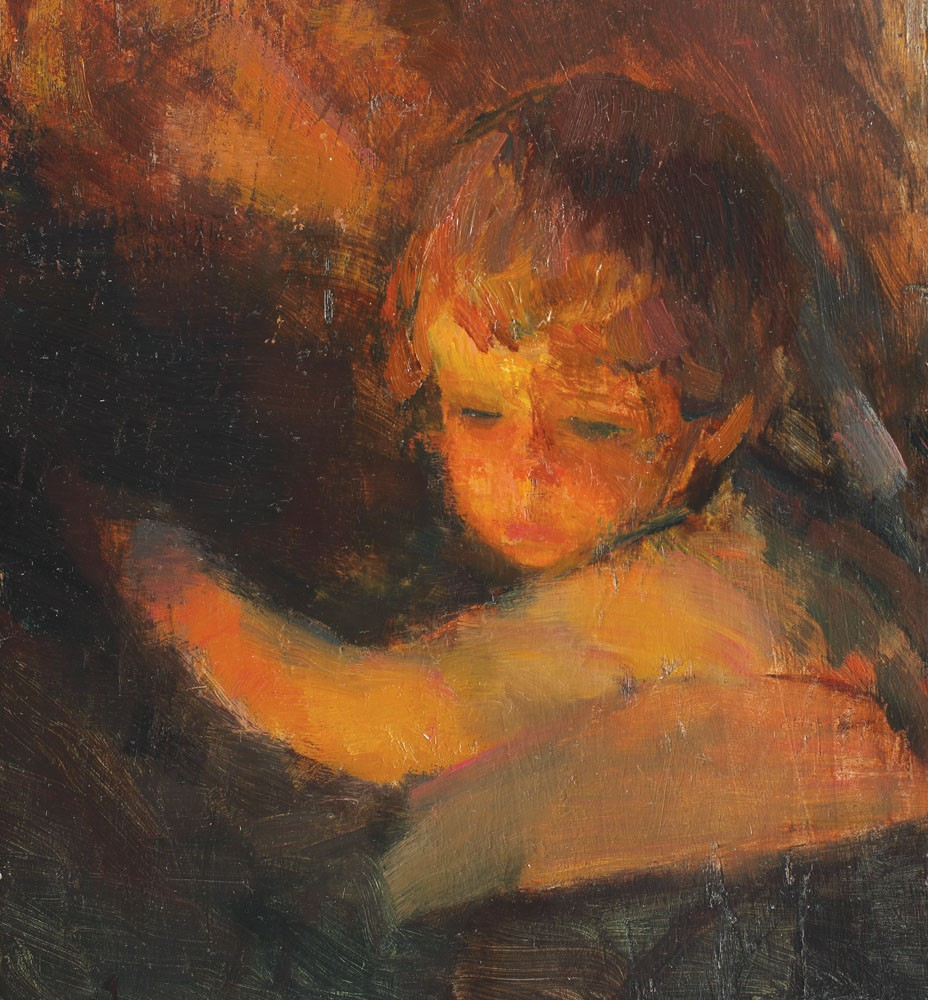
Studiu de copil
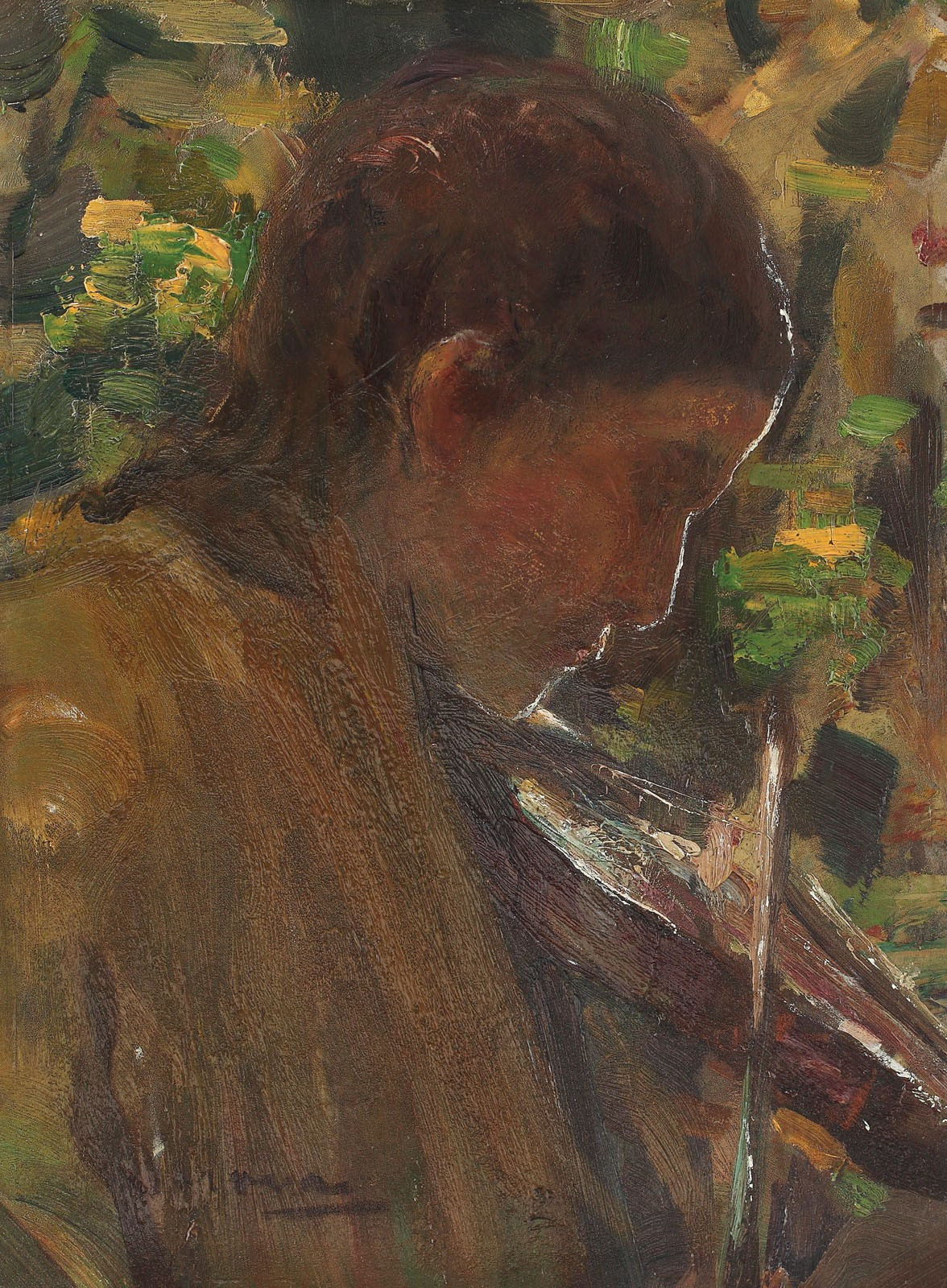
Muzica

### Pictură
În atmosfera artistică bucureșteană a acelor vremuri, sprijinul pentru încurajarea unei tendințe naționale era fără discuție o realitate de netăgăduit. În paralel cu evenimentele organizate de Tinerimea artistică, exista o efervescență datorată revistei Semănătorul care a apărut pentru prima oară în data de 2 decembrie 1901, cu o zi înaintea constituirii Societății Tinerimea artistică. Critica de specialitate a afirmat faptul că Semănătorul s-a manifestat în literatură asemenea Tinerimii în arta plastică. Cele două au umplut golul prin afirmarea unei imagini a realității rurale din România. Acest lucru s-a datorat identificării problematicii dramei și vieții acesteia. Arthur Verona cunoștea această tendință de redescoperire a tradițiilor artistice și istorice care se aflau în lumea satelor precum și tendințele de reprezentare a acestora printr-un limbaj cât mai simplu, direct și pe înțelesul tuturor. Desigur că toate aceste mișcări se aflau și oarecum în opoziție cu propriile afinități mai vechi și a propriilor descoperiri pe care el însuși le făcuse în Bucovina cu mult înaintea altora.
În primul deceniu al secolului al XX-lea, Arthur Verona a făcut eforturi considerabile pentru a-și fixa conceptele picturii de plein-air. Așa cum a menționat și Paul Verona, picturile unchiului său din această perioadă oricât de multe personaje aveau sau oricât de mari erau, au fost realizate în stilul plei-airismului în maxim două sau trei ședințe de lucru. Paul Verona a evocat de altfel și un anumit stil de lucru cu privire la pregătirea ședințelor de pictură, care semănau cel mai bine cu secvențele ce apar într-o superproducție cinematografică.

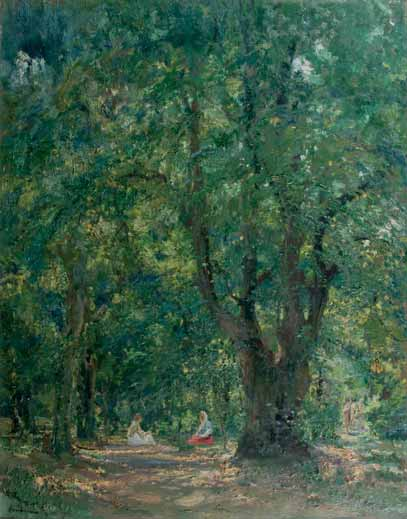
În codrii Herței - 1897

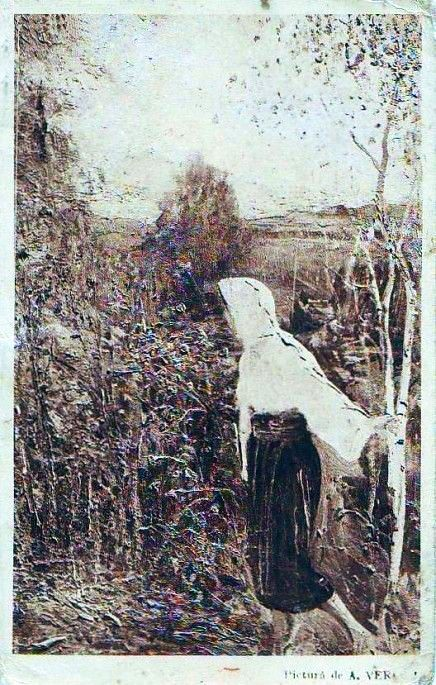
În pădure

Pictorul Verona era însoțit de adevărate caravane organizate cu ajutoare care cărau materialele necesare (pânze, umbrele de soare, vopsele, acareturi, șevalete, etc.) pe mai mulți kilometri spre locul ales cu mare atenție dinainte. Alături de caravană mergeau și o liotă imensă de oameni - modele ale horelor pe care urma să le realizeze. Anterior acestor deplasări Verona făcea numeroase studii pregătitoare precum și observații necesare la locul din natură care urma să fie imortalizat pe pânze. Cu toate acestea, pentru a enumera câteva exemple, nici Plein-air sau Impresie din 1904 și nici Fete la Prut din anul 1905, nu sunt niște lucrări care pot fi asimilate cu ușurință impresionismului.
Deși, Arthur Verona se considera un adept și un integrat al impresionismului, adeziunea sa la acest curent nu a fost completă. Criticii afirmă acest lucru ținând cont că prin impresionism se recunoaște îndeobște mișcarea artistică care a readus lumina și culoarea în pictura franceză a secolului al XIX-lea. Pentru artistul român, preocuparea pentru a mări substanțial lumina din lucrările sale era deosebit de acută și în același timp foarte reală. Pe de altă parte, compozițiile lui Verona suferă de un grad de realism cel puțin egal dacă nu mai mare decât preocuparea reprezentării luminii în operele sale. Ca atare, imaginile realizate nu sunt dizolvate într-o cromatică feerică (cromatica reprezentând unul din conceptele principale pe care le susțineau impresioniștii) și ca urmare nici într-o atmosferă luminoasă care să învăluie personajele sau obiectele din natură. Astfel, pictura pe care realizat-o a devenit mai luminoasă, dar artistul a fost mai puțin preocupat de aspectul schimbător al lucrurilor și mult mai atent la statornicia lor. Formele care au rezultat nu s-au topit sub influența anvelopei atmosferice, ci dimpotrivă, ele și-au etalat structurile.

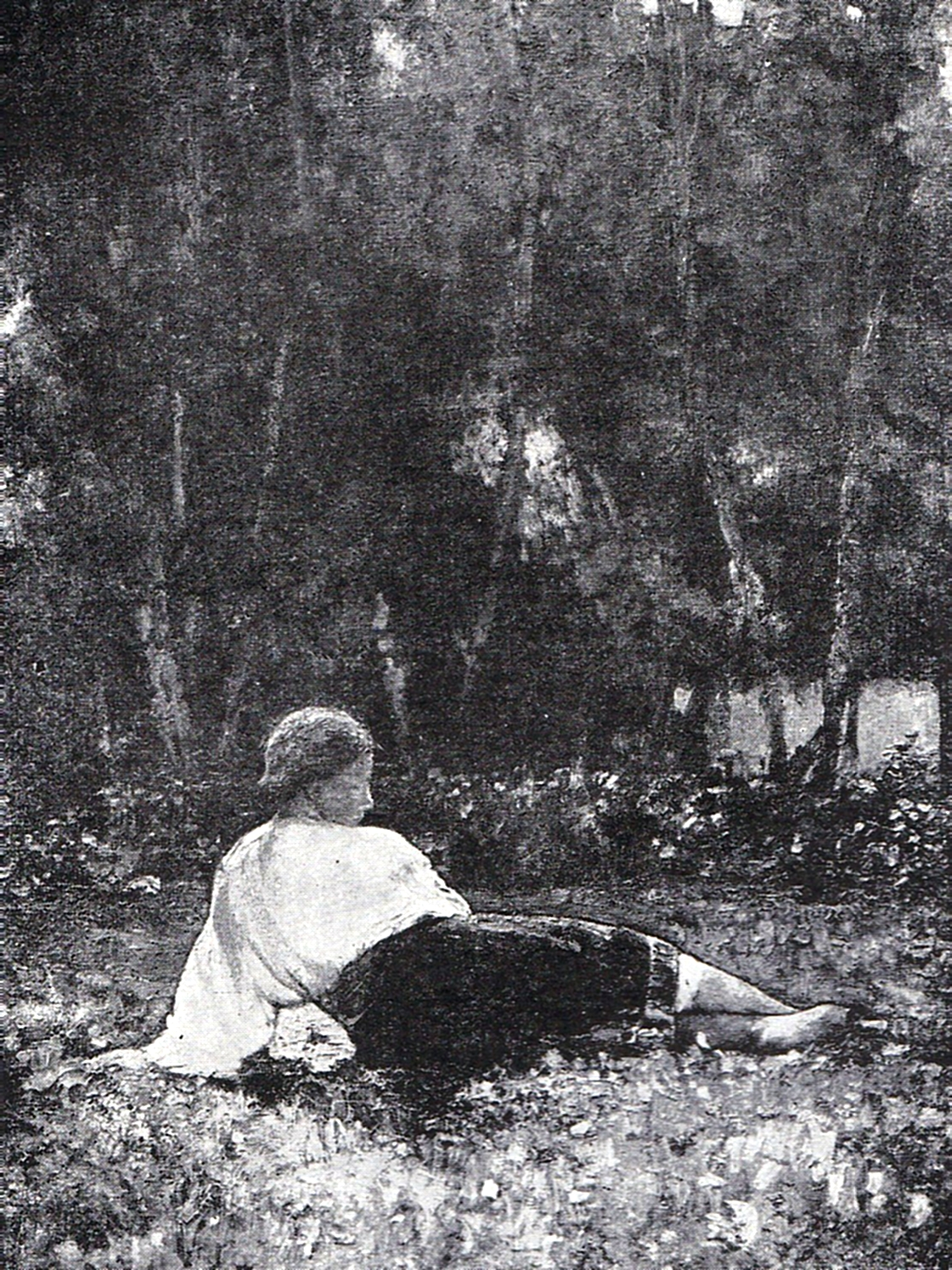
Vara
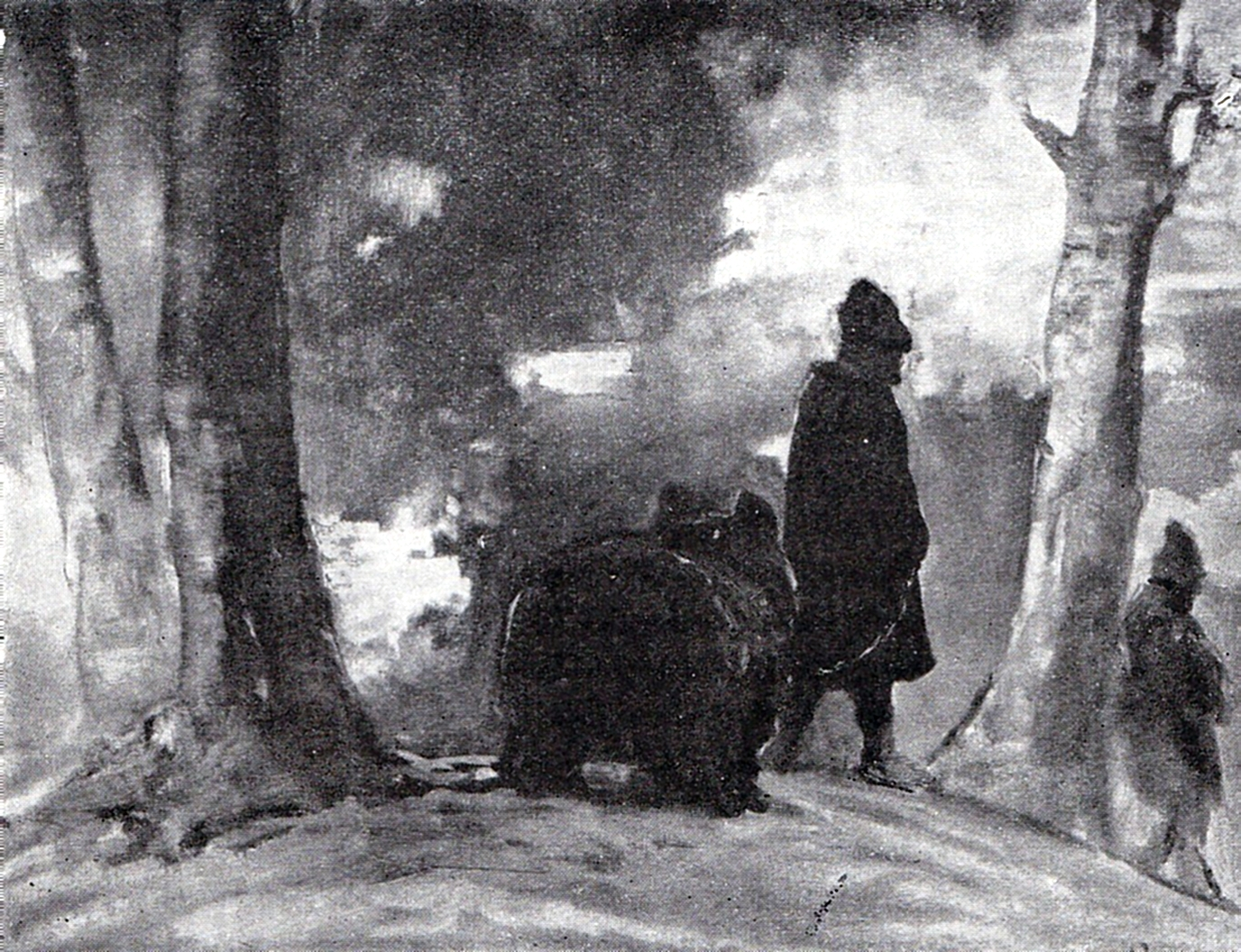
Ursarii
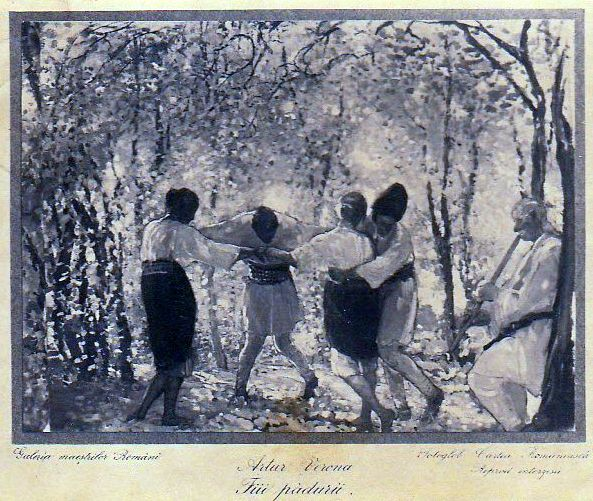
Fii pădurii
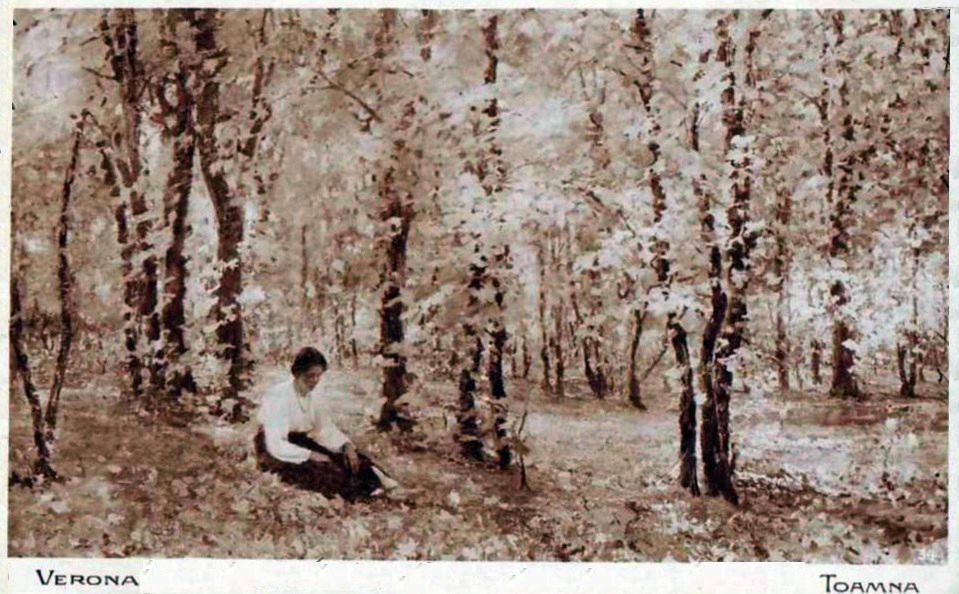
Toamna în pădure
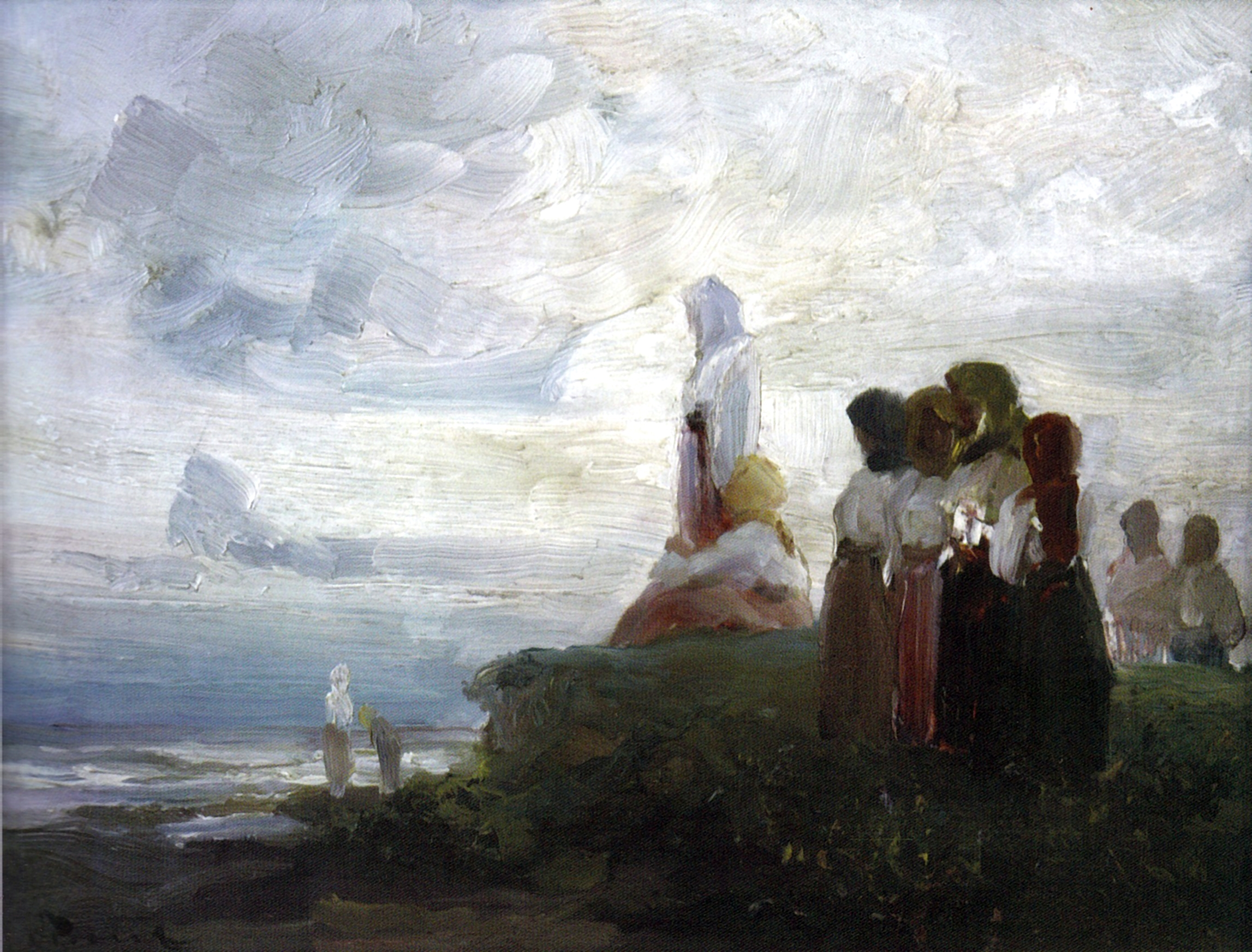
Fete la Prut

Printr-o analiză detaliată a lucrărilor lui Arthur Verona se poate observa exprimarea concomitentă a două tendințe contradictorii. Pe de o parte se poate vedea dorința sa de a-și transpune pe pânză senzațiile în toată prospețimea și intesitatea lor și pe de altă parte năzuința de a le ordona cu ajutorul rațiunii prin eliminarea a oricărui obstacol care ar putea da viață existenței efemere.

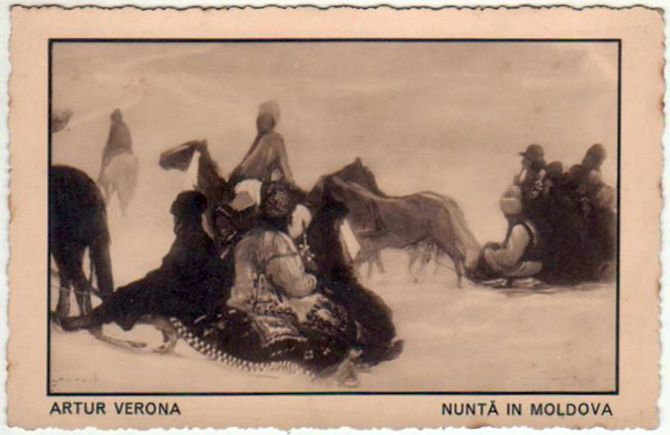
Nuntă în Moldova - carte poștală (foto a/n)

Desenele realizate de Verona care s-au păstrat pun în evidență, mai mult decât în pictura sa, studiul scrupulos al naturii epuizate în muncă și în singurătate. Analizând comparativ crochiurile realizate de către Nicolae Grigorescu cu cele ale lui Verona privind transpunerea de vibrații atmosferice, la Grigorescu totul pare a fi relativ simplu prin comparație cu exigențele pe care Verona și le impunea în infinita luptă dintre spirit și materie. Revenind la pictură, în lucrările Fete din Moldova (1900) sau Fecior boieresc, în Vara (1926) sau în Ursarii (1928), Verona a subliniat preocuparea sa pentru consistența volumelor care pun în evidență formele cu o deosebită pregnanță. Pictorul a adaptat natura conform propriei gândiri și a impus efemerității lucrurilor o logică, un sistem, o armonie și o disciplină care făceau parte din propria-i simțire. La Verona, contrar impresioniștilor care au recurs la aluzii și abrevieri care duc la uitarea suprafeței în favoarea iluziei urmărite, accentul cade asupra suprafeței, asupra rigorii compoziției, efect care duce la impresia dominantă a monumentalului.
În anul 1924, artistul a participat la Bienala de la Veneția împreună cu alți artiști din Spania, Franța și Italia. Dintre cele șase picturi în ulei și o frescă pe un suport de lemn, oficialitatea italiană prin regele Umberto al II-lea al Italiei a cumpărat lucrarea intitulată Nunta țărănească iarna sau așa cum a fost denumită mai târziu în unele reproduceri Nuntă în Moldova. Compoziția prezintă în două planuri două sănii acoperite cu covoare multicolore și țărani în costume tradiționale. Cromatica aleasă în reprezentarea costumelor și a covoarelor a fost identificată de către critica plastică ca fiind o adevărată simfonie a culorilor proiectate pe fundalul omogen al unei nesfârșite câmpii pe care s-a așternut zăpada. Comentariile critice au observat că pictorul a folosit în execuția imaginii, în mod similar lucrării Sosirea invitaților, două tehnici și viziuni la care a apelat în Iernile sale cenușii, caracterizate printr-o inconsistență a pastei. Elementele rustice, puternic colorate, duc în pictura Nuntă în Moldova la un contrast puternic care iese în evidență cu atât mai mult cu cât luminozitatea albului zăpezii nu apare atât de strălucitor.

### Pictură monumentală
Arthur Verona a realizat pe lângă pictura de șevalet o mulțime de picturi care prin dimensiunea lor și prin pasiunea artistului către monumental, au devenit de-a lungul timpului o marcă prin care posteritatea a recunoscut și a apreciat opera sa. Artistul a realizat pe parcursul vieții lui o serie de picturi monumentale pe pânză, dintre care se remarcă cele cu tematică istorică Judecata boierilor înainte de moartea lui Ștefan cel Mare și Portretul lui Mihai Viteazul, peisajul Valea Oltului și lucrarea din tematica rurală intitulată Cosașii. Cum singur a declarat că monumentalul se realizează cel mai bine în frescă, Verona a executat o serie de lucrări de pictură murală care au devenit celebre. Aspirația lui către monumental s-a concretizat în final și în realizarea Monumentului eroilor corpului didactic în colaborare cu sculptorul Cornel Medrea. Aceasta a fost ultima lui lucrare de mari dimensiuni și singura în domeniul sculpturii..

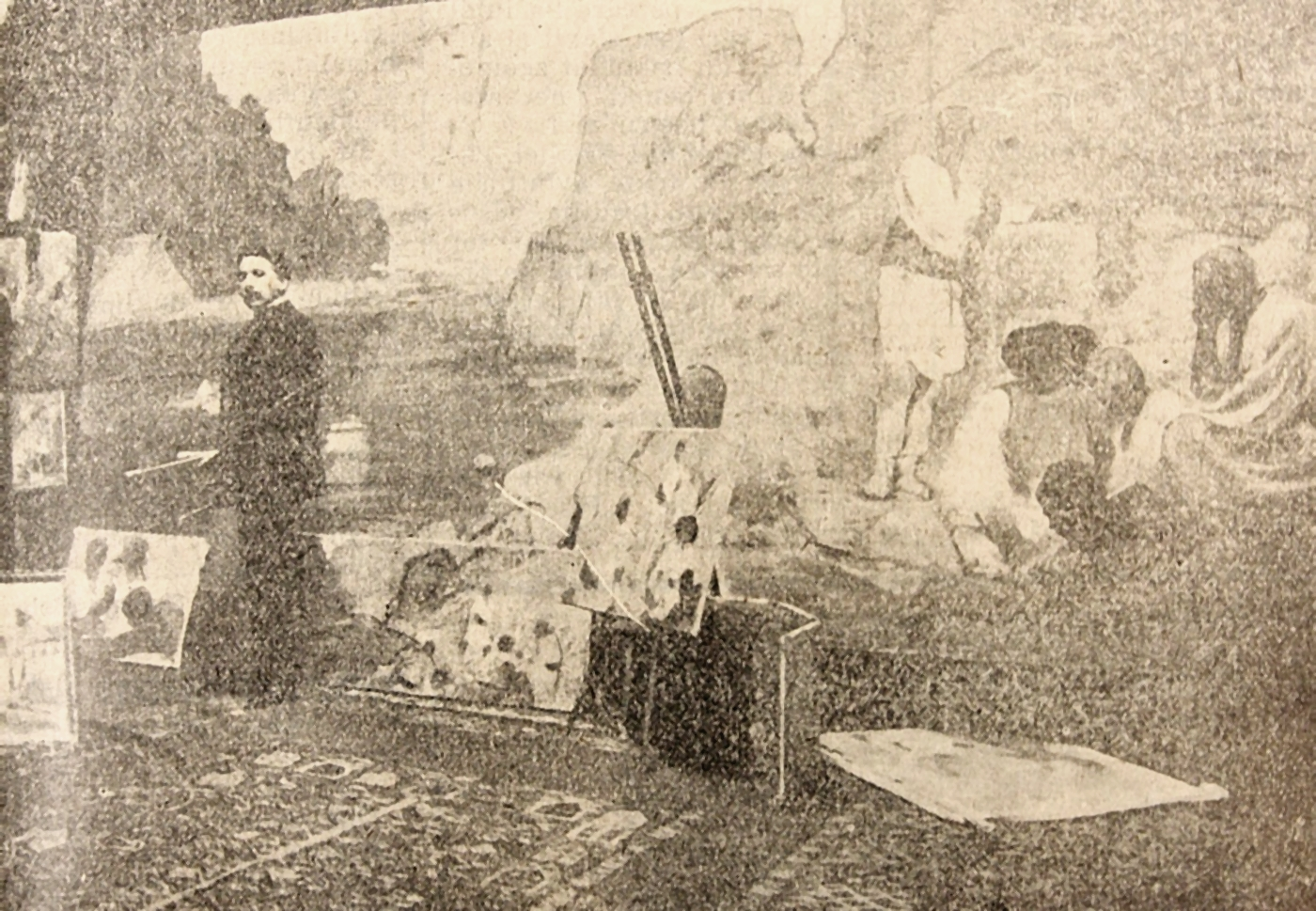
Arthur Verona înconjurat de lucrările sale din atelier (foto ~ 1910-1915) - se vede în spate Masa lui Traian

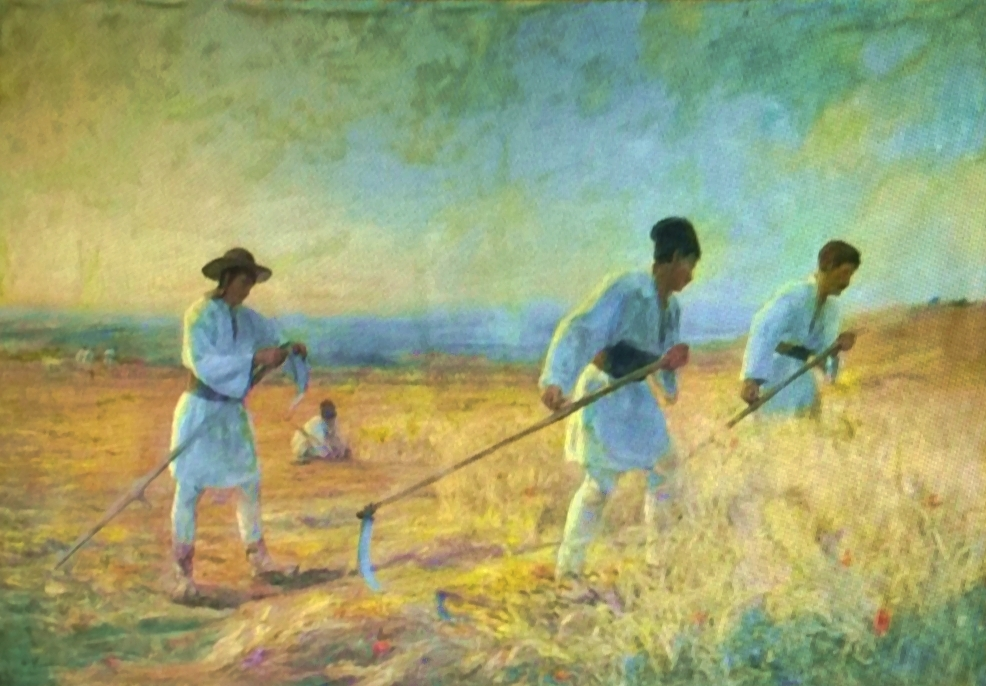
Cosașii - 1906

În anul 1906 a realizat lucrarea de artă monumentală Cosașii care a ocupat un întreg perete al Prefecturii din Botoșani construită în onoarea Regelui Carol I de celebrul arhitect Petre Antonescu. În anul 1957 când Ion Zurescu și-a publicat biografia referitoare la artist, acesta a menționat că lucrarea Cosașii era încă prezentă pe peretele Sfatului Raional Botoșani, noua titulatură comunistă dată clădirii vechii prefecturi. Astăzi monumentala pictură este expusă la Muzeul Județean Botoșani care ființează în aceeași clădire a prefecturii. Lucrarea Cosașii a fost făcută la Botoșani și a rămas istoriei ca una din cele mai ample picturi monumentale pe care artistul a realizat-o. Aruncând o simplă privire asupra lucrării se relevă multiplele resurse ale talentului celui care a executat-o. Compoziția a fost organizată în ritmuri ample ce sunt întregite de armonia pe care a reușit s-o etaleze asupra întregului ansamblu. Dincolo de echilibrul și de proporția formelor, predominant transpare sentimentul apartenenței dinamice dintre registrele întregii compoziții.
Așa cum obișnuia, pictorul făcea mai multe schițe și desene premergătoare pentru fiecare lucrare pe care o aborda. Astfel, există mențiuni cum că ar exista o fotografie de atelier din anul 1906 în care Arthur Verona apare înconjurat de o mulțime de desene în cărbune. Prin călătoriile sale de documentare, el realiza schițe și desene pe viu asupra motivelor dorite, acest obicei fiind practic un exercițiu pentru dobândirea stilului. În acest fel folosea laviul, tușul, acuarela și adesea creionul pentru fixarea elementelor de compoziție și a modelelor umane. Reluate cu o disciplină de invidiat, zi de zi, ele au ajuns un ritual. După ce studiile erau definitivate urma execuția și mai apoi grija deosebită pentru finisarea lucrărilor, adică acuratețea la care ajungea cu o perfecțiune surprinzătoare a limbajului.

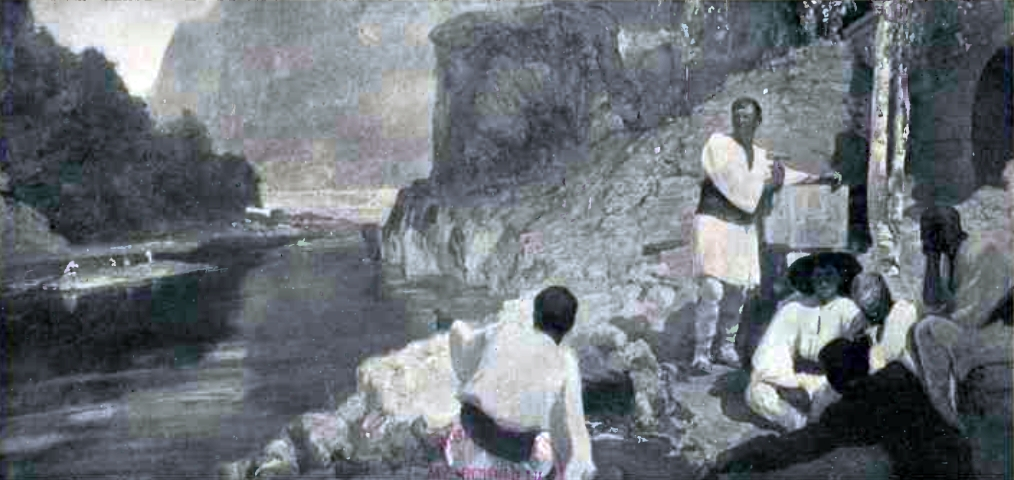
Masa lui Traian

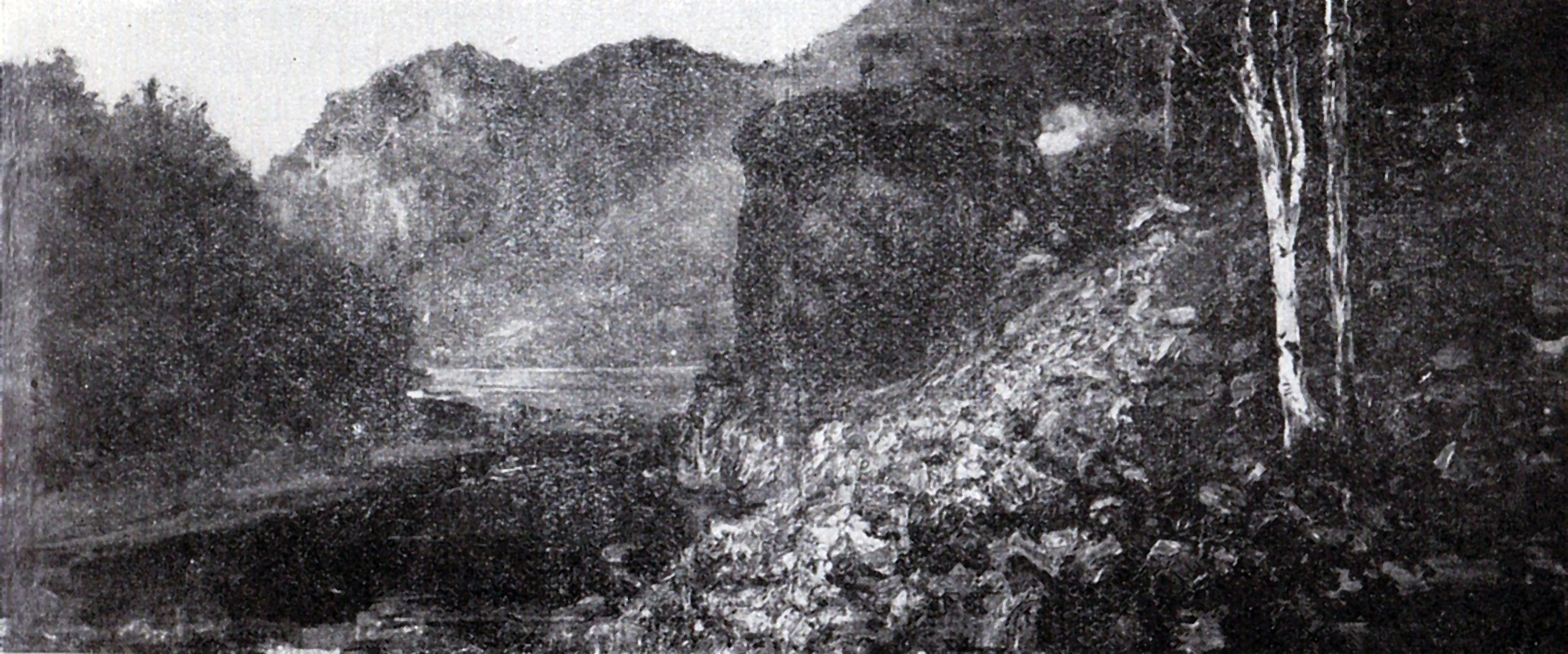
Valea Oltului - 1910

Ca o concluzie se poate spune că perfecțiunea limbajului corespundea pe deplin stilului și totul își avea izvorul în etapele preliminare ale marilor compoziții ce au fost transpuse pe pânză sau frescă. Ca o dovadă a celor afirmate, este suficient a vedea desenele păstrate la Cabinetul de grafică a Muzeului Național de Artă al României. În ele se poate descifra limpezimea și coerența exprimării artistice. Spațiul desenelor lui Verona, era un spațiu spiritual expansiv în care pot fi recunoscute studii făcute după Rembrandt, Michelangelo, proiecte de frescă sau studii pentru portretele lui Carol I sau Bogdan I. Existența acestora semnalează un înalt grad de profesionalism și valorile la care s-a raportat. Se regăsesc printre ele unele desene dramatic tensionate de gravitate, imagini dezolante despre mizeria umană și desene din timpul războiului.
În anul 1910 a realizat la comanda Ministerului Lucrărilor Publice o lucrare de mari dimensiuni pe un perete de interior al edificiului administrativ. A ales să picteze un imens peisaj intitulat Valea Oltului, pe care îl pictase de altfel cu ceva timp în urmă. Pictura a dispărut în timpul celui de al doilea război mondial din cauza bombardamentelor la care a fost supus Bucureștiul în anul 1944. Peisajul a fost unul dramatic, realizat pe o suprafață de douăzeci de metri pătrați cu grund de tempera în tehnica uleiului. Artistul a reluat peisajul în care a reprezentat pereți stâncoși și tufe de brădet care străjuiau o albie joasă. Brădetul deschide o perspectivă adâncă, conturată pe baza unui desen clar, dar și de un degrade al verdelui care umple primul plan, pentru a se pierde în final în albastrul cerului de fundal. Există, de altfel, un studiu preliminar făcut de Verona care a fixat atitudinile țăranilor pietrari plasați mai apoi de artist pe stâncile aflate în dreapta peisajului în jurul unui bloc de piatră, motiv care a făcut ulterior ca lucrarea să fie intitulată Masa lui Traian. Lucrarea poartă în sine o marcă a sobrietății academice, ea fiind inspirată din clasicii mult admirați de către artist. Întreaga compoziție, suferă mai puțin decât alte picturi ale sale, de o prea contrastantă proiectare a personajelor pe fundalul peisajului. Prin dimensiunile picturii și a modului în care se integrează arhitectura compoziției, Masa lui Traian a reprezentat un moment important în pictura românească.

### Pictură murală

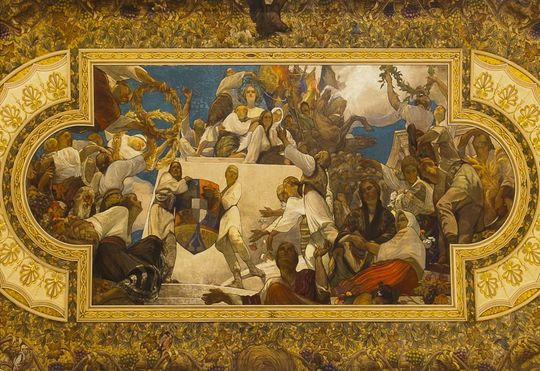
Frescă pe plafonul Scării Voievozilor din Palatul Regal din București

Chiar dacă pictura de plein-air i-a adus o faimă demnă de luat în seamă în arta plastică românească prin peisajele pe care le-a realizat, el a considerat permanent că monumentalul nu poate fi obținut la șevalet și că o astfel de abordare poate fi mai bine pusă în valoare doar în pictura murală. Ca urmare, artistul a studiat intens tehnica frescei și ca rezultat, în anul 1905 pe vremea când se pregătea pentru deschiderea Expoziției Jubiliare din 1906, i s-a încredințat proiectul pentru decorarea cu motive istorice a Culei românești. Cu această ocazie, pictorul și-a dat seama că nici varul românesc și nici diferențele de temperatură specifice climatului din România nu sunt elemente favorabile frescei propriu-zise, cu toate că el a executat lucrarea pe tencuială udă proaspăt aplicată. Deși la acea vreme nu stăpânea pe deplin toate secretele acestei tehnici, dovadă stând faptul că după circa cinci decenii această lucrare era grav avariată, el a fost conștient de valoarea ei și de aceea a afirmat toată viața că pictura monumentală își are locul în frescă. Arthur Verona a pictat fresca din Turnul lui Țepeș din București imediat după finalizarea lucrărilor de construcție ale acestuia.

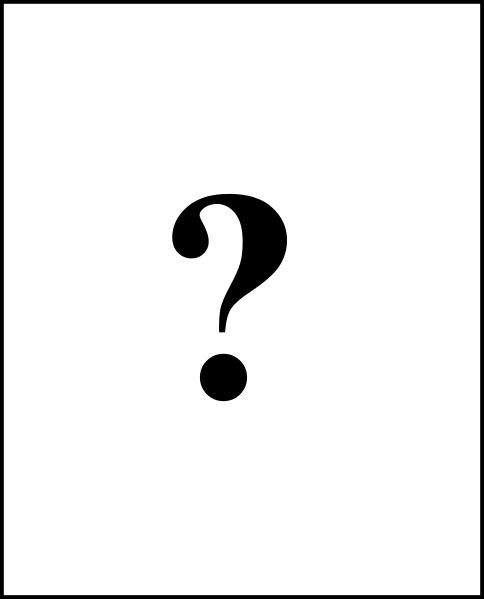
Fresca din Turnul lui Țepeș - 1906 - (ajutați Wikipedia și găsiți imaginea)

Arthur Verona a realizat pictura murală a plafoanelor palatului lui Gheorghe Cantacuzino care este astăzi Muzeul Enescu și cele ale colecționarului Ioan Kalinderu. La palatul lui Gheorghe Cantacuzino, plafoanele sunt boltite și pictorul a ales să execute comanda în tempera direct pe perete. La Kalinderu unde plafoanele erau plane, artistul a făcut patru lucrări pe pânză pe care le-a aplicat pe suprafețele de decorat. Tematica lucrărilor de la Kalinderu este lipsită de claritate și anecdotica destul de confuză. Afirmația poate fi argumentată prin faptul că în mijlocul unor nuduri care aparțin unei concepții bahice, apare o țărancă îmbrobodită care are o vestimentație specifică satelor rurale românești. Ion Zurescu a fost de părere că o astfel de compoziție nu pare a fi justificată de niciun considerent estetic.
Lucrările murale pe care Verona le-a realizat atât în palatul Kalinderu cât și la Cantacuzino au o anecdotică folosită ca un pretext pentru a înălța boltele prin ceruri transparente și pentru a crea impresia de volum utilizând armonii luminoase. Folosind o astfel de abordare, combătută de majoritatea pictorilor români de marcă, dar susținută de cele mai mari reușite ale artei occidentale, artistul nu s-a ferit de toate greutățile pe care realizarea unor astfel de compoziții le impun, ba din potrivă pare că le-a căutat. Deși racursiurile utilizate, compozițiile dificile și pozițiile teatrale cu grandoarea căutată a personajelor înfățișate, par să aducă pictorului satisfacție Totul contrastează cu lirismul peisajelor pictate cu o reală efuziune la Brăila, pe Olt sau la Herța.
Admirator al Renașterii, al clasicismului și chiar al barocului, Arthur Verona spre deosebire de pictorii educați în spiritul artei bizantine, a considerat că pictura decorativă este inevitabil subordonată arhitecturii. El a fost convins că pictura murală trebuie să se ridice la nivelul arhitecturii pentru simplul fapt că ea trebuie să o întregească și uneori să estompeze elementele deficitare care pot apărea printr-o proiectare neglijentă a edificiului. Astfel, pentru a crea cavitățile aparente în construcție, bizantinii s-au folosit de o decorație plană și o cromatică adaptată unei iluminări reduse a interiorului. Arta renascentistă și mai apoi barocul au folosit pictura murală tocmai pentru a amplifica luminozitatea și spațiul interior al unei clădiri arhitecturale.
În anul 1926, Comisia Monumentelor Istorice i-a dat comanda să picteze capela de la Castelul Bran. Ion D. Ștefănescu a menționat că Arthur Verona care era membru al comisiei, apăra așa zisa poezie a artei românești și patina vremii, opunându-se cu vehemență restaurărilor deficitare care au dus adesea la distrugeri iremediabile ale celor mai valoroase picturi bisericești. În pictura murală de la Bran, pictorul a încercat o conciliere a valorilor ortodoxiei cu viziunea sa italiană. A obținut astfel, efecte monumentale plane cu tonalități sobre prin renunțarea la aerul, sobrietatea, culoarea și perspectiva cu care stilul baroc a reușit produse estetice dar mai puțin impozante. Artistul a respectat iconografia impusă de canoanele dogmatice religioase și a invocat tradiția pentru înfățișarea figurilor de ctitori și a familiilor lor.
Reușita și temeinicia lucrării pe care a făcut-o la Bran, a dus după un timp să i se încredințeze decorarea Capelei Cimitirului Bellu din București. Realizarea acestei lucrări a fost executată în același spirit, dar critica de artă i-a imputat nerespectarea strictă a iconografiei de rigoare.
În anul 1934 a primit de la Casa Regală a României comanda pentru realizarea unei fresce monumentale situată deasupra Scării Voievozilor din Palatul Regal. Lucrarea poartă numele Apoteoza ca metaforă a țării reîntregită și învingătoare în luptă. Ea ilustrează concepția artistului despre pictura murală și despre sensul alegoriei. În ea apar doi flăcăi, un cap de dac și unul de roman, care susțin în mâini o stemă, întreaga compoziție fiind proiectată pe un fundal de marmură. Ei sunt centrați de o ghirlandă de personaje rustice care par a se manifesta entuziast. Totul are un fundal oferit de trupe care mărșăluiesc biruitoare. Picturii i se poate imputa faptul că personajele sunt îmbrăcate doar țărănește, ele nefiind autentice, că atitudinile lor sunt prea căutate și că intenția compoziției fiind prea bogată ea a devenit oarecum confuză. Pe de altă parte se poate vedea că artistul a împărțit apoteoza între ostași și „talpa țării” și a lăsat soldații să poarte cununa spre stema care simbolizează întreaga istorie zbuciumată a provinciilor românești. Privind realizarea plastică a frescei se poate deduce cu ușurință admirația pe care Verona a avut-o pentru Renașterea italiană, argumente sigure fiind cromatica vie a lucrării și desenul viguros.
În anul 1940, Arthur Verona preda ca dascăl la Școala superioară de pictură și sculptură bisericească aflată pe lângă Arhiepiscopia Bucureștilor și care a fost înființată de către Patriarhul Nicodim. Aici a predat cursuri tehnice de pictură de icoane și a condus atelierul de lucrări practice.

## Varia

### Familia

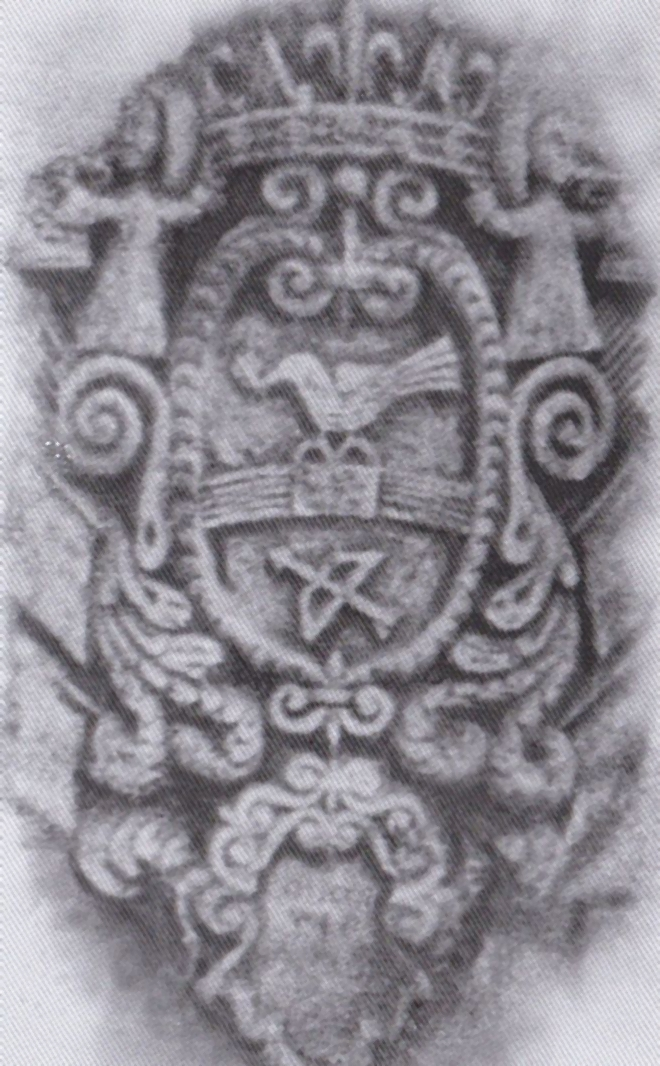
Stema familiei Lukovici - Concordia fratum

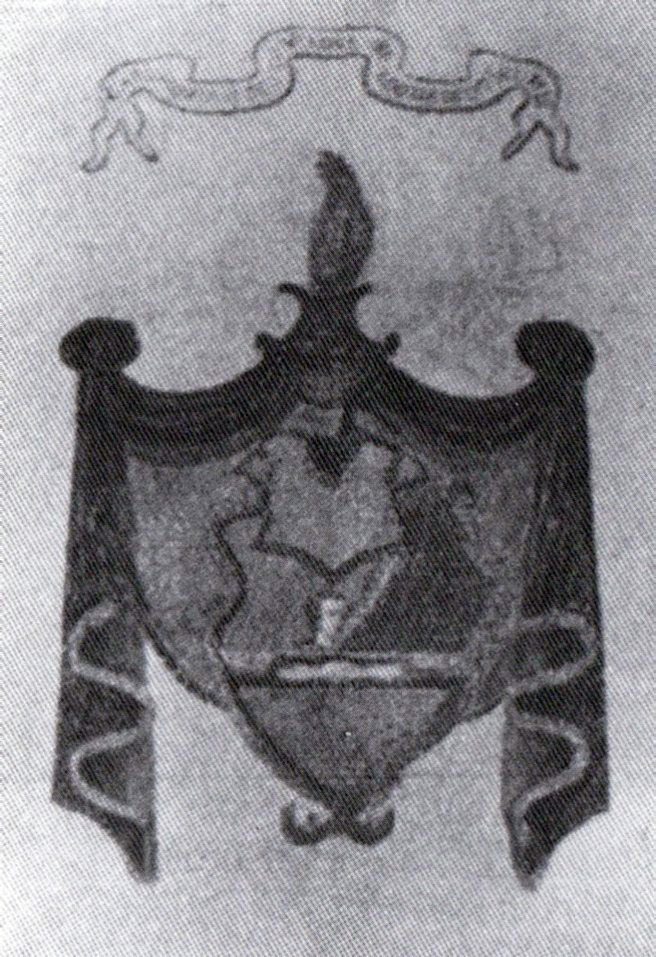
Stema familiei Verona - Honor ante gloriam

Arthur Verona s-a născut în familia lui Francesco Spiridon Verona și al contesei Amalia de Lukovici, amândoi de origine romano-catolică, originari din Cattaro - Dalmația, de cetățenie austriacă. Al doilea nume al lui Arthur, Garguromin, aparținea familiei tatălui său și l-a adăugat el însuși la începutul carierei sale artistice. Giovanni Dolcetti a menționat că în anul 1474 în orașul Scutari din Albania ocupată de venețieni ar fi existat o familie cu numele Verona. După mențiunile pe care Ary Murnu le-a făcut, familia tatălui era de origine mavro-vlahă. Numele de Garguromin, Gargurovici sau Garguroyici, legenda spune că familia l-a câștigat ca titlu de noblețe în secolul al XV-lea ca urmare a vitejiei strămoșilor săi pe câmpul de luptă în cadrul armatei venețiene din Verona. Familia Verona are o vechime remarcabilă, ea fiind atestată documentar încă din anul 1474 în orașul Scutari din Albania, stăpânită de către venețieni. Ea a fost înnobilată în anul 1478.
Francesco Spiridon Verona a fost armator de corăbii și căpitan de marină civilă. El a făcut călătorii în Australia și a navigat adeseori între porturile Adriaticii, pe Dunăre sau pe Marea Neagră. Arthur și fratele său Nicolae Henri s-au născut la Brăila, localitate în care s-a stabilit Francesco Spiridon Verona în jurul anului 1850 ca urmare a dorinței lui Vodă Bibescu care l-a angajat să coordoneze transportul și comerțul cu grâu al Țării Românești.
Nicolae Henri s-a stabilit la Herța unde s-a căsătorit cu Ecaterina Kazimir, fiica boierului local, Panait Kazimir. Nicolae a fost un talentat autor de miniaturi și a absolvit Școala de arte plastice din Paris. Mai târziu s-a dedicat politicii, îndeplinind în perioada 1904 - 1918, pe rând funcția de deputat, senator și prefect de Dorohoi din partea Partidului Conservator.
Nicolae a avut un fiu pe nume Paul Verona care a făcut studiile liceale la Liceul internat din Iași după care a urmat cursurile Facultății de Drept din Iași, făcând în paralel și Școala de Belle Arte. Renunță după un an la Facultatea de Drept și se dedică picturii. În 1921 se înscrie ca student la Academia Julian din Paris și la La Grande Chaumière. În 1938 se căsătorește cu fiica profesorului universitar Teofil Sauciuc-Saveanu, Carmen Sauciuc-Saveanu. Teofil Sauciuc-Saveanu era membru marcat al Partidului Național Țărănesc, corespondent al Academiei Române și Ministru al Bucovinei. Paul Verona a avut doi copii, un băiat Tudor Nicolai Verona și o fiică Irinel Verona. Paul se stinge din viață în anul 1966 la București. Picturile sale au fost achiziționate de către Ministerul Artelor și Cultelor, Pinacoteca Bucureștiului și de către Muzeul Toma Stelian. Tudor Verona le aduce în cartea sa „Monografia familiilor Verona și Kazimir” un pios omagiu:
„Încerc, în acest moment ,două sentimente contradictorii, unul de mulțumire că am putut reînvia în mintea oamenilor contribuția pictorilor Verona la patrimoniul cultural al poporului român și altul de insatisfacție că nu pot face mai mult pentru acești înaintași ai mei, oameni de o verticalitate morală, curățenie sufletească și bunătate care ar trebui să constituie modele  în acești ani de zbucium și debusolare.
Mă voi mândri totdeauna cu strămoșii mei și voi căuta să nu le mânjesc moștenirea sau să le pătez memoria. După ce am strâns și publicat memoriile și gândurile tatălui meu Paul Verona, am constrângerea că fiecare efort mic sau mare de a face să nu se uite trecutul, ajută la normalizarea situației României după 60 de ani de lipsă de preocupare pentru scara valorilor.”—Tudor Verona - „Monografia familiilor Verona și Kazimir”

### Controverse, incertitudini

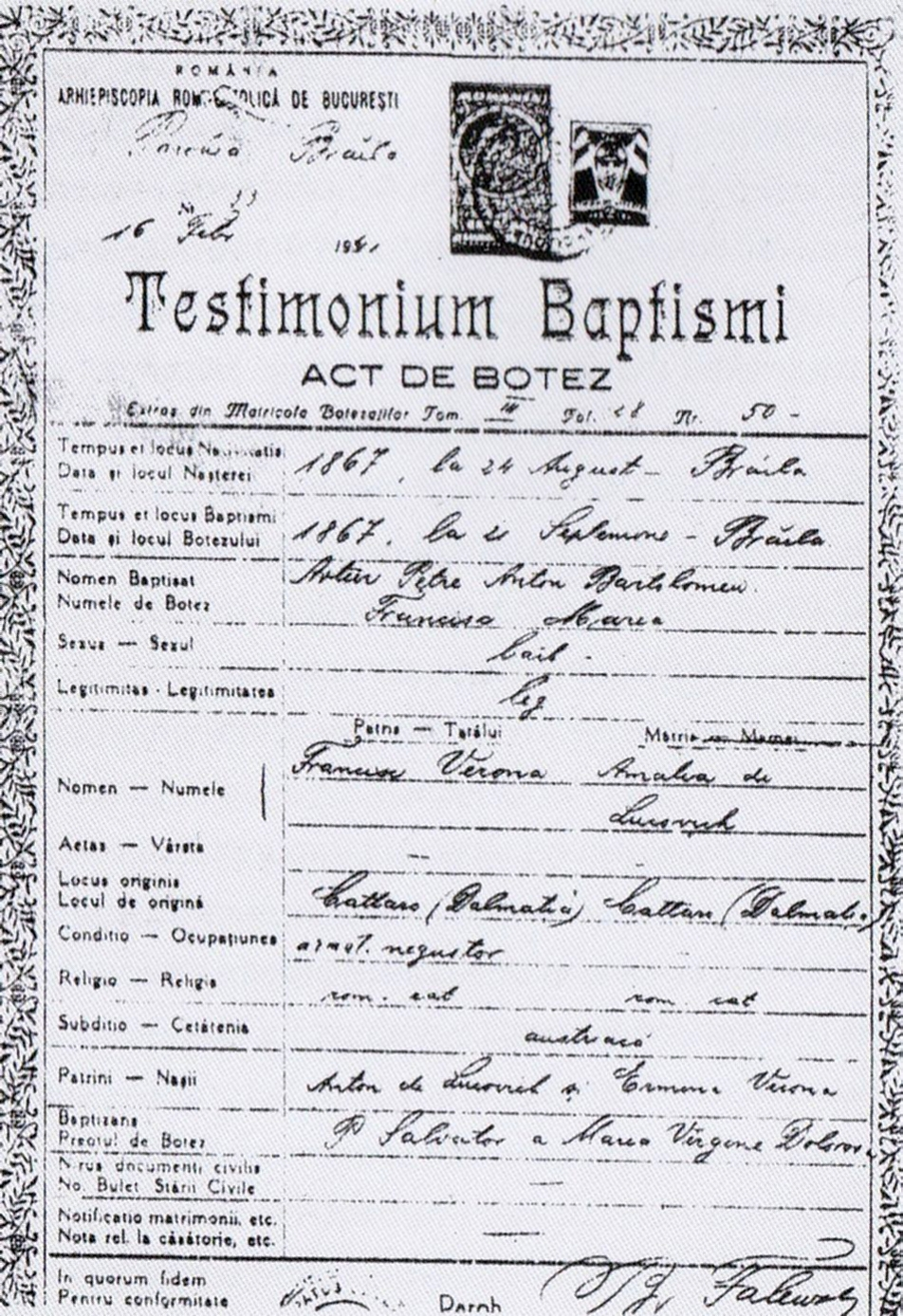
Certificatul de naștere al lui Arthur Verona

- Au existat în perioada 1957 - 2011 controverse legate de data nașterii lui Arthur Verona. Ion Zurescu, primul monograf al artistului, a menționat fără să aducă surse documentare, că acesta s-ar fi născut în ziua de 25 august 1868[6]. Afirmația lui a fost infirmată de către monografia Marinei Preutu și a Brândușei Răileanu care au evidențiat faptul că Arthur Verona s-a născut în 24 august 1867.[55] Acestea din urmă au adus în susținerea relatării actul original de botez al pictorului.[55] Ele au specificat că informația pe care Ion Zurescu a adus-o în monografia sa din 1957 a proliferat eronat și în alte studii și articole care au analizat activitatea artistului.[55] În continuare, autoarele monografiei familiei de pictori Verona au amintit și faptul că în anul 1968 s-au comemorat o sută de ani de la nașterea artistului în mod eronat.[55]
- Referitor la anul căsătoriei artistului există diferențe de opinii. Astfel, Ion Zurescu a specificat că Arthur Verona s-a căsătorit în anul 1903,[18] fără a menționa cu cine, iar Marina Preutu și Brândușa Răileanu aduc o corectură în anul 2011, amintind în monografia familiei de pictori Verona, faptul că Zurescu a greșit anul și că de fapt căsătoria a avut loc în data de 18 septembrie 1904, consoarta sa numindu-se Maria Zerman.[56]
- Începând din anul 1995 au demarat lucrările de restaurare a Capelei de la Castelul Bran la inițiativa istoricului Nicolae Pepene, a președintelui „Asociației Fiii și Prietenii Branului” și a Parohiei Bran. Capela de la Bran a fost resfințită în anul 2005.[57] Cu ocazia întocmirii acestui articol, editorii nu au găsit - deocamdată, surse care să ateste dacă pictura actuală este pictura murală realizată de către Arthur Verona sau este rezultatul repictării de către un alt pictor contemporan.
- Informațiile privitoare la Monumentul eroilor corpului didactic pe care Arthur Verona l-a realizat împreună cu Cornel Medrea suferă de o ambiguitate care a survenit în publicațiile apărute de după anul 2000. Astfel, în timp ce Ion Zurescu (1957),[46] Marina Preutu și Brândușa Răileanu (2011)[58] au susținut că monumentul în cauză ar fi fost realizat de Verona cu Cornel Medrea în anul 1935 - 1936, Serban Caloianu, Paul Filip (2009)[59] și Silviu N. Dragomir (2008)[60] au susținut că monumentul a fost făcut de Verona în colaborare cu Ion Jalea până în anul 1930 când a fost inaugurat în Piața Victoriei. Mai mult, ultima versiune a fost susținută și de Lucia Hossu Longin (2014) în Memorialul durerii,[61] în timp ce Dan C. Mihăilescu (2012) a susținut că monumentul controversat ar fi fost realizat în trei - Ion Jalea, Cornel Medrea și Arthur Verona tot în anul 1930.[62]

### Opera lui Verona versus piața de artă
Picturile realizate de Arthur Verona se regăsesc în colecții private și o mare parte prin muzeele din România. După anul 1990, când s-au reînființat casele de licitații de artă, lucrările sale au făcut obiectul vânzării - cumpărării. Valoarea lor a crescut constant, astfel încât în anul 2010 ele s-au aflat împreună cu cele ale lui Samuel Mützner în topul vânzărilor de artă; cel mai scump tablou fiind Odihnă în iarbă. De-a lungul timpului s-au mai vândut De la vie, Prin pădure, Frumusețe antică, Studiu de panou decorativ pentru Serviciul Maritim Român, Ursari, Serbare câmpenească și multe altele.

### Cronologie
- 1867 -- în data de 24 august s-a născut la Brăila, Arthur Petre Anton Bartolomeu Francisc Maria Verona. Certificatul de naștere atestă faptul că tatăl pictorului se numea Francisc Verona și mama Amalia de Lukovici. Mama era de religie romano-catolică și avea cetățenie austriacă. Locul de origine era menționat a fi Cattaro (din Dalmația).[65]

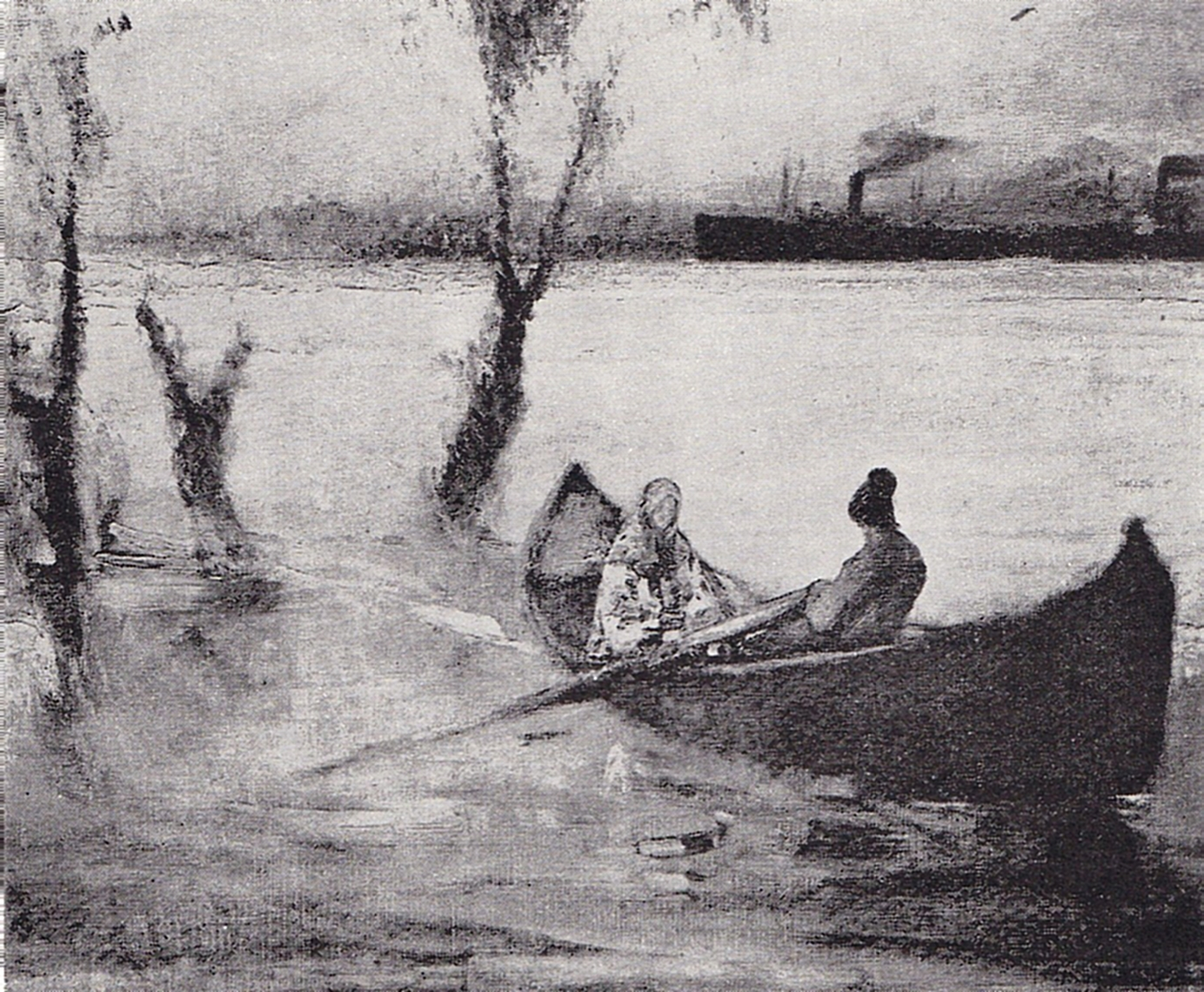
În portul Brăila - La Ghecet

- 1888 -- în acest an Arthur Verona a absolvit Liceul real din Cernăuți cu o diplomă de merit și s-a înscris la Academia Militară Tereziană din Viena.[65]
- 1889 -- a expus la Viena prima lucrare a sa intitulată Patrula de noapte. A făcut o călătorie în Italia unde și-a format o cultură solidă în domeniul artelor.[65]
- 1891 -- este anul în care a absolvit Academia Militară din Viena și a devenit ofițer.[65]
- 1893 -- a expus din nou la Salonul Secesioniștilor din München.[65]
- 1895 -- a plecat la München pentru studii de pictură și a lucrat sub îndrumarea profesorilor Fritz von Uhde și Simon Hollósy. Ultimul dintre ei era un bun cunoscător al limbii române și a fost întemeietorul cunoscutei Școli de pictură de la Baia Mare. Simon Hollósy avea porecla de Corbul.[65]
- 1896 -- a studiat la München și Baia Mare sub îndrumarea lui Simon Hollósy.[65]
- 1897 -- a studiat la München și vara la Baia Mare. În acest an pictura În codrii Herței a fost înscrisă în catalogul Salonului Oficial francez sub numărul 701 și a fost reprodusă în revista L'Illustration. A obținut mențiunea juriului francez.[65]
- 1898—lucrarea În codrii Herței a fost expusă la București în cadrul Expoziției artiștilor în viață (Salonul Oficial).[24]
- 1899—a plecat la Paris pentru a studia la Academia Julian. Aici i-a avut ca profesori pe Jean-Paul Laurens, William-Adolphe Bouguereau și Gabriel Ferrier. A participat la Expoziția internațională de la Paris (Secția românească).[24]

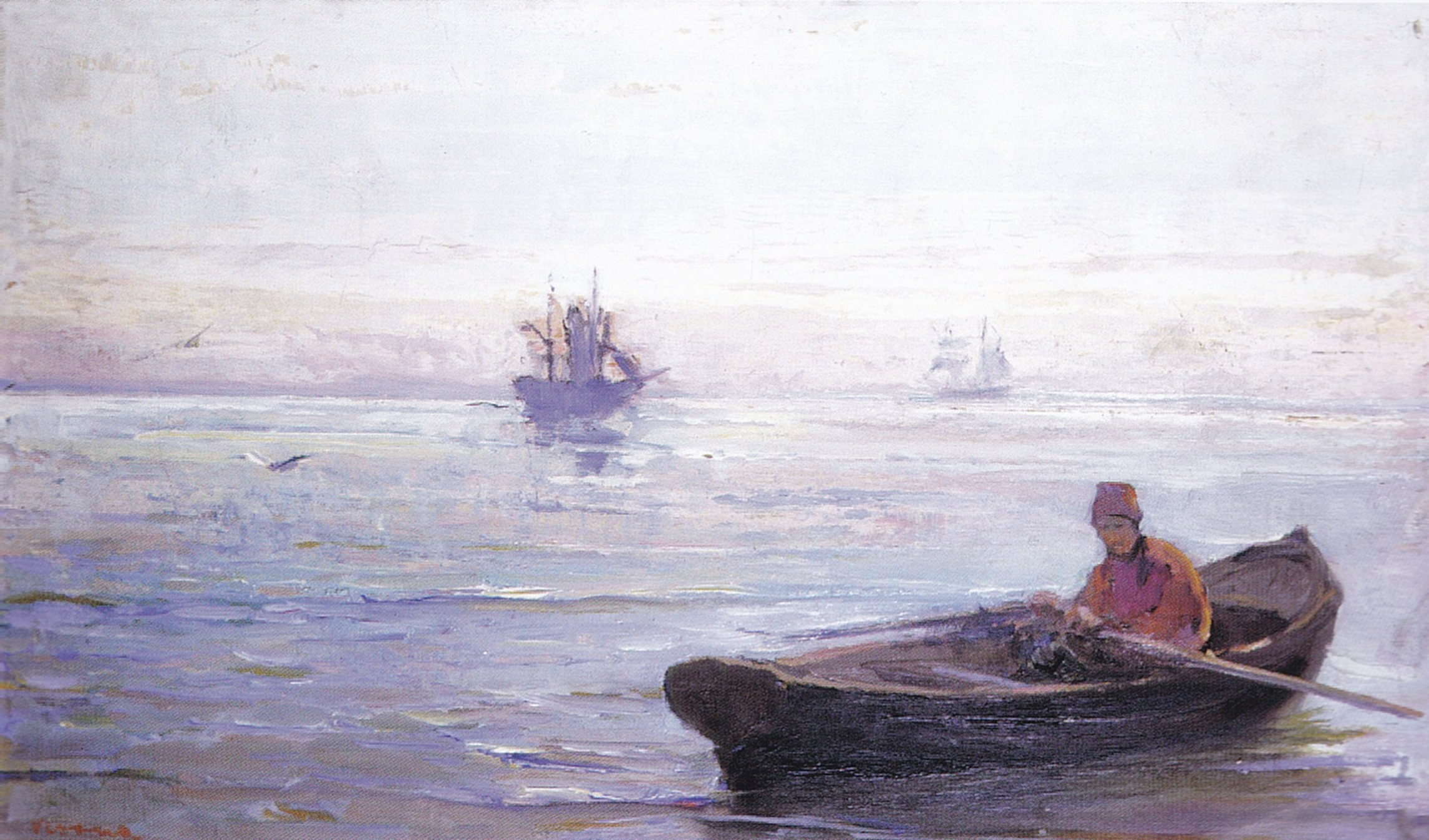
La Sulina

- 1900—a participat din nou la Expoziția internațională de la Paris.[24]
- 1901—împreună cu Constantin Artachino, Ștefan Luchian, Kimon Loghi, G.D. Mirea, Gheorghe Petrașcu, Oscar Spaethe, Ștefan Popescu și Nicolae Vermont a fondat societatea Tinerimea artistică în data de 3 decembrie. A participat la Salonul Oficial de la Viena.[24]
- 1902—a participat la prima expoziție organizată de către Tinerimea artistică în data de 1 martie în spațiile expoziționale ale Ateneului Român. Tot în acest an și-a organizat prima expoziție personală la Ateneul Român, ocazie cu care a fost apreciat de către pictorul Nicolae Grigorescu.[24]
- 1903—atelierul său din Palatul funcționarilor din Piața Victoriei a fost mistuit de un incendiu. În acest an a expus 12 lucrări la Expoziția Tinerimii artistice și a participat la Expoziția de la Atena organizată de Tinerimea artistică.[24]
- 1904—la 18 septembrie s-a căsătorit cu Maria Zerman și s-a stabilit la București. A pictat în Herța și în București și a participat la ce de-a III-a expoziție a Tinerimii artistice.[24]
- 1905—primește comanda realizării unei fresce cu subiecte din istoria neamului românesc pentru unul din pavilioanele Expoziției generale care urma să aibă loc în anul 1906 la București în Parcul Carol (Turnul lui Țepeș). A participat la Expoziția Tinerimii artistice de la München. La expoziția Tinerimii de la București a prezentat compoziția Pâinea cea de toate zilele.[24]

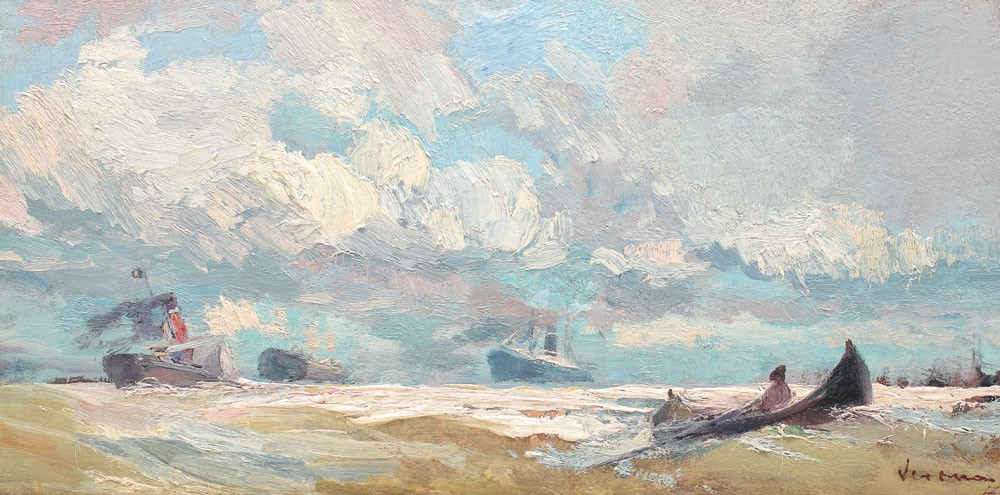
Plecarea la pescuit

- 1906—în primăvară a expus la Tinerimea artistică și a obținut premii la Salonul Oficial. A participat la Expoziția Jubiliară.[24]
- 1907—a participat la cea de-a V-a expoziție organizată de Tinerimea artistică și a realizat pictura monumentală intitulată Cosașii. În data de 4 iulie a devenit membru al Ordinului Coroana României în grad de ofițer. A pictat la Brăila.[24]
- 1908—a deschis o expoziție personală la București. A primit critici laudative din partea lui Nicolae Iorga, G.M. Cantacuzino, Eugen Crăciun și Apcar Baltazar. Arthur Verona a fost respins ca fiind neeligibil pentru a ocupa o catedra a Școlii de Belle Arte din București. A pictat pe Valea Oltului și Herța. A participat la expoziția organizată de Tinerimea artistică.[24]
- 1909—în data de 7 iulie a fost decorat cu Medalia Bene Merenti clasa I-a. A pictat plafoanele palatului colecționarului Ioan Kalinderu.[24]
- 1910—a participat la Expoziția Salonului de la München unde a fost distins cu Medalia de aur și a realizat pictura tavanelor la Palatul Gheorghe Cantacuzino. Ministerul lucrărilor publice i-a dat comanda de execuție a unui perete al palatului ministerului. În acest an a realizat și peisajul monumental Valea Oltului, de circa 20 mp. Această lucrare nu a rezistat timpului deoarece a fost distrusă în timpul bombardamentelor din anul 1944. În 1910 Arthur Verona a fost ales președinte al Societății Tinerimea artistică.[24]

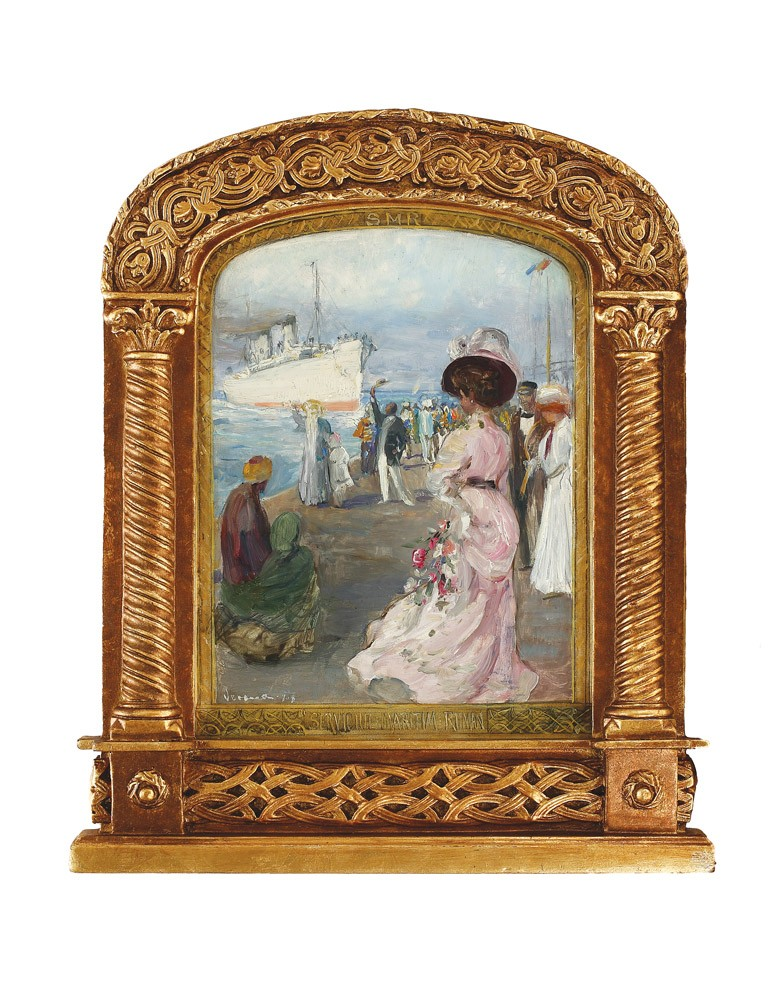
Panou decorativ

- 1911—a expus la expoziția Tinerimii artistice lucrarea monumentală intitulată Portretul lui Mihai Viteazul, făcut pentru Casa Școalelor, împreună cu alte picturi din Herța.[31]
- 1912—a participat cu 25 de picturi (studii, flori, peisaje și tripticul Belșug) la Tinerimea artistică și a obținut o nouă medalie de aur la München cu tabloul intitulat Spartul horei. În acest an a fost considerat de către critică ca fiind un urmaș al lui Nicolae Grigorescu.[31]
- 1913—a expus la Expoziția internațională de la München unde a obținut o nouă medalie de aur. A expus la Tinerimea artistică și o dată cu decretarea mobilizării generale a intrat ca voluntar în armata română în cadrul regimentului de Roșiori, el fiind până la acea dată locotenent în rezervă în Regimentul XII Ulani.[31]
- 1916 - 1918—pe timpul primului război mondial, Arthur Verona a făcut parte din divizia generalului Ioan Dragalina. S-a distins cu acte de bravură și a fost decorat cu Ordinul național „Steaua României” cu Spade și gradul de Cavaler cu panglică, cu Virtutea militară si cu Crucea comemorativă a războiului din 1916 - 1918 cu baretă. A fost luat prizonier și a fost trimis în lagărul de la Sopronek, Ungaria. Cu această ocazie a restaurat capela Olmutz.[31]
- 1917—un număr de lucrări realizate de Verona au plecat împreună cu Tezaurul României în Rusia. Din mărturiile familiei, unele din ele au fost restituite în anul 1956,[31] restituire menționată și de articolul artistului emerit Marius Bunescu aflat în numărul din 16 septembrie 1956 al ziarului Scînteia. Astfel, într-unul dintre articolele ziarului – dedicate reîntoarcerii unei părți din Tezaur de la Moscova, acesta a precizat că alături de alte materiale de artă plastică, respectivele lucrări ale lui Verona au fost repartizate Galeriei Naționale a Muzeului de artă al R.P.R.[35]
- 1918—s-a întors în România și lucrările sale au participat la expoziție retrospectivă a Tinerimii artistice de la Ateneul Român, alături de cele ale lui Theodor Aman, Ștefan Luchian, Nicolae Grigorescu, Apcar Baltazar, G.D. Mirea precum și a altor artiști dispăruți sau absenți din ultimii zece ani, dar care aveau lucrări în colecții particulare sau în galeriile statului.[31]
- 1919—a fost inițiatorului înființării unei Academii Libere ca o ripostă la academismul lui G.D. Mirea de la Școala de Belle Arte din București.[31]
- 1920—în data de 10 iulie a primit ordinul Steaua României cu spade în grad de Cavaler cu panglică de Virtutea militară.[31]

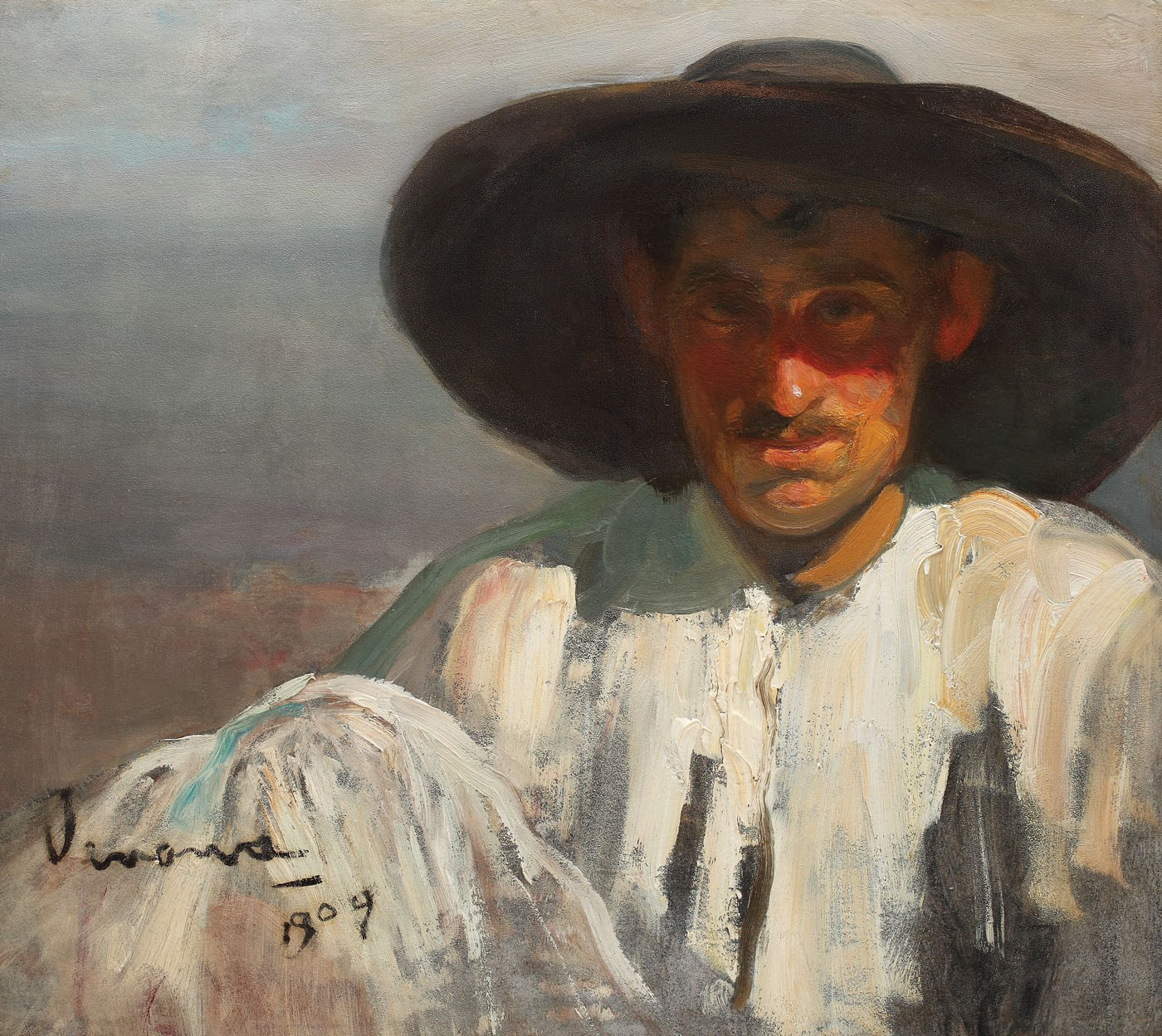
Odihnă la câmp

- 1921—a deschis o mare expoziție personală la București.[31]
- 1922—a participat la Salonul Tinerimii artistice și la prima expoziție a Academiei libere. În data de 30 decembrie a devenit membru al Ordinului Coroana României în grad de Comandor.[31]
- 1923—a devenit membru în comisia de achiziționare și evaluare a pieselor de artă din cadrul Ministerului Cultelor și Artelor.[31]
- 1924—a făcut parte din juriul care a selecționat lucrările care au participat la bienala de la Veneția. Șase lucrări executate în ulei, din care una era o frescă aplicată pe lemn, au fost realizate de Arthur Verona. Cu acestă ocazie, regele Italiei i-a cumpărat tabloul intitulat Nuntă în Moldova. În data de 30 mai a devenit membru al Ordinului Steaua României. În același an a făcut parte din juriul Salonului Oficial din București.[31]
- 1925—a făcut parte din juriul care a selecționat lucrările care au participat la Expoziția internațională de la Paris. A expus și el o lucrare intitulată Surugiul. A participat la expoziția din acest an a Tinerimii artistice.[52]
- 1926 -- Regina Maria a României i-a dat comanda pentru executarea picturilor murale de la Capela Castelului Bran pe care a și realizat-o până la sfârșitul anului. A fost numit, tot în acest an, în juriul Comisiei monumentelor istorice și la Salonul Oficial.[52]
- 1927—a participat cu zece tablouri la Expoziția retrospectivă a artiștilor români, pictori și sculptori din ultimii 50 de ani care s-a organizat la Ateneul Român. A pictat pe Maica Domnului în biserica de la Preany Kattor din Iugoslavia.[52]
- 1928—a făcut călătorii în Italia, Spania și Franța.[52]
- 1929—a făcut parte din juriul Salonului Oficial de la București și a expus lucrarea Nuntă în Moldova (reprodusă în catalog) și Lalele.[52]
- 1930—a participat la Salonul Oficial.[52]
- 1931—în data de 8 iunie a fost numit cavaler al însemnului onorific Pentru merit. În 22 septembrie i-a fost conferit Ordinul Meritul Cultural pentru arte plastice în grad de Cavaler clasa I-a.[52]
- 1932—a primit din nou Ordinul Meritul Cultural pentru arte plastice în grad de Cavaler clasa I-a din partea Ministerului Instrucțiunii Publice.[52]
- 1933—a participat la expoziția Tinerimii artistice. Tot în anul acesta s-a publicat la Zürich: Who's Who in Central and Estern Europe - în care este un articol despre personalitatea lui Arthur Verona. În 1933 a participat la Salonul Oficial cu lucrarea Autoportret (făcută în anul 1930) care fost reprodusă în catalogul expoziției.[52]
- 1934—apar semne ale reumatismului care l-a amenințat cu paralizia. Prefectura Județului Ilfov i-a comandat o nouă versiune a tabloului Surugiul.[52]
- 1935—a participat la Expoziția românească de la Bruxelles. Casa Regală a României i-a dat comanda de execuție în frescă a tavanului Scării Voievozilor din Palatul Regal. Lucrarea poartă numele de Apoteoza.[52] Un incediu izbucnit la atelierul său din strada Grigore Alexandrescu numărul 10, i-a distrus 100 de lucrări, obiecte de artă, schițe și o colecție de artă populară. George Oprescu i-a oferit sprijin în acest accident nefericit.[52][66]

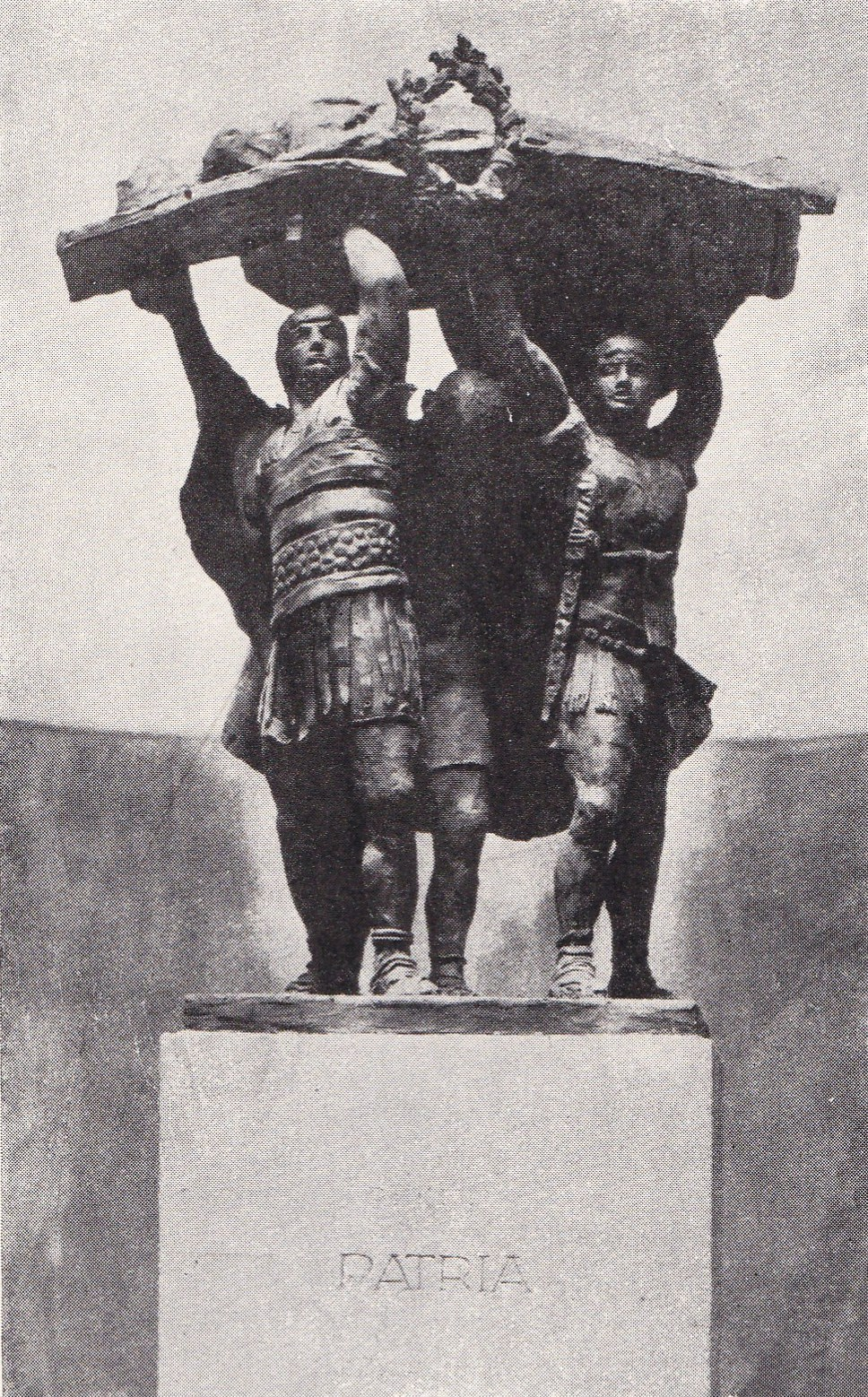
Monumentul eroilor corpului didactic

- 1936—a realizat împreună cu sculptorul Cornel Medrea[A] Monumentul eroilor corpului didactic.[52] (vezi Capitolul Controverse, incertitudini)
- 1937—a participat la Expoziția Tinerimii artistice cu două proiecte de realizare a picturilor murale de la Capela Cimitirului Bellu, intitulate Viața și moartea și Iubirea și credința.[52]
- 1939—a expus la Salonul Oficial mai multe lucrări de mici dimensiuni, dintre care s-a remarcat tabloul Sitarii (reprodus în catalogul expoziției).[52]
- 1940—a devenit profesor la Școala superioară de pictură și sculptură bisericească aflată pe lângă Arhiepiscopia Bucureștilor și care a fost înființată de către Patriarhul Nicodim. Aici a predat cursuri tehnice de pictură de icoane și a condus atelierul de lucrări practice.[52]
- 1941—în data de 8 aprilie generalul Ion Antonescu a semnat decretul de naturalizarea a lui Arthur Verona. Prin decizia numărul 31 din 15 aprilie i s-a fixat o pensie în valoare de 15.000 de lei acordată de Casa compozitorilor, pictorilor și sculptorilor; decizia a fost semnată de către Dimitrie Cuclin, Mihail Andricu, Frederic Storck, Mac Constantinescu, Mihail Jora, Nicolae Dărăscu și Constantin Brăiloiu.[42]
- 1942—a participat la Salonul Oficial de toamnă cu schițe, desene și afișe (Autoportret - afiș desen colorat).[42]
- 1943—prin decizia ministerială din 4 martie cu numărul 343889 și publicată în Monitorul Oficial nr. 53, Arthur Verona a fost trecut ca membru al Corpului Artiștilor Plastici. În data de 1 aprilie i s-a mărit pensia la 20.000 lei.[42]
- 1944—a publicat volumul Pictura - Studiu tehnic cu 20 de planșe hors-text sub semnătura artistului. Pagina de cuvânt înainte a fost semnată de către Ion D. Ștefănescu. Ca urmare a bombardării Bucureștiului s-a refugiat în Județul Ilfov, în Comuna Săndulica, gara Sărulești la domnul Russe. A participat în acest an la expoziția Salonului Oficial unde a prezentat lucrările Flori de primăvară, Copilul și Flori de țară.[42]
- 1945—cu ocazia ședinței Sindicatului Artelor Frumoase din data de 26 august, Arthur Verona a fost ales ca reprezentant al artiștilor plastici la Congresul general al scriitorilor, artiștilor și ziariștilor. A participat la Salonul Oficial din noiembrie - decembrie cu lucrările intitulate Cârciumă, Flori de primăvară și Fiul Fecioarei (frescă).[42]
- 1946—s-a stins din viață la 29 martie.[42]

### In memoriam

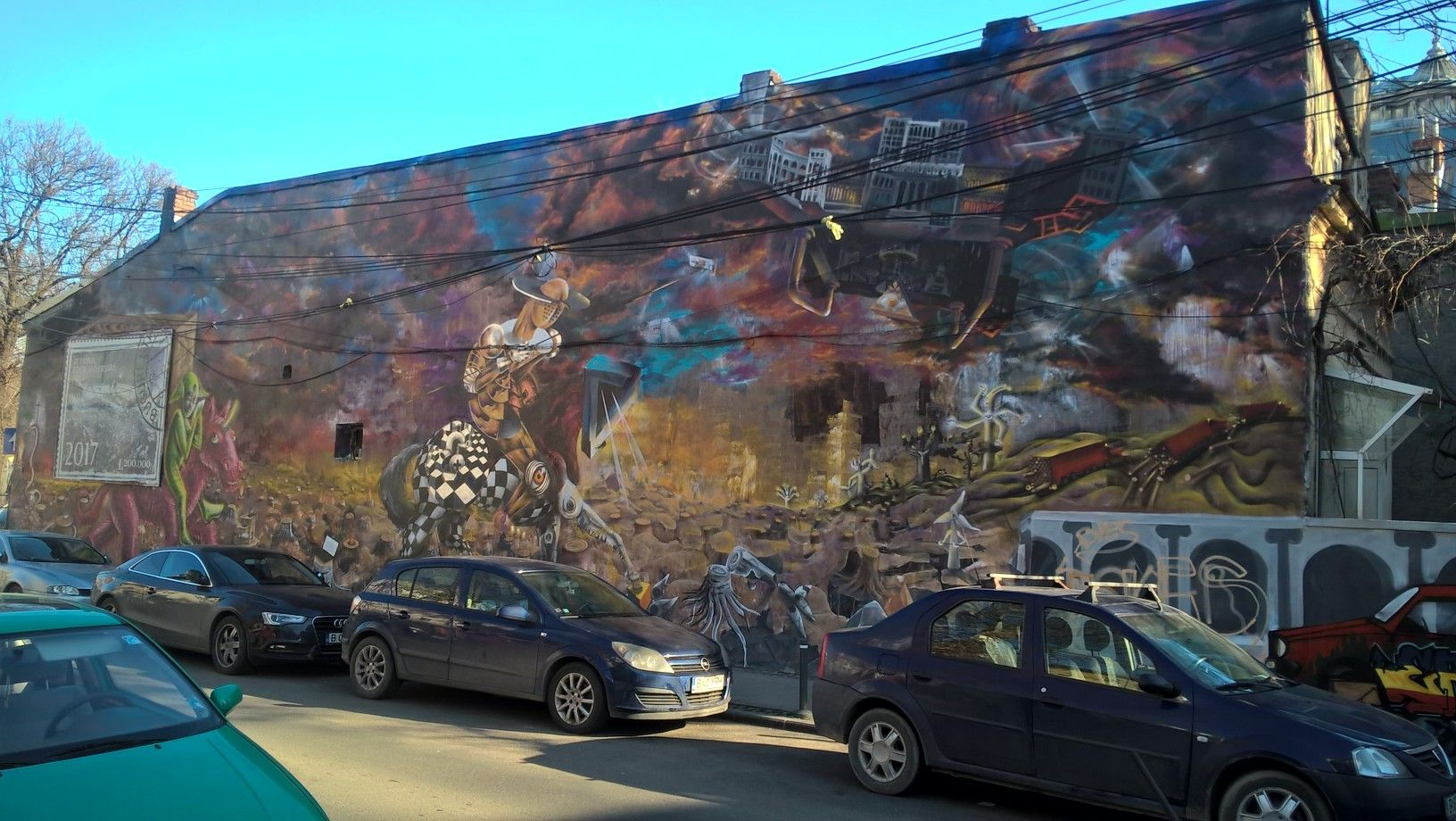
Calcanul casei de pe strada Arthur Verona din București - martie 2017

- 1947—Ministerul Artelor a organizat o mică expoziție comemorativă.[42]
- Numele de Arthur Verona îl poartă o stradă din București și din Botoșani. Calcanul casei aflat la intersecția străzii Arthur Verona cu Dionisie Lupu din București a devenit din anul 2005 un punct de atracție al artiștilor urbani care au realizat picturi murale care au intrat în memoria colectivă a bucureștenilor. Ca urmare, proiectul Street Delivery demarat de către Ordinul Arhitecților din România și Librăria Cărturești în anul 2006 a avut ca scop o încercare pentru recuperarea spațiului public pentru pietoni dintre Grădina Icoanei și Grădina Cișmigiu.[67] Calcanul de pe strada Verona a devenit de-a lungul timpului unul din simbolurile urbane din capitala României,[68] picturile murale derulându-se una după alta, întreaga zonă fiind declarată ca o zonă artistică protejată.[69] În iunie 2016, noul proprietar al imobilului a depus la primăria capitalei documentația necesară pentru demolarea imobilului și intenția de construire a unei clădiri de birouri în cursul aceluiași an.[68][69]

## Note

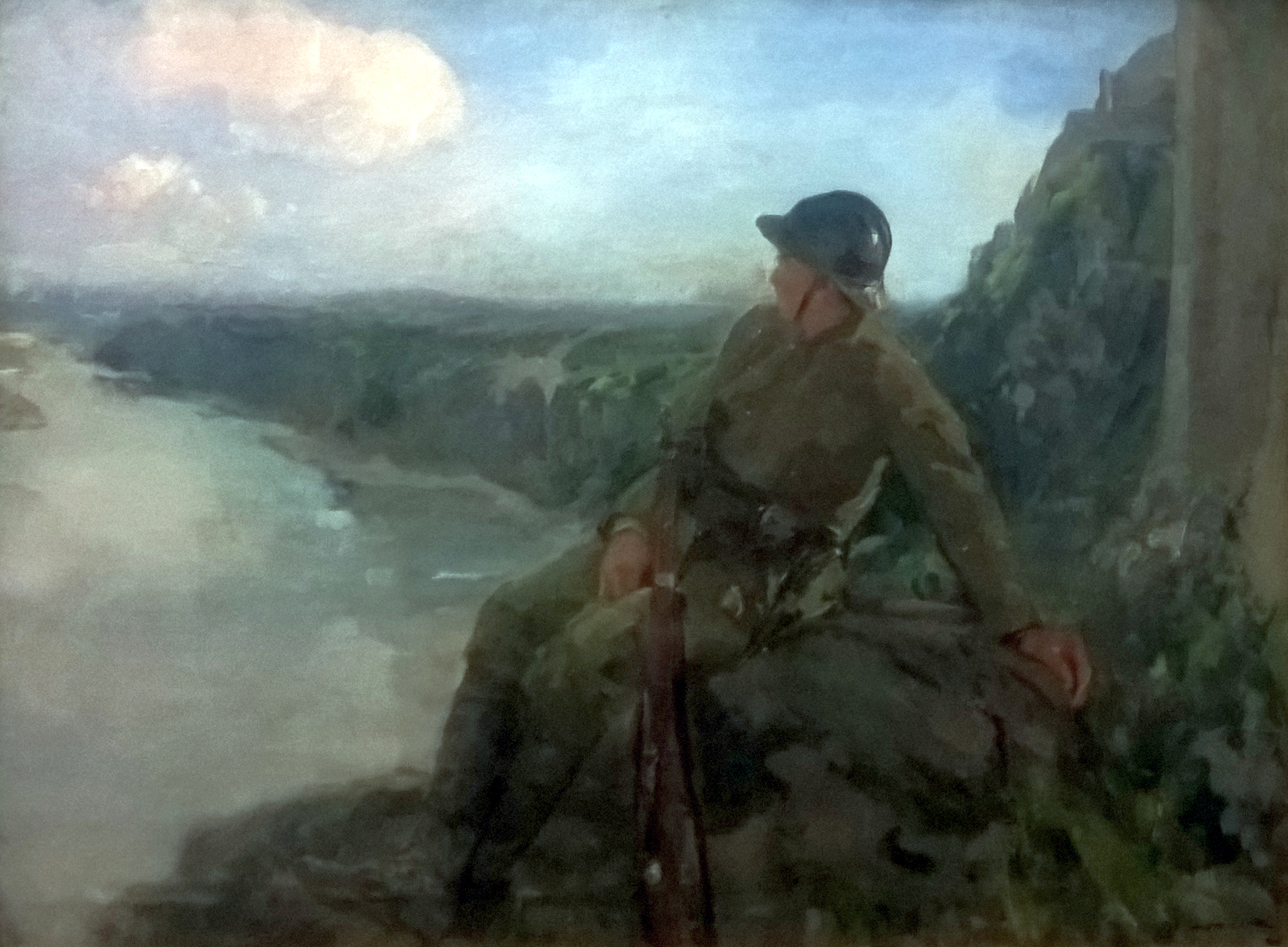
Santinela (1918-1920)